# Liste d'armes utilisées pendant la Seconde Guerre mondiale
 (septembre 2021).
Si vous disposez d'ouvrages ou d'articles de référence ou si vous connaissez des sites web de qualité traitant du thème abordé ici, merci de compléter l'article en donnant les références utiles à sa vérifiabilité et en les liant à la section « Notes et références ».
La Seconde Guerre mondiale a vu un développement très important d'armes de tous types, en puissance et en quantité.
Cette liste comprend les armes utilisées par les différents belligérants dans leurs forces terrestres et aériennes, mais aussi de nombreux projets et prototypes.

## Généralités
« Guerre de mouvement sur de vastes espaces, la Seconde Guerre mondiale a été une guerre du moteur ».
L'usage généralisé des chars et de l'aviation est l'illustration de cette motorisation.
La lutte antichar et la lutte contre les avions deviennent primordiales pour toutes les armées[réf. nécessaire].
Parallèlement à l'utilisation des chars, on assiste tout au long de la guerre à un accroissement des transports motorisés des troupes, au détriment des chevaux, cependant encore très présents chez les Allemands tout au long du conflit. La division blindée américaine de 1944 est entièrement motorisée[pertinence contestée].
L'aviation acquiert une place de première importance, incontournable. Les bombardiers lourds dévastent les grandes villes industrielles (bombardements stratégiques). Ils sont contrés par des avions de chasse le jour comme la nuit ainsi que par des canons de défense antiaérienne. La DCA doit son efficacité aux radars qui l'assistent ; l'électronique s'installe massivement dans les communications, les écoutes de l'ennemi, et son repérage. Le chiffrage et le déchiffrage sont vitaux : la cryptanalyse d'Enigma par les Alliés occidentaux leur permet de gagner la bataille de l'Atlantique.

### Marine
(Non présente dans cette page Wikipédia, déjà très volumineuse)
Sur mer, avant la guerre, on a assisté à un renforcement incessant des blindages des cuirassés, mais ce type de navire est cependant très vulnérable aux sous-marins et à l'aviation. Le cuirassé cesse d'être le roi des batailles navales, alors que le porte-avions devient crucial, surtout dans le Pacifique. Il devient la pièce centrale d'un dispositif où les autres navires sont ses auxiliaires.
La lutte anti-sous-marine a fait des progrès grâce aux sonars, dont les premiers développements datent de la Première Guerre mondiale.

### Nouvelles armes
De nouvelles armes apparaissent, comme la torpille acoustique (qui se dirige vers les moteurs des navires) ; les lance-roquettes ; les grenades antichars ; les avions à réaction ; les missiles ; la bombe atomique ; la fusée de proximité ; les radars ; les mines sous-marines.
La guerre voit également l'apparition du viseur gyroscopique (avec son vernier, le collimateur suivant l'appareil automatiquement en fonction des mouvements de l'avion tireur).

### Allemands
- la recherche atomique
- la fusée
- l'aile en flèche
- le fusil d'assaut
- le submersible rapide (Type XXI / Type XXIII)
- les missiles et le guidage par fils
- les avions à réaction

### Alliés
- la bombe atomique

- la fusée de proximité
- le guidage de bombardiers
- la détection radar
- le fusil semi-automatique de dotation
- la radio électricité embarquée, grâce à la miniaturisation des composants.
- l'aéronavale
- les calculateurs
- les obus APDS
- les avions à réaction

## Allemagne - armée de terre (Heer)
Source

### Pistolets / Revolvers
- Luger P08 (1908)
- Mauser 1914 / 1934 (1914, 1934)
- Mauser C96 (1914)[N 2]

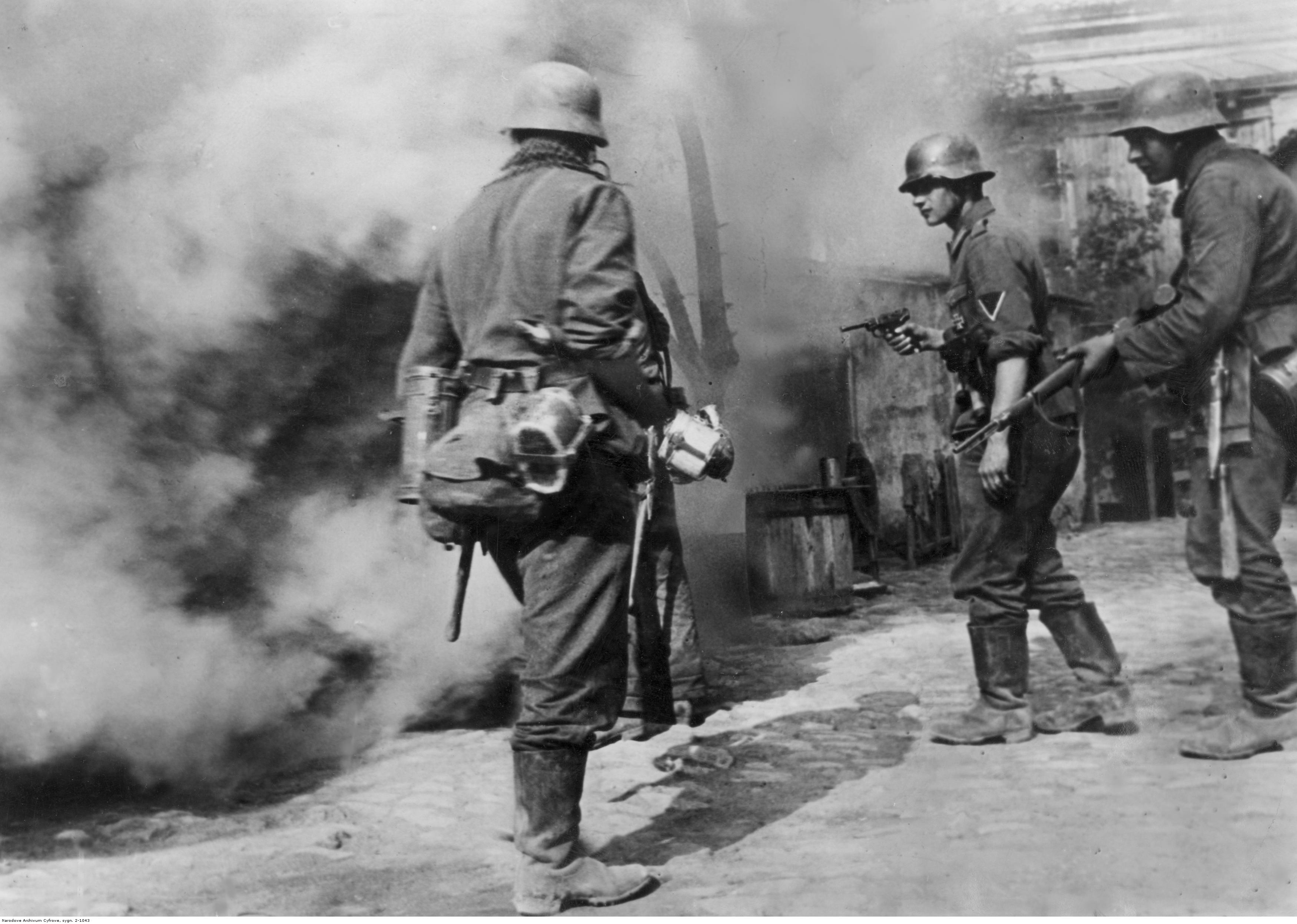
Des soldats allemands en 1942, celui au centre est armé d'un Luger P08.

  - Astra M900 / 902 / 903 (1927, 1928, 1932 en Espagne)
- (7,65 mm) Sauer M38 H (1938)
- Steyr Hahn M11/M12/M12 P16 (1911, 1912, 1916 en Autriche, 1938 en Allemagne)
- Volkspistole (en) (1945 # plusieurs prototypes)
- Walther P38 (1938)
- Walther PP / PPK (1929 et 1931)

### Fusils / Fusils d'assaut
- Karabiner 98k (1935)
  - G33/40 (de) (1940)
- Mauser G41 (1941)
- Walther G43 (1943)
- FG 42 F / FG 42 G (1942 et 1943)
- StG 44 (1944 # essais au front en 1943 sous le nom de « MP 43 »)
- StG 45 (1945)
- Gustloff Volkssturmgewehr (en) VG 1-5 / Spreewerk Berlin Volkssturmgewehr 2 / Steyr Volkssturmkarabiner VK-98 / Walther Volkssturmgewehr 1 (tous 1945 # Volkssturmgewehr (de))

### Pistolets-mitrailleurs
- Bergmann MP 34 / MP 35/1 (1932 au Danemark, 1934 en Allemagne)
- EMP 35 / EMP-36 / EMP 44 (en) (1931, 1936, 1944 prototype)
- MP 28 (1928)
- MP 38 / MP 38/40 / MP 40 (1938 / 1940)
- MP 3008 (1945)

### Mitrailleuses / Fusils-mitrailleurs
- MG 08 (1908 # quelques exemplaires utilisés en défense antiaérienne ou dans des bunkers)
- MG 15 (1933 # [N 3])
- MG 30[N 4] (1931 en Suisse sous la dénomination S2-200)
- MG 34 (1934)
- MG 42 (1942)
- MG 81 (de) (1940[N 5])

### Mortiers
- 5-cm leGrW 36 (1936)
- 8-cm GrW 34 (1934)
  - Kz 8 cm GrW 42 (en) (1942)
- 10-cm NbW 35 (10 cm Nebelwerfer 35) (1935)
- 10-cm NbW 40 (1941)
- 12-cm GrW 42 (1942)
- 15-cm GrW 43 (1943 ? # prototype ?)
- 20 cm leichter Ladungswerfer (en) (1940)
- 21-cm-Wurfmörser 69 (de) (fin 1944)

### Armes légères antichars / Grenades antichars à fusil
- Hafthohlladung 3 / 3.5 (1942 et 1944 # mines magnétiques)
- 2,7-cm Kampfpistole (Sturmpistole (en)) (1942)
- Panzerbüchse 38 / 39 (1940 et 1940 # fusils antichars)
- Panzerfaust 30 (Klein) / 30 / 60 / 100 / 150 (de 1943 à 1945)
- Panzerwurfmine (L) / (Kz) (1943 # grenade)
- 8,8 cm Raketen Panzerbüchse RPzB 43 / 54 / 54/1 / 54/100[N 6] (de 1943 à 1945 # surnommés Panzerschreck)
- 8,8 cm Raketenwerfer 43 « Püppchen » (1943)
- Gewehr-Granatpatrone 40 (1941)
- Gewehr-Panzergranate (en) / Gross Gewehr-Panzergranate (en) (1942, 1942)
- Gross Panzergranate 46 & 61 (en) (1943, 1944)

### Mines terrestres
- Abwehrflammenwerfer 42 (1942 # mine lance-flammes)
- Glasmine 43 (de) (1944 # antipersonnel)
- Hohlladungs-Spring-Mine 4672 (HL.Sp.Mi. 4672 # 1945 # antichar # Hohl-Sprung mine 4672 (en))
- Holzmine 42 (en) (1942 # antichar)
- Schrapnell-Mine 35 (SMi-35) (1935 # « Mine-S » # antipersonnel bondissante)
  - Schrapnell-Mine 44 (SMi-44) (1944 # « Mine-S » # antipersonnel bondissante)
- Panzer-Stabmine 43 (1943 ou 1944[N 7] # antichar # Panzer stab 43 (en))
- Schützenmine 42 (de) (1942 # antipersonnel)
- Sprengriegel / Sprengriegel 44 (1943 et 1944 # antichar # Riegel mine 43 (en))
- Tellermine 29 (1929)
  - Tellermine 35 (1937)
  - Tellermine 35 (Stahl) (de) (1937)
  - Tellermine 42 (1942)
  - Tellermine 43 (1943)
- Topfmine (de) (1944 # antichar)

### Grenades à main

#### fumigène
- Blendkörper 1H (en) / Blendkörper 2H (en) (années ?)
- Nebelhandgranate 39 / 39b / 41 (1938, ?, 1941)
- Rauchgranate Nebelkerze 39 / 39b (1939, ?)

#### antipersonnel
- Stielhandgranate 24 (1924)
- Stielhandgranate 39 (1939)
- Stielhandgranate 43 (de) (1941)
- Eihandgranate 39 (1939)

### Autres (matériels, lance-flammes, munitions, etc.)
Source
- Borgward IV (1942 # arme de démolition)
- 8,8-cm « Bufla » (1938 # destructeur de bunker)
- Fieseler Fi 103R « Reichenberg » (1944 # prototype bombe pilotée)
- Flakscheinwerfer (projecteurs de Flak # German searchlights of World War II (en))
- Flaktürme (1941 # bâtiment anti-aérien)
- Flammenwerfer 35 / Flammenwerfer 41 (en) (1935, 1941 # lance-flammes)
- Fliegerfaust (1945 # arme antiaérienne)
- Freya / Jagdschloss / Klein Heidelberg / Mammut / Würzburg / Würzburg-Riese (de) (1939, 1943, 1943, 1944, 1940, 1941 # radars)
- G7e / G7es (1936 et 1943 # torpilles)
- Goliath (1943 # arme de démolition)
- Heeresfeldwagen (de) (1895 # chariot hippomobile # plusieurs modèles[N 9])
- Leuchtpistole 34 (en) / Leuchtpistole 42 (en) (1934, 1942 # pistolets lance-fusées)
- N-Stoff (1938 # gaz de combat # non-utilisé lors de la SGM)
- Pervitine (1938 # drogue pour combattant)
- Regelbau (1938 # fortifications standardisées)
- Schallkanone (1944 # canon à son # prototype)
- Schiessbecher (1942 # lance-grenade pour fusil)
- Siebelfähre (de) (1940 # péniches de débarquement)
- Springer (1944 # arme de démolition)
- Strabokran (de) (1944 # grue pour dépannage de char lourd)
- Sd.Ah. 115 / Sd.Ah. 116 (1938, 1942 ? # remorques porte-char)
- V3 « Hochdruckpumpe » (1944 # canon spécial)

### Tracteurs à roues
Source
- Borgward 5 tonnes Radschlepper (1938)
- Büssing NAG Dieselschlepper (1933)
- Deuliewag DA 32 (1939)
- Deutz MTZ 320 (1934)
- FAMO LV Straßenschlepper (1937)
- Faun Z 66 / Z 566 / ZR / ZRS / ZRG (1936, -, 1938, 1941, -)
- Hanomag SS-100 (1936)
- Henschel type 5 G 1 (1933 ?)
- Lanz Type HR9 Eil-Bulldog / HRK-55 PS (1937)
- Poux Wargel LW 2 / LW 5 / LW 7 IIE (1939-1943-1944)
- Radschlepper Ost (en) (1942)
- VOMAG Type 5 ZR 434 (1936)

### Camions
Source
- Adler type L 6 / L 9 / W 61 / W 61 K
- Büssing-NAG 4500 (1941)
- Faun L 3 / L 4 / L 5 / Mammouth M 2 C (CL) / L 225 / L 253 / L 325 / L 335 / L 354 / L 400 / L 450 / L 500 / L 560 / L 600 / L 750 / L 900 / L 1500 / LK 5
- Klöckner-Deutz S 330 / S 3000 (1940, 1941)
- Krupp 32 / 132 (bus) / 162 / O 3.5 N 42 / OD 3.5 N 22
- Krupp Protze (en) L 2 H 43 / L 2 H 143 (1933 et 1937)
- Magirus Type 33 G 1 / L 145 / L 365 (1937, 1938, 1939)
- MAN Type M 1 / Type L 1 / Type E 3000 (1937-1938-1939)
- MAN ML 4500 A / S (1940)
- Mercedes-Benz G 3 / G 3 a (1929 et 1931)
- Mercedes-Benz L 701 / L 1500 / L 3000 / L 4500 / L 10000 / LG 2500 / LG 3000 / LG 4000 / Mercedes-Benz Lo 2000 (de)
- Opel Blitz 2,6 l / 2.0-12 / 2.5-35 / 2.5-35 (bus) / 3.5-36 / 3.5-47 (bus) / 3.5-134 / 3.5-157 / 3.5-183 (bus) / 3.6-36 / 3.6-42 / 3.6-47 (bus) / 3.6-6700A / 5200 / P 4 (de 1931 à 1945[N 11])
- Peugeot DMA (1941)
- Renault AHN (1941)
- Škoda 706 (1939)
- Tatra 92 (en) (1939)[N 12]
- Tatra T 6500/111 / T 8000/111 (1942 et 1944 # Tatra 111 (en))
- VOMAG Type 4,5 LHG (1941 ?)

### Bus
Source
- Magirus O 35 / 145 (1935 ? ; 1940 ?)
- Opel 3,5-183 / 3.6-47 (1932, 1937)
- VOMAG Type 5 OR 658 (1935)

### Voitures
Source
- Adler 2 Liter (de) / Typ 3 Gd Kübelwagen / 10 / 12 / Diplomate / Favorit / N-3G / N-RW / Primus / V 40 T / Standard 6 / Standard 8 / Adler Trumpf Junior
- BMW 315 Kübelwagen (1934)
- Horch Typ 901 Kfz. 15 (1937 # moteur de 80 ch ; 90 ch à partir de 1940)
  - Horch Kfz. 21 (1940)
- Magirus Kfz. 21 (6-rad) (1928 et 1935)
- Mercedes-Benz W 31 (1934)
  - Mercedes-Benz 770 (1930 et 1938)
  - Mercedes-Benz L 1500 S/A (1941)
- Opel Admiral / Kadett / Kapitän
- Škoda Superb 3000 Kübelwagen (1939)
- Steyr 270 1500A (nl) (1941 # en 1944 en est extrapolé un camion léger, le Steyr 2000A)
- Tatra 57 K (1941)
- Tempo Vidal G 1200 Sinsheim (1936 # non-utilisée par l'armée, mais exportée)
- Trippel SG6 (en) (1937)
- Volkswagen Kübelwagen Typ 82 (1939 # moteur de 985 cm3 ; 1131 cm3 à partir de 1943)
  - Volkswagen Typ 82E / Typ 87 / Typ 92 SS (de 1941 à 1944)
  - Volkswagen Schwimmwagen Typ 166 (1942)

### Motos
Source
- BMW R 12 / R 51 / R 62 / R 75 (1935, 1938, 1928, 1940)
- DKW NZ 350 / NZ 350-1 / SB 500 (1938, 1944, 1934)
- Zündapp DB 200 / K 800 W / KS 600 W / KS 750 (1935, 1933, 1938, 1941)

### Chars de combat, chars lance-flammes, chars de dépannage, prototypes
(Comprends les chars non allemands, mais utilisés par la Wehrmacht, avec l'année d'entrée en service dans cette armée)
- Bergepanther (de) (1943 # char de dépannage)
- Bergetiger (en) (1943 # char de dépannage)
- Flammpanzer III (1943 # char lance-flammes)
- Flammpanzer 38(t) (fin 1944 # char lance-flammes)
- Neubaufahrzeug (1934 # prototype)
- Pz.Kpfw. 35(t) (1935 en Tchécoslovaquie, 1939 en Allemagne)
- Pz.Kpfw. 38(t) (1938 en Tchécoslovaquie, 1939 en Allemagne # sept modèles de « Ausf A » à « Ausf G », ce dernier apparaissant mi-1942)
- Pz.Kpfw. I (de 1934 à 1942, quatre modèles)
- Pz.Kpfw. II (de 1936 à 1942 # neuf modèles)
- Pz.Kpfw. III (de 1937[4] à 1943 # douze modèles)
  - Tauchpanzer III (1940 # [N 13]).
- Pz.Kpfw. IV (de 1937 à 1944 # dix modèles)
- Pz.Kpfw. V Panther (1943)
- Pz.Kpfw. VI Tiger (1942)
- Pz.Kpfw. VI Königstiger (1944)
- Pz.Kpfw. VIII Maus (1944 # prototype)

### Projets de chars duIIIeReich
- E-series, dont le E-100
- Panzerkampfwagen III/IV (de 1941 à 1944)
- Panzerkampfwagen Panther II
- Panzerkampfwagen VII Löwe
- Panzerkampfwagen IX
- Panzerkampfwagen X
- Landkreuzer P. 1000 Ratte
- Landkreuzer P. 1500 Monster

### Véhicules de reconnaissance
- Daimler DZVR 21 (de) (1921[N 14])
- Leichter Panzerspähwagen
  - Kfz. 13 / Kfz. 14 (1932)
  - Sd.Kfz. 221 (1935)
  - Sd.Kfz. 221 mit 2,8 cm s.PzB 41 (1942)
  - Sd.Kfz. 222 (1936)
  - Sd.Kfz. 223 (1935)
  - Sd.Kfz. 247 Ausf. A / Ausf. B (1937 et 1941)
  - Sd.Kfz. 260 / 261 (1940)
- Schwerer Panzerspähwagen
  - Sd.Kfz. 231 (6-rad) (1930)
  - Sd.Kfz. 232 (6-rad) (1934)
  - Sd.Kfz. 263 (6-rad) (1935)
  - Sd.Kfz. 231 / 232 (8-rad) (1937)
  - Sd.Kfz. 233 (8-rad) (1942)
  - Sd.Kfz. 234 (1944)
  - Sd.Kfz. 263 (8-rad) (1938)
  - Steyr ADGZ (1935 en Autriche)
- Pz.Kpfw. II Ausf. L Luchs (1942)
- VK 1602 Leopard (1942 # projet)

### Chenillés et semi-chenillés
- Mercedes-Benz L 4500 R « Maultier » (1944)
- Raupenschlepper Ost (1941)
- Schwerer Zugkraftwagen 12 to Daimler-Benz DB 10 gepenzert (1944 # tracteur d'artillerie)
- Sd.Kfz. 2 (1940)
- Sd.Kfz. 3 Maultier (1942)
- Sd.Kfz. 4 (1942 # « Maultier » blindé)
- Sd.Kfz. 6 (1934)
- Sd.Kfz. 7 (1938)
- Sd.Kfz. 8 (1934)
- Sd.Kfz. 9 FAMO (1939)
- Sd.Kfz. 10 (1937)
- Sd.Kfz. 11 (1937)
- Sd.Kfz. 250 A / B (1940 et 1943)
- Sd.Kfz. 251 A / B / C / D (1938, 1939, 1940, 1943)
  - Sd.Kfz. 251/1 (transport de troupes)
  - Sd.Kfz. 251/1 Stuka zu fuss (lance-roquettes)
  - Sd.Kfz. 251/2 (porte mortier 8-cm GrW 34/1)
  - Sd.Kfz. 251/3 (véhicule radio # plusieurs versions)
  - Sd.Kfz. 251/4 (Tracteur d'artillerie)
  - Sd.Kfz. 251/5 (véhicule pionnier)
  - Sd.Kfz. 251/6 (commandement supérieur)
  - Sd.Kfz. 251/7 (véhicule pionnier)
  - Sd.Kfz. 251/8 (ambulance)
  - Sd.Kfz. 251/9 (1942 # armé d'un 7,5-cm KwK 37)
  - Sd.Kfz. 251/10 (armé d'un 3,7-cm PaK 36)
  - Sd.Kfz. 251/11 (1942 # installation de lignes téléphoniques)
  - Sd.Kfz. 251/12 (1943 # reconnaissance d'artillerie)
  - Sd.Kfz. 251/13 (repérage sonore d'artillerie)
  - Sd.Kfz. 251/14 (repérage sonore d'artillerie)
  - Sd.Kfz. 251/15 (observation visuelle d'artillerie)
  - Sd.Kfz. 251/16 (véhicule lance-flammes)
  - Sd.Kfz. 251/17 (porteur d'un canon antiaérien de 20 mm)
  - Sd.Kfz. 251/18 (1944 # commandement et observation d'artillerie)
  - Sd.Kfz. 251/19 (central téléphonique)
  - Sd.Kfz. 251/20 (porteur d'un projecteur infrarouge)
  - Sd.Kfz. 251/21 (porteur de trois canons antiaériens)
  - Sd.Kfz. 251/22 (armé d'un canon long de 75 mm antichar)
  - Sd.Kfz. 251/23 (véhicule de reconnaissance)
- Sd.Kfz. 252 / 253 (1940)
- Sd.Kfz. 254 (1938 en Autriche)
- sWS (1943)

### Artillerie automotrice et Canons d'assaut
- Panzerwerfer 42 (1942 # lance-roquettes)
- (75 mm) StuG III (de 1940 à 1944 # dix modèles)
- (75 mm) StuG IV (1944 # trois variantes)
- (105 mm) Geschützwagen IVb / Pz.sFL.IVb3 (1942, et 1942 projet ou prototype ?)
- (105 mm) StuH 42 (1942 # trois variantes)
- (105 mm) Wespe (1943)
- (150 mm) Brummbär (1943 # quatre variantes)
- (150 mm) Grille (1943)
- (150 mm) Hummel (1943)
- (150 mm) Sturmpanzer I « Bison » (1940)
- (150 mm) Sturm-Infanteriegeschütz 33B (1942)
- (170 mm) Grille 17 (Geschützwagen Tiger (en) # 1944 # prototype partiel)
- (210 mm) Grille 21 (1944 # projet)
- (380 mm) Sturmtiger (1944)

### Chasseurs de chars
- Bufla (1938)
- Dicker Max (1941)
- Hornisse / Nashorn (1943)
- Jagdpanzer 38(t) Hetzer (1943)
- Jagdpanzer IV L/48 / Panzer IV/70 (V) / Panzer IV/70 Zwischenlösung (1944)
- Jagdpanzer V Jagdpanther (1944)
- Jagdpanzer VI Jagdtiger (1944)
- Jagdpanzer Ferdinand / Elefant (1943)
- Marder I / II / III (1942)
- Panzerjäger I (1940)
- Sturer Emil (1942)
- Sturmgeschütz III / IV (voir liste « Artillerie automotrice et canons d'assaut »)

### Artillerie tractée
- 7,5 cm Feldkanone 38 (1939)[N 15]
- 7,5-cm-Gebirgsgeschütz 36 (de) (1938)
- 7.5 cm Infanteriegeschütz 42 (en) (1944)
- 7,5-cm leIG 18 / leIG 18F / leGebIG 18 (1932 et ?)
- 10 cm GebH 16(ö) (1916 en Autriche-Hongrie)
- 10.5 cm Gebirgshaubitze 40 (en) (1942)
- 10,5-cm leichte Feldhaubitze 18 / leFH 18M / leFH 18/40 (1935, 1941 ?, 1943)
- 10 cm schwere Kanone 18 (en) (1934 # calibre de 105 mm)
- 15 cm Kanone 16 (1916)
- 15 cm Kanone 18 (en) (1938)
- 15 cm Kanone 39 (en) (1940)
- 15 cm Schiffskanone C/28 in Mörserlafette (1941)
- 15 cm sFH 18 / 36 / 18M / 40 / 18/40 (1934, 1939, 1942, prototype 1940, 1943[N 16])
- 15 cm SIG 33 (1933)
- 17 cm Kanone 18 (1941)
- 21 cm Kanone 38 (en) (1941)
- 21 cm Mörser 16 Langer Mörser (1917[N 17])
- 21 cm Mörser 18 (1939)
- 24-cm Kanone 3 (1938)
- 35.5 cm Haubitze M1 (en) (1939)
- 30,5 cm Haubitze Škoda (1912-1916-1917 en Autriche-Hongrie)

### Artillerie sur rail / Trains blindés

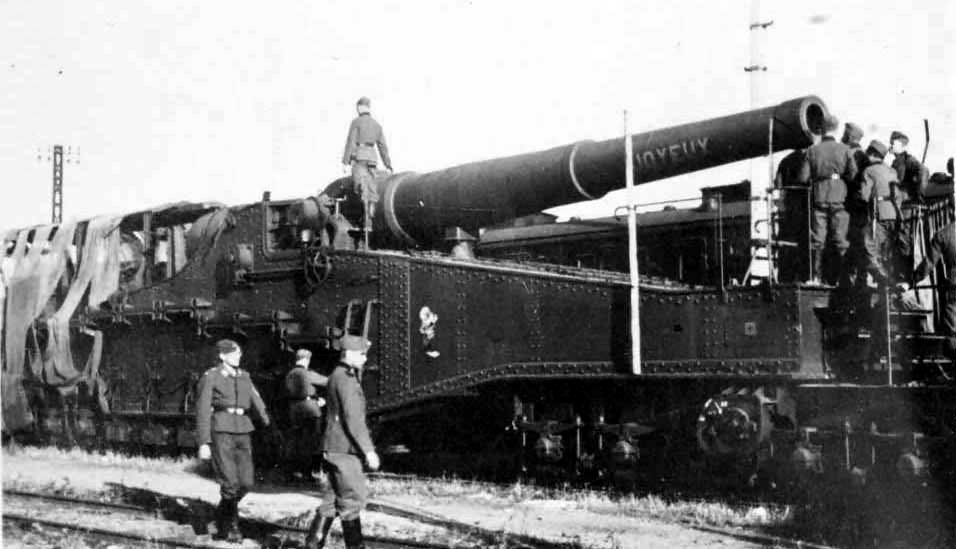
Soldats allemands inspectant une pièce de 320 Mle 1917 à glissement capturée en juin 1940.

- (203 mm) 20,3 cm Kanone (E) (1940)
- (211 mm) 21 cm K 12 (E) (en) (1939)
- (283 mm) 28 cm SK L/40 "Bruno" (en) (1917)
- (283 mm) 28 cm Kanone 5 (E) Leopold (1940)
- (380 mm) 38 cm Kanone (E) Siegfried (1941 # 38 cm Siegfried K (E) (en))
- (800 mm) 80 cm Schwerer Gustav (1941)
- Steyr le.Sp K 2670 (année ? # draisine)
- Trains blindés allemands (année ?)[N 18]

### Artillerie côtière
- (149,1 mm) 15 cm SK L/45 (1908)
- (149,1 mm) 15 cm SK C/28 (1935)
- (203 mm) 20,3 cm SK C/34 (1939 # 1943 en artillerie côtière)
- 240 mm Mle 1917 (1917 en France)
- (283 mm) 28 cm SK C/34 (1938 # 1943 en artillerie côtière)
- (283 mm) 28 cm SK L/40 (1893)
- (305 mm) 30,5 cm SK L/50 (1908)
- 380 mm L/45 Mle 1935 (1940 en France)
- (380 mm) 38 cm SK C/34 (1939)

### Canons antichar
- 2,8 cm sPzB 41 (1941)
- 3,7 cm PaK 36 (1934)
- 4,2 cm le.Pak 41 (1941)
- 4,7 cm Pak(t) (1939 en Tchécoslovaquie)
- 5 cm Pak 38 (1940)
- 7,5 cm Pak 40 (1942)
- 7,5 cm Pak 41 (1941)
- 7,5 cm Pak 97/38 (1941)
- 7,62 cm Pak 36(r) (1942)
- 8 cm PAW 600 (1945 # PWK 8H63)
- 8,8 cm PaK 43 (1943)
- 12,8-cm Pak 44 (en) (1944)

### Canons antiaériens
- 2 cm Flak 30 (1934)
- 2 cm Flak 38 / Flakvierling 38 (1939 et 1940)
- 3 cm Flak 103/38 Jaboschreck (1945)[N 19]
- 3,7 cm Flak 18 / 36 / 37 / 43 / Flakzwilling 43 (1936, 1936, 1937, 1943, 1943)
- 3,7-cm SK C/30 (1934 # canon naval)
- 4 cm Flak 28 (Bofors) (1932 en Suède, 1939 ? en Allemagne)
- 5 cm FlaK 41 (en) (1941)
- 7.5 cm Flak. L/60 (en) (1930 ? # similitude avec le Bofors 75 mm Model 1929)
- 8,8 cm Flak 18 / 36 / 37 / 41 (1933, 1936, 1937, 1941)
- 10,5-cm Flak 38 / Flak 39 (1936 et 1937)
- 12,8 cm Flak 40 / Flakzwilling 40 (1940, 1942)

### Véhicules antiaériens
- Flakpanzer IV
  - Kugelblitz (1944 # un prototype ?)
  - Möbelwagen (1944)
  - Ostwind (en) (1945)
  - Wirbelwind (en) (1944)
  - Zerstörer 45 (1945 # un ou deux prototypes)[N 20][réf. nécessaire]
- Flakpanzer V Coelian (1944 # projet)
- Flakpanzer 38(D) Kugelblitz II (1944 # projet)
- Flakpanzer 38(t) (1943)
- Grille 10 Versuchsflakwagen für 8,8 cm Flak 37 / für 8,8 cm Flak 41 (1943 et 1944 # de 1 à 3 prototypes selon les sources # Panzerselbstfahrlafette IVc (pl))
- Sd.Kfz 251/17 (1942)
- Sd.Kfz 251/21 (1944)
- Selbstfahrlafette auf fahrgestell VOMAG 7 OR 660 mit 8.8 cm Flak (1940)

## Allemagne - aviation (Luftwaffe)

Insigne de la Luftwaffe.

Source

### Chasseurs
- Arado[N 22]
  - Ar 64 / Ar 65 / Ar 67 (1931, 1934, 1933 prototype)
  - Ar 68 / Ar 76 / Ar 80 (1936, 1936, 1935 prototype)
  - Ar 197 / Ar 240 (1937 et 1940 # prototypes)
  - E.381 (en) (1944 # projet)
  - E.581-4 (1945 # projet)
- Bachem Ba 349 (1944 # prototype)
- Blohm & Voss
  - BV 155 (1944 # prototype)
  - P 208 (1944 # projet)
  - P 212 (1945 # projet)
- Dornier
  - Do 10 (1931 # prototype)
  - Do 335 Pfeil (1944 # prototype)
- Focke-Wulf
  - Fw 57 / Fw 159 (1936 et 1935 # prototypes)
  - Fw 187 Falke (1937 # prototype)
  - Fw 190 (de 1941 à 1945 # plusieurs versions[N 23])
    - Fw 190 D-9 / D-11 / D-12 / D-13 / D-15 (septembre 1944, 1945, 1945 prototype, 1945, 1945 prototype ?)
    - Ta 152C / Ta 152H (1945 prototype, 1945)

  - Ta 154 Moskito (1943 # prototype)
  - Ta 183 / Ta 283 (1945 # projets)
- Heinkel
  - HD 37 (1931)
  - HD 38 (en) (1929)
  - HD 43 (en) (1931 # prototype)
  - He 49 (1932 # prototype)
  - He 51 (1934)
  - He 74 (1933 # prototype)
  - He 100 (1938)
  - He 112 (1939)
  - He 113 (1940)
  - He 162 Salamander, ou Volksjäger, ou Spatz (1944)
  - He 280 (1941 # prototype)
  - Lerche III B-2 (1945 # projet)
  - Wespe (1945 # projet)
- Horten
  - Ho 229 / Ho IX / Gotha Go 229 (1944 # prototype # ces trois noms furent utilisés pour le même projet-prototype)
  - Ho X (1945 # projet)
- Junkers
  - Ju 88 (de 1940 à 1944 ? # chasseur lourd fortement armé, plusieurs versions)
  - EF 126 (en) (1945 # projet)
  - EF 128 (en) (1945 # projet ou prototype ?)
- Messerschmitt
  - Bf 109 B / C / D / E / F (1937, 1937, 1937, 1938, 1940)
  - Bf 109 G / G-10 / G-14 / H (1942, 1944, 1944, 1944 prototype)
  - Bf 109 K4 / K6 / K14 (1944, 1944 prototype, 1945 prototype)
  - Bf 110 Zerstörer (1939)
  - Me 163 Komet (1944)
  - Me 263 ou Junkers Ju 248 (1945 # prototype)
  - Me 209 / Me 209-II (1938 et 1944 prototype)
  - Me 210 (1942)
  - Me 262 (1944)
  - Me 309 (1942 # prototype)
  - Me 310 (1943 # prototype)
  - Me 328 (1942 # prototype)
  - Me 410 Hornisse (1943)
  - Me P. 1101 (1945 # projet)

### Chasseurs de nuit
- Arado
  - Ar 234 B-2N / C-3N / P-5 (1944 prototype, et 1945 projets)
- Dornier
  - Do 17 Z-6 Kauz I (1940 # prototype)
  - Do 17 Z-10 Kauz II (1940)
  - Do 215 B-5 (1941)
  - Do 217 J-1 (1942)[N 24]
  - Do 217 J-2 (1942)
  - Do 217 N (1943 ?)
- Focke-Wulf
  - Fw 58 C (1942 ?)[N 25]
  - Fw 189 A-1 (1943)
  - Fw 190 (1943)[N 26]
  - Ta 154 Moskito (1944 # prototype)
- Heinkel
  - He 219 Uhu (1943)
  - He 419 (1942 # projet)
- Junkers
  - Ju 88 C-2 / C-6 (1940 et 1942)[N 27]
  - Ju 88 R-1 / R-2 (début 1943, 1943)
  - Ju 88 G-1 / G-6 / G-7 (décembre 1943, fin 1944, 1945)[N 28]
  - Ju 388 J Störtebeker (1944 # prototype)
- Messerschmitt
  - Bf 110 F-4 (1941 ?)
  - Bf 110 G-4 (1943)
  - Bf 110 H-4 (1943)[5]
  - Me 262 B-1a/U1 / B-2 (1945, 1945)

### Avions d'attaque au sol
- Arado
  - Ar 81 (1935 # prototype)
- Blohm & Voss
  - Ha 137 (en) (1935 # prototype)
- Fieseler
  - Fi 98 (en) (1935 # prototype)
- Heinkel
  - He 50 (1936)
  - He 118 (1936 # prototype)
- Henschel
  - Hs 123 (1936)
  - Hs 124 (1936 # prototype)
  - Hs 129 (1942)
  - Hs 132 (1945 # prototype)
- Junkers
  - Ju 87 Stuka (1936)

### Bombardiers
- Arado
  - Ar 234 B-2 Blitz (1944)
  - E.340 (1939 # projet)
  - E.555 (1943 # projet)
- Dornier
  - Do 17 (1937 # surnommé « Fliegender Bleistift »)
  - Do 19 (1936 # prototypes)[N 29]
  - Do 217 (1940)
  - Do 317 (1942 # prototype)
- Focke-Wulf
  - Fw 191 (1942 # prototype)
  - Ta 400 (en) (1943 # projet)
- Heinkel
  - He 111 B / D / E / F (1937, 1937, 1938, 1938)
  - He 111 H-1 / H-6 / H-11 / H-14 / H-16 / H-18 (1939, 1941, 1942, 1943, 1943, 1943)
  - He 111 H-20/R3 / H-20/R4 / H-21 (1944)
  - He 111 H-22 (1944 # lanceur de missile V1)
  - He 111 H-23 (1944 # initialement avion cargo, mais reconverti en bombardier)
  - He 111 J / P / N (1939, 1940, 1941 ?)
  - He 177 Greif A-1 / A-3 / A-5 / A-6 / A-7 (1942, 1943 ?, 1943, 1943 ?, 1944 ?)
  - He 177B (1943 # prototype)
  - He 277 (1943 # projet, prototype partiel)
  - He 274 (1944 # prototype)
- Henschel
  - Hs 127 (1937 # prototype)
  - Hs 130 (de 1940 à 1943 # projet ou prototype)
- Junkers
  - EF 61 (1937 # prototype)
  - Ju 86 (plusieurs versions de 1936 à 1939)[N 30]
  - Ju 88 (plusieurs versions de 1939 à 1944)
  - Ju 89 (1937 # prototype)
  - Ju 390 (1943 # prototype)
  - Ju 188 Rächer [réf. nécessaire] (1943)
  - Ju 287 (1944 # prototype)
  - Ju 288 Rächer (1944)
  - Ju 290 (1942 # prototype)
  - Ju 388 (1944 # prototype)
  - Ju 488 (1945 # projet)
- Messerschmitt
  - Bf 162 Jaguar (1937 # prototype)
  - Me 264 Amerikabomber (1942 # prototype)
- Mistel (1944)
- Silbervogel (années 1930-1945 ? # projet # avion suborbital)

### Bombardiers-torpilleurs, avions de reconnaissance maritime, avions antinavires, avions embarqués
- Arado
  - Ar 195 (1937 # prototype)
  - Ar 197 (1937 # prototypes)
- Dornier
  - Do 217 E-5 (1943)
- Fieseler
  - Fi 167 (1940)
- Heinkel
  - He 111 H-5 / H-6 / H-11 (1940, 1941, 1942 # avions bombardiers ou torpilleurs)
  - He 177 Greif A-3 / A-5 (1943 ?, 1943)
- Junkers
  - Ju 88 (plusieurs versions de 1939 à 1943)
  - Ju 188 (plusieurs versions en 1943 et 1944)
  - Ju 290 A-2 / A-3 / A-4 / A-5 / A-7 / A-8 (1943)

### Avions de transport (terrestres), remorqueurs spéciaux de planeurs
- Arado
  - Ar 232 Tausendfüssler ou Tatzelwurm (1942)
  - Ar 432 (1944 ? # prototype)
- Blohm & Voss
  - BV 144 (en) (de 1940 à 1944 ? # prototype)
- Fieseler
  - Fi 253 (en) Spatz (1937 # prototype # utilisé en opération)
- Gotha
  - Go 146 (en) (1936 # prototype)
  - Go 242 (1941)
  - Go 244 (en) (1942)
- Heinkel
  - He 111 H-20/R1 (1944 # transport de parachutistes)
  - He 111 H-20/R2 (1944 # avion cargo et remorqueur de planeurs)
  - He 111 Z (1942 # remorqueur pour planeur Messerschmitt Me 321)
- Junkers
  - G 38 (1929 # deux prototypes, dont un utilisé en opération)
  - Ju 52 (1932)
  - Ju 86 B / C (1936 ?, 1937 ?)
  - Ju 90 (1940)
  - Ju 252 (1942)
  - Ju 290 A-1 / A-6 (1942, 1943)
  - Ju 352 Herkules (1944)
- Messerschmitt
  - Me 323 Gigant (1942)
- Siebel
  - Fh 104 Hallore (1937)
  - Si 204 (1942 # avion de transport et de liaison)
- Daimler Benz Project A / B (1943 # projet de transporteur transatlantique d'avions)

### Avions de reconnaissance
- Arado
  - Ar 234 B-1 (1944)
  - Ar 240 A-03 / A-04 (1943 # prototypes)
  - Ar 198 (1938 # prototypes)
- Blohm & Voss
  - BV 141 (de 1938 à 1941 # prototypes)
  - BV 142 (1938 # ~prototypes)
- Fieseler
  - Fi 156 Storch (1937)
- Focke-Wulf
  - Fw 189 Uhu (1941)
  - Fw 200 Condor (1938)
- Gotha
  - Go 147 (1936 prototype)
- Heinkel
  - He 45 (1933 # avion de reconnaissance, bombardement léger, entraînement)
  - HE 46B / He 46C-1 (1934 et 1935)
  - He 70 (1933 # reconnaissance et/ou liaison)
  - He 116 (1938)
  - He 119 (1937 # prototypes)
- Henschel
  - Hs 122 (1936)
  - Hs 126 (1938)
  - Hs 130 (de 1940 à 1943 # projets ou prototypes)
- Junkers
  - Ju 86 P / R (1941 ?, 1942 # reconnaissance avec capacités de bombardement)
  - Ju 88 (à partir de 1939, plusieurs versions de reconnaissance)
  - Ju 290 Rächer (janvier 1943)
  - Ju 388 Störtebeker (1944)
- Messerschmitt
  - Bf 161 (prototype)
  - Bf 163 (prototype)
  - Me 261 (1940 # 3 prototypes, dont un utilisé en opération)
  - Me 410 A-1/U1 / A-3 / B-1/U1 / B-3 Hornisse (1943 et 1944 pour les suivants)
  - Me 410 B-7 / B-8 (1944 # prototypes)
- Siebel
  - Si 201 (1938 # prototype)

### Planeurs
- Blohm & Voss
  - BV 40 (1944 # prototype # planeur intercepteur)
- DFS
  - DFS 40 (en) (1939 # prototype)
  - DFS 228 Sägefisch (1944 # prototype)
  - DFS 230 (1940)
  - DFS 331 (de) (1941 # prototype)
- Gotha
  - Go 242 (1941)
  - Go 345 (1944 # prototype)
  - Ka 430 (1944)
- Horten (de 1934 à 1945 # plusieurs projets et prototypes)
- Junkers
  - Ju 322 Mammut (1941 prototype)
- Messerschmitt
  - Me 321 Gigant (1941)

### Hydravions
- Arado
  - Ar 66 B (1933 ?)
  - Ar 95 (1938)
  - Ar 196 (1938)
  - Ar 199 (1939 # 3 prototypes, utilisés en opération)
  - Ar 231 (1941 # prototypes)
- Blohm & Voss
  - BV 138 (1940)
  - Ha 139 (1937)
  - Ha 140 (1937 # prototypes)
  - BV 222 Wiking (1941)
  - BV 238 (1944 # prototype)
- Dornier
  - Do 12 / Do 14 (1932 et 1936 # prototypes)
  - Do 18 Wal (1936)
  - Do 22 (1937 # non utilisé par l'Allemagne)
  - Do 24 (1937)
  - Do 26 (1938)
  - Do 212 (en) (1942 # prototype)
- Focke-Wulf
  - Fw 62 (1937 # prototypes)
- Heinkel
  - He 51 B-2 (1935 ?)
  - He 59 (1935)
  - He 60 (1935)
  - He 63 (en) (1932 # prototypes)
  - He 114 (1938)
  - He 115 (1938)
  - He 119 (1937 # 8 prototypes, dont deux exportés au Japon)
- Junkers
  - W 34 (1926)

### Avions d'entraînement et/ou de liaison
- Arado
  - Ar 66 (1933)
  - Ar 69 (1934)
  - Ar 76 (1936)
  - Ar 77 (1934 # prototypes)
  - Ar 79 (1939)
  - Ar 96 (1940)
  - Ar 396 (1944 # prototypes # construit en France après guerre sous le nom de SIPA S.10)
- Bücker
  - Bü 131 Jungmann (1935)
  - Bü 133 A / C Jungmeister (1936, 1937)
  - Bü 134 (en) (1936 # prototype)
  - Bü 180 (de) Student (1937)
  - Bü 181 Bestmann (1939)
  - Bü 182 (en) Kornett (1938)
- Blohm & Voss
  - Ha 136 (en) (1934 # prototypes)
- Fieseler
  - Fi 5 (en) (1933)
  - Fi 253 (en) (1937 # prototypes)
  - Fi 256 (de) (1941)
- Focke-Wulf
  - Fw 44 Stieglitz (1934)
  - Fw 56 Stösser (1936)
  - Fw 58 Weihe (1937)
- Gotha
  - Go 145 (1935)
  - Go 149 (de) (1936 # prototypes)
- Heinkel
  - He 63 (en) (1932 # prototypes)
  - He 70 (1933 # avion de liaison et/ou de reconnaissance)
  - He 72 Kadett (1935)
  - He 74 (1933 # prototypes)
  - He 111 P-3 (1939 ?)
  - He 172 (1934 # prototype)
- Henschel
  - Hs 121 (1934 # prototype)
  - Hs 125 (1934 # prototype)
- Junkers
  - Ju 88 (de 1939 à 1943 # plusieurs versions d'entraînement)
  - Ju 160 (1934)
- Klemm
  - Kl 25 (1928)
  - Kl 26 (de) (1929)
  - Kl 31 (1931)
  - Kl 32 (1932)
  - Kl 35 (1936)[N 31]
  - Kl 36 (en) (1934)
  - Kl 107 (de) (1940)[N 32]
- Messerschmitt
  - Bf 108 Taifun (1936)
  - Me 163S (1944 # non-utilisé)
  - Me 208 (1943 # prototype, mis en service en 1946 sous le nom de Nord 1100)
- Siebel
  - Si 202 (1938)
  - Si 204 (1942 # liaison et transport)
  - Si 204 D (1943)

### Hélicoptères/Autogires

#### opérationnels
- Flettner
  - Flettner Fl 282 Kolibri (1942)
- Focke-Achgelis
  - Fa 223 Drachen (1942)
  - Fa 330 (1943 # autogire)

#### projets et prototypes
- Flettner :
  - Fl 184 (en) (1936 # autogire # prototype)
  - Fl 185 (en) (1936 # girodyne # prototype)
  - Fl 265 (en) (1939 # prototype)
  - Fl 339 (de) (1944 # projet)
- Focke-Achgelis :
  - Fa 61 (1936 # prototype)
  - Fa 225 (en) (1942 # prototype)
  - Fa 269 (en) (de 1941 à 1944 # projet)
  - Fa 284 (en) (1943 # projet)
  - Fa 336 (en) (1943 ? # projet)
- Focke-Wulf :
  - Fw 186 (1937 # autogire # prototype)
- Weserflug P.1003 (en) (1938 # projet # avion à décollage vertical)

### Missiles / Bombes planantes
- Blohm & Voss
  - BV 143 (en) (de 1939 à 1943 # prototype)
  - BV 246 (en) « Hagelkorn » / BV 950 (en) (1943, 1942)
- Fx 1400 Fritz X (1942)
- Henschel
  - Hs 117 (1945 # prototype) Schmetterling
  - Hs 117H (1945 # prototype)
  - Hs 293 A (1943)
  - Hs 296 (1943 # prototype)
  - Hs 298 (en) (1944 # prototype)
- Ruhrstahl X-4 (1944 # prototype # désigné aussi Kramer X-4)
- Ruhrstahl X-7 (1945 # possible utilisation au combat)
- V1 (1944)
- V2 (1944)

## Bulgarie
Voir Histoire de la Bulgarie pendant la Seconde Guerre mondiale pour une vue d'ensemble des forces bulgares et de leurs armes.
La liste ci-dessous est non-exhaustive ; le calibre de certaines armes légères diffère selon les sources consultées.

### Pistolets
- (7,65 mm) Dreyse M1907 (en) (1907 en Allemagne)
- (7,65 mm) Langenhan-Armee-Pistole (de) (1914 en Allemagne)
- (9 mm) Luger P08 (1908 en Allemagne)
- (6,35 mm) Mauser 1910 (1910 en Allemagne)
  - (7,65 mm) Mauser 1914 (1914 en Allemagne)

### Fusils
- (7,92 mm) Karabiner 98k (1935 en Allemagne, 1943 en Bulgarie)
- (7,92 mm) Mannlicher M95/24 (1924 en Autriche)
- (7,62 mm) Mosin-Nagant (1891 en Russie)

### Pistolets-mitrailleurs
- (9 mm) MP 40 (1940 en Allemagne, 1943 en Bulgarie)
- (9 mm) ZK 383 (1938 en Tchécoslovaquie)

### Grenades
- Handgrenade Odrin / Odrin II (1915, ?)
- Stielhandgranate 24 (1924 en Allemagne)

### Autres
- Flammenwerfer 41 (en) (1941 en Allemagne # lance-flammes)
- (81,4 mm) Granatwerfer 34 (1934 en Allemagne # mortier)

### Armes antichar
- Panzerfaust (1943 en Allemagne)
- (7,92 mm) Panzerbüchse 39 (1940 en Allemagne)
- (20 mm) Solothurn S-18/100 (en) (1934 en Suisse)
- (37 mm) 3,7 PaK 36 (1934 en Allemagne, 1940 en Bulgarie)
- (50 mm) 5 cm Pak 38 (1940 en Allemagne, 1942 en Bulgarie)
- (75 mm) 7,5 cm Pak 40 (1941 en Allemagne, 1943 en Bulgarie)

### Mitrailleuses / Fusils-mitrailleurs
- (8,15 mm) Madsen M1924 (1924 au Danemark # F.M.)
- (7,92 mm) MG 08 (1908 en Allemagne)
- (7,92 mm) Schwarzlose 07/31M (1908 en Autriche-Hongrie)
- (8,15 mm) ZB vz. 26 (1928 en Tchécoslovaquie)
- (7,92 mm) ZB vz. 30 (en) (1930 en Tchécoslovaquie)

### Artillerie
- (75 mm) Bofors 75 mm Model 1934 (en) (1936 en Suède # Model 1936)
- (75 mm) Schneider 75 mm Mle 1914 (it) (1914 en France)
- (75 mm) Škoda M.15 (1915 en Autriche-Hongrie)
- (105 mm) 10,5-cm Feldhaubitze 98/09 (1909 en Allemagne)
- (105 mm) 10.5 cm Gebirgshaubitze L/12 (en) (1916 en Allemagne)
- (120 mm) Obusier de 120 mm mle 15TR (en) (1915 en France)
- (220 mm) 220 mm TR mle 1915/1916 (en) (1916 en France, 1942 en Bulgarie # huit pièces)

### Artillerie côtière
- (149,1 mm) 15 cm L/40 Feldkanone i.R. (en) (1915 en Allemagne # 2 pièces)
- (152,4 mm) 152-mm-L/45-Kanone M1892 (de) (1892 en Russie # 4 pièces)
- 220 mm L Mle 1917 (it) (1917 en France, 1943 en Bulgarie # 12 pièces)

### Canons antiaériens
- (20 mm) 2 cm Flak 30 / 38 (1934, 1939 en Allemagne)
- (20 mm) Oerlikon (1927 en Suisse)
- (75 mm) 7.5 cm Flak. L/60 (en) (1930 ? en Allemagne, 1941 en Bulgarie # vingt pièces)
- (75 mm) Krupp L/28 Bak M.1912 (1912 ? en Allemagne # deux pièces en Bulgarie en 1939)
- (88 mm) 8.8 cm Flak 16 (en) (1917 en Allemagne # trois pièces en Bulgarie en 1939)
- (88 mm) Flak 18 / 36 / 37 (1933, 1936, 1937 en Allemagne)

### Chars / Véhicules blindés
- L3 (1933 en Italie # chenillette # 14 unités)
- Panzer IV G / H (1942, 1943 ? en Allemagne # chars # 91 unités)
- Panzer 35(t) (1936 en Tchécoslovaquie # char # 36 unités)
- Renault R35 (1936 en France # char # 40 unités reçues en 1941)
- Sturmgeschütz IIIG (1943 en Allemagne # canon d'assaut # 55 unités)

### Voitures / Camions / Motos
- BMW R12 (1937 en Allemagne # moto)
- Fiat 508 Spider (1933 en Italie # voiture # 20 unités)
- Ford Model AA / BB (1927, 1932 aux États-Unis # camions)
- Mercedes-Benz Lo 2000 (de) (1932 en Allemagne # camion)
- NSU 251 OSL (1933 en Allemagne, 1943 en Bulgarie # moto)
- Phänomen Granit 30 (1936 en Allemagne # camion # 62 unités)
- Praga AV (1936 en Tchécoslovaquie # voiture # 10 unités)
- Renault AHN1 (1941 en France # camion)
- Tatra 57 (1932 en Tchécoslovaquie # voiture)

### Tracteurs d'artillerie
- Pavesi P4 / mod. 30 / Mod. 30A (1925, 1930, 1934 en Italie)
- Sd.Kfz. 6 (1934 en Allemagne, 1941 en Bulgarie)

### Aviation
- Avia B-135 (1942 en Tchécoslovaquie # chasseur # 12 unités)
- Avia B.534 (1934 en Tchécoslovaquie # chasseur)
- DAR 3 (en) (de 1928 à 1939, plusieurs versions # reconnaissance)
  - DAR 9 Siniger (en) (1940 # entraînement)
  - DAR-10 (1941 et 1944 # reconnaissance # deux prototypes)
- Dewoitine D.520 (1940 en France, 1942 en Bulgarie # chasseur)
- KB-11 Fazan (1942 # liaison)
- KB-309 Papagal (1937 en Italie # bombardier léger)
- Messerschmitt Bf 109 E-3 / G-2 / G-6 / G-10 (de 1939 à 1944 en Allemagne)

## République de Chine
Voir aussi Uniformes et armes chinoises et Guerre en Chine
Les armes de la liste non-exhaustive ci-dessous furent utilisées soit par l'armée chinoise, les forces communistes, les « Seigneurs de guerre »  

### Pistolets / Revolver
- (7,63 mm) Mauser C96 (1896 en Allemagne, 1912 en Chine # production locale d'environ 13 000 exemplaires)
  - (7,63 mm) Astra 900 / 901 (1927, 1928 en Espagne)
  - (11,43 mm) Shanxi Type 17 (1929)
- (7,65 mm) Browning M1900 (1900 en Belgique)
  - Browning M1910 / 1910/22 (1910, 1922 en Belgique)
- (7,65 mm) Colt 1903 (1903 aux États-Unis)
- (7,65 mm) Mauser 1914 (1914 en Allemagne)
- (7,65 mm) Ruby (1914 en Espagne)
- (8 mm) Nambu type 14 (1927 au Japon)
- (9 mm Largo) Astra 400 (1921 en Espagne)
- (9 mm) Browning Hi-Power (1943 au Canada[N 33])
- (11,43 mm) Colt M1911A1 (1926 aux États-Unis)
- (11,43 mm) Colt M1917 (1917 aux États-Unis)

### Pistolets-mitrailleurs
- (7,63 mm ou 7,65 mm) SIG Bergmann 1920 (1920 en Suisse # importante production chinoise, dans sept arcenaux)
- (7,63 mm ou 11,43 mm) Thompson M1928 (1928 aux États-Unis # production chinoise dans quatre arsenaux)
- (9 mm) UD M42 (1942 aux États-Unis)

### Fusils / Carabines
- (6,5 mm) Arisaka Type 30 / 38 (1897, 1905 au Japon # production chinoise dans le Shanxi # munition 6,5 × 50 mm Arisaka)
- (6,5 mm) Carcano 1891 (1892 en Italie # munition 6,5 × 52 mm Mannlicher-Carcano (it))
- (6,8 mm) Mauser Model 1904 (en) (1905 en Allemagne # calibre spécifique utilisé en Chine)
  - (7,92 mm) Type 1 / Type 4 (versions chinoises du Mauser 1904, produites dès 1907 et 1915)
- (7,62 mm) Enfield M1917 (1917 aux États-Unis # loi Prêt-bail)
  - Springfield M1903A3 (1903 aux États-Unis)
- (7,62 mm) M1 Carbine (1942 aux États-Unis)
- (7,62 mm) Mosin-Nagant 1891 / 1891/30 (1891, 1930 en Russie)
- (7,7 mm) Lee-Enfield n° 4 Mk. I* (1942 en G.B. # calibre .303 British)
- (7,92 mm) Gewehr 98 (1898 en Allemagne)
- (7,92 mm) Karabinek wz. 1929 (1930 en Pologne)
- (7,92 mm) Mauser FN 24 / 30 (1924, 1930 en Belgique)
- (7,92 mm) Vz-22 et Vz-24 (1922, 1924 en Tchécoslovaquie)
  - Type 81 (1940 # version carabine fabriquée par le PCC)
- (7,92 mm) ZH-29 (en) / ZH-32 (1929, 1932 en Tchécoslovaquie)
- (8 mm) Hanyang 88 (1895 # munition Patrone 88 (en))
  - (8 mm ou 7,92 mm) Type Zhongzheng (1935)
- (8 mm) Mannlicher M1886 (en) (1886 en Autriche # munition 8×52mmR Mannlicher (en))
  - Mannlicher M1888 (en) (1888 en Autriche)

### Mitrailleuses / Fusils-mitrailleurs
Source
- (7,62 mm) Degtyarev DP 28 (1928 en U.R.S.S.)
- (7,7 mm) Lewis gun (1914 en G.B.)
- (7,92 mm) Hotchkiss Mle 1914 (1914 en France # toutes importées, en calibre 7,92 mm)
  - Hotchkiss Mle 1922 (1922 en France)
- (7,92 mm) Type 24 (1935 # version chinoise de la MG 08 allemande)
- (7,92 mm) SIG KE7 (en) (1929 en Suisse)
- (7,92 mm) ZB-26 / ZB-53 (en) (1928, 1937 en Tchécoslovaquie)
- (8 mm) Saint-Étienne Mle 1907 (1907 en France)

### Mitrailleuses / Canons antiaériens
- (12,7 mm) Vickers. 50 machine gun (1932 en G.B.)
- (13,2 mm) Hotchkiss Mle 1930 (1930 en France)
- (20 mm) Breda Mod. 1935 (1935 en Italie)
- (20 mm) Solothurn ST-5 (en) (1935 ? en Suisse # 120 pièces livrées en 1937. Principale arme antiaérienne utilisée par les forces chinoises)
- (37 mm) Flak 18 (1935 en Allemagne # 60 pièces livrées en 1937)

### Grenades
- Mills Bomb (1915 en G.B.)
- ''Ponytail Grenade'' (année ? # grenade chinoise munie d'une longue « queue » de chanvre)
- Stielhandgranate (1915 en Allemagne # plusieurs variantes chinoises)
- Type 23 (1934)
- Type 28 (1939 # à fusil)

### Mortiers
Source
- 50 mm Type 27 (1939 # copie chinoise simplifiée du Type 89 japonais)
- 60 mm Brandt Mle 35 (1935 en France)
- 81 mm Brandt Mle 27/31 (1931 en France)
- 152,4 mm Newton 6-inch mortar (en) (1917 en G.B.)

### Autres
- (53 mm) Hotchkiss gun (en) (1878 en France # canon-revolver[6])
  - (57 mm) Hotchkiss (1885 en France)
- M1A1 Flamethrower (1942 aux États-Unis # lance-flammes)

### Armes antichars
- (60 mm) M1A1 Bazooka (1943 aux États-Unis)
- (13,9 mm) Rifle, Anti-Tank .55 in, Boys (1937 en G.B.)
- (20 mm) Madsen (1938 au Danemark)
- 37 mm Gun M3 (1940 aux États-Unis)
- Canon antichar de 37 mm M1930 (1-K) (1931 en U.R.S.S. # copié en Chine)
- (37 mm) Type 30 (copie chinoise du PaK 36 allemand)
- (45 mm) M1932 / M1937 (1934, 1937 en U.R.S.S.)
- (47 mm) Böhler M32 (1932 en Autriche)

### Artillerie
Source
- (70 mm) Gai Liang (copie chinoise du Type 92 japonais)
- (75 mm) Bofors 75 mm mountain gun (en) (1928 en Suède)
- (75 mm) Type 13 / 14 / 17 (copies chinoises du Type 41 japonais)
- (77,7 mm) Type 41 (aucune information disponible)
- (120 mm) Type 14 (copie chinoise du Type 38 japonais)
- (149,1 mm) 15 cm sFH 18 (1934 en Allemagne)
- (149,1 mm) 15 cm SK C/28 (1935 en Allemagne # canon côtier)

### Automitrailleuses / Véhicules blindés
- Carden Loyd tankette (1927 en G.B. # 24 exemplaires)
- CV-35 (1936 en Italie # 101 exemplaires)
- M3 Scout Car (1940 aux États-Unis # 36 exemplaires)
- Renault UE (1931 en France # 10 exemplaires)
- Sd.Kfz. 221 (1935 en Allemagne # 15 exemplaires)
- Universal Carrier (1940 en G.B. # 1 500 exemplaires)

### Chars
- Renault ZB (1934 en France # 16 exemplaires)
- BT-5 (1934 en U.R.S.S. # 4 exemplaires)
- M3 Stuart (1941 aux États-Unis # 536 exemplaires)
- M4 Sherman (1942 aux États-Unis # 116 exemplaires)
- Panzer I (1934 en Allemagne # 15 exemplaires)
- Renault FT (1918 en France # 36 exemplaires)
- T-26 (1931 en U.R.S.S. # 82 exemplaires)
- Vickers 6-ton Mk. E (1932 ? en G.B. # 20 exemplaires)
- Vickers-Carden-Loyd light amphibious tank (en) (1931 en G.B. # 29 exemplaires)

### Avions
Source
- Curtiss P-40 (1939 aux États-Unis # chasseur)
- Gloster Gladiator (1937 en G.B. # chasseur)
- Henschel Hs 123 (1936 en Allemagne # bombardier en piqué # 12 exemplaires)
- Lockheed Hudson (1939 aux États-Unis # multirôle)
- Polikarpov I-15 (1934 en U.R.S.S. # chasseur)
- Potez 633 (1938 en France # bombardier)
- Republic P-43 (1941 aux États-Unis # reconnaissance et entraînement)
- Tupolev SB 2M-100A / 2M-103 (1936, 1938 en U.R.S.S. # bombardiers)

## État indépendant de Croatie
⚒ Front yougoslave de la Seconde Guerre mondiale 🛠

## Danemark

### Armes terrestres
- (9 mm) Bergmann-Bayard 1910/21 (1922 # pistolet)
- (9 mm ou 9 mm) Bergmann MP43/I / MP35/I (1934, 1935 # P.M.)
- (8,15 mm) Krag-Jørgensen (1889 # fusil)
- (8,15 mm) Maskingevaer Madsen M1924 / M1939 (1924, 1939 # F.M.)
- (20 et 23 mm) Madsen M 38 / Madsen 23 mm (1938 ? et ? # canons antiaériens ou antichars selon les affûts)
- (75 mm) Krupp 7,5 cm Modèle 1903 (1904 en Allemagne # canon)

### Véhicules
- Ford AA (1927 aux États-Unis # camion)
- Nimbus Type I / Type II (1919, 1938 # motos)
- Pansarbil m/39 (en) (1938 en Suède # VRB)

### Canon
- Bofors 37 mm anti-tank gun[7]
- MADSEN m/38

### Aviation
- De Havilland DH.82 (1932 en G.B. # entraînement)
- Fokker C.V (1926 aux Pays-Bas # reconnaissance)
- Fokker D.XXI (1938 aux Pays-Bas # chasseur)
- Gloster Gauntlet (1935 en G.B. # chasseur)
- Saab 17 (1942 en Suède # bombardier # 15 exemplaires livrés en 1945 à la « Brigade danoise en Suède »)
- SAI KZ IV (en) (1944 # avion-ambulance)

## Grèce
⚒ Histoire de la Grèce pendant la Seconde Guerre mondiale 🛠

### Fusils
- (? mm) Mannlicher M1895 (1895 en Autriche-Hongrie)
  - (6,5 mm) Mannlicher-Schönauer (en) (1903 en Autriche-Hongrie)

### Mitrailleuses / Fusil-mitrailleur
- (6,5 mm) Hotchkiss Mle 1926 (1926 en France # calibre modifié)
- (6,5 mm) Schwarzlose MG M.07/12 (1908 en Autriche-Hongrie # calibre modifié)
- (8 mm) Saint-Étienne Mle 1907 (1907 en France)

### Autres
- (81 mm) Brandt 27/31 (1931 en France # mortier)
- Ligne Metaxás (1936-1940 # ligne fortifiée)

### Aviation
- Avro Anson (1936 en G.B. # reconnaissance)
- Bloch MB.151 (1939 en France # chasseur # neuf exemplaires[8])
- Breguet 19 (1924 en France # reconnaissance)
- Bristol Blenheim (1937 en G.B. # bombardier)
- Dornier Do 22 (1935 en Allemagne # hydravion)
- Fairey Battle (1937 en G.B. # bombardier léger)
- Henschel Hs 126 (1938 en Allemagne # reconnaissance)
- Potez 63.11 (1938 en France # reconnaissance)
  - Potez 633 # (bombardier)
- PZL P.24 (1936 en Pologne # chasseur)

## Italie - armée de terre

### Pistolets / Revolver
- (10,35 mm) Bodeo (1889 # revolver)
- (9 mm) Beretta M23 (1924 # pistolet)
  - (9 mm) M34 (1936)
- (9 mm) Glisenti M1910 / Brixia M1912 (1910, 1912 # pistolets)

### Fusils / Fusil antichar /mousqueton
- Carcano M 91/24 / M 91/38 / M 91/41 (1891, 1924, 1938, 1941 # fusils)
- Beretta MAB 18/30 (1930 ? # mousqueton)
- Carabina « S » / Fusile anticarro « S » (Solothurn S-18/1000 (en) # 1940 ? en Suisse, 1940 en Italie # fusil antichar)

### Pistolets-mitrailleurs
- Beretta 1938A / 38/42 / 38/43 / 38/44 (1938, 1942, 1943, 1944)
- FNAB-43 (1943)
- TZ-45 (1944)

### Mitrailleuses / Fusil-mitrailleur
- Breda M1930 (1931 # F.M.)
  - Breda M1937 (1937 # mitrailleuse)
  - Breda 38 (1938 # mitrailleuse)

### Grenades
- ovoïde explosive Breda Mod. 35 (1935)
- ovoïde explosive OTO Mod. 35 (it) (1935)

### Autres (mortiers, lance-flammes, mines, etc.)
- 81,4 mm M1935 (1935 # mortier)
- 81,4 mm CEMSA LP (CEMSA 81 mm L.P. (it)) (1941 # mortier)[N 38]
- lanciafiamme Mod. 35 (it) / mod.40 (1935 et 1940 # lance-flammes portables)
- lanciafiamme Mod. 41 (it) (1941 # lance-flammes portable)
- Pignone P-1 / P-2 (1939 ? # mines antichars # Pignone anti-tank mines (en))

### Canons antiaériens / Automoteur antiaérien
- (20 mm) Breda 35 / 20/65 Mod. 1935 / Mod. 39 / Mod. 40 (1935)
- (20 mm) Scotti (Cannone-Mitragliera da 20/77 (Scotti) (en)) (1932 ?)
- (75 mm) Cannone da 75/46 C.A. modello 34 (1934 # 75/46 C.A. Mod. 1934)
- (90 mm) 41P (Cannone da 90/53) (1939)
- (90 mm) 41C (1941 # canon monté sur camion Lancia 3Ro ou Breda 51)

### Canon antichar / Véhicule antichar
- (47 mm) 47/32 Mod. 1935 (1939)
- (90 mm) Breda 501 (1942 # prototype)

### Artillerie tractée
- (65 mm) 65/17 Mod. 1908/1913 (it) (1913)
- (75 mm) Obice da 75/18 Mod.34 / Mod.35 (1936 / 1939 ou 1940)
- (75 mm) 75/27 Mod. 1906 (it) (1906)
- (75 mm) 75/32 Mod. 1937 (it) (1941)
- (75 mm) Obice da 75/13 (1915 en Autriche-Hongrie)
- (100 mm) Obice da 100/17 modelo 14 (1914 en Autriche-Hongrie # Skoda houfnice vz 14 (en))
- (145 ou 155 mm) Canon de 155 L modele 1916 Saint-Chamond (en) (1917 en France #[N 39])
- (210 mm) Ansaldo 210/22 Mod. 1935 (it) (1938)

### Artillerie côtière
- (149,1 mm) Škoda 15 cm K10 (it) (1912 en Autriche-Hongrie)
- (305 mm) Škoda 30,5 cm K10 (it) (1911 en Autriche-Hongrie)

### Trains blindés
- Ansaldo Libli (it) (1942 # « Littorina Blindata » # draisine)
- Trains blindés italiens[N 40]

### Voitures
Source
- Fiat 508 M (1933)
- Lancia Artena IV (1940)
- SPA-Viberti AS.42 (1942)

### Moto
- Moto Guzzi Alce 500 (1939)

### Camions
- Alfa Romeo 430 (1942)
- Alfa Romeo 500 (1937 ?)
- Alfa Romeo 800 (1939)
- Bianchi Mediolanum (1938)
- Bianchi Miles (1939)
- Breda 51 / 52 (1940, 1942)
- Ceirano 47 CM (1927)
- Ceirano 50 CM (1927)
- Fiat 626 (1939)
- Fiat 628 (1944)
- Fiat 665NM « Protetto » (1942)
- Fiat 666 N / 666 NM / 666 BM (1940, 1940 ?, 1943)
- Fiat SPA 38R (1935)
- Lancia Ro / Ro NM / 3Ro (1933, 1935, 1938)
- SPA 25 CM / C/10 (1922, 1925)

### Tracteurs
- Breda TP 32 (1933)
- Fiat SPA TL 37 (1938)
- Fiat SPA TM 40 (1938)
- Pavesi P4 / Mod. 30 / Mod. 30A (1925, 1930, 1934)
- Pavesi TL 31 (1929)

### Chars / Chenillettes
- L3 / L3/35 (en) (1933, 1935 # chenillettes)
- L6/40 (1941)
- M 11/39 (1939)
  - M 13/40 (1940)
  - M14/41 (1941)
  - M 15/42 (1943)
- P 26/40 (1943)
  - P43 / P43 bis (1942, 1943 # projets)

### Chasseurs de char / Canons automoteurs
- Ansaldo P.43 (1942 # projet)
- Semovente 75-18 (1941)
- Semovente 90/53 (1942)
- Semovente L.40 47/32 (1942)

### Automitrailleuses
- Autoblinda AB40 / AB41 / AB41/43 / AB43 (1940, 1941, 1943, 1943)
- Autoblinda AS43 « Viberti » (1944)
- Fiat 611 (1932-1933)

## Italie - aviation

### Chasseurs
- Aeronautica Umbra Trojani AUT.18 (1939 # prototype)
- Campini-Caproni C.C.2 (1940 # prototype)
- Fiat CR.32 (1933)
- Fiat CR.42 Falco (1939)
- Fiat G.50 Freccia (1938)
- Fiat G.55 Centauro (1943)
- IMAM Ro.57 (1943)
- Macchi M.C.200 Saetta (1939)
- Macchi C.202 Folgore (1941)
- Macchi M.C.205 Veltro (1943)
- Reggiane Re.2000 (1941)
- Reggiane Re.2001 Falco (1942)
- Reggiane Re.2002 (1943)
- Reggiane Re.2005 Sagittario (1943)
- SAI 107 (1940 # prototype)
- SAI 207 (1943)
- SAI Ambrosini 403 Dardo (1943 # prototype)

### Avions d'attaque au sol
- Breda Ba.65 (1937)
- Breda Ba.88 / Ba.88M (1938 et 1942)
- Caproni Ca.309 Ghibli (1937 # avion multirôle)
- Fiat CANSA FC.20 (1941 # prototypes)
- Savoia-Marchetti SM.85 (en) (1941)

### Bombardiers
- CANT Z.1007 / Z.1007 bis (1939 et 1940)
- CANT Z.1015 (1939 et 1942 # prototypes)
- CANT Z.1018 (1939 # prototype)
- Caproni Ca.135 (it) (1937)
- Caproni Ca.225 / Ca.204 (1935 et 1938 # prototypes)
- Fiat BR.20 Cicogna (1936)
- Piaggio P.108 (1941)
- Savoia-Marchetti SM.79 (1936)
- Savoia-Marchetti SM.81 (1935)
- Savoia-Marchetti SM.82 (1940)
- Savoia-Marchetti SM.84 (1941)

### Avions de reconnaissance
- Caproni Ca.308 Borea (1935)
- Caproni Ca.309 Ghibli (1937 # avion multirôle)
- Caproni Ca.316 (it) (1940)
- IMAM Ro.37 (1934)
- Reggiane Re.2003 (it) (1941 # prototype)

### Hydravions et patrouilleurs maritime
- CANT Z.501 Gabbiano (1935)
- CANT Z.506 Airone (1936)
- CANT Z.509 (it) (1938)
- CANT Z.511 / CANT Z.515 (en) (~1940 # prototypes)
- Fiat AS.14 / RS.14 (1941)
- IMAM Ro.43 / IMAM Ro.44 (en) (1936)
- Macchi C.203 (it) / C.204 (1937 # projets)

### Avions d'entraînement et/ou de liaison
- CANT Z.1012 (en) (1937)
- Caproni Ca.161 / 163 / 165 (1936, 1938, 1938 # prototypes)
- Caproni Ca.164 (it) (1938)
- Caproni Ca.309 Ghibli (1937 # avion multirôle)
- IMAM Ro.41 (it) (1935)
- Nardi FN.305 (1937)
- Saiman 202 (1938)
- SAI 7 (1943)
- SAI 10 Grifone (1940)

### Avions de transport
- Fiat G.12 (1941)
- Caproni Ca.306 Borea (1935 # prototype)
- Savoia-Marchetti SM.75 (1938)
- Savoia-Marchetti SM.83 (en) / SM.82 (1938 et 1940)
- Savoia-Marchetti SM.90 / SM.95 (1941 et ~1943 # prototypes)

## Japon - armée de terre
⚒ List of Japanese military equipment of World War II (en) 🛠

### Pistolets / Revolver
- Nambu Type A (1902)
- Nambu Type B (1914 ?)
  - Type 14 (1927)
  - Type 94 (1935)
- Pistolet Hamada (1941)
- Type 26 (1893 # revolver)

### Fusils / Fusil antichar / Carabines
- (6,5 × 50 mm Arisaka ou 7,92 mm) Liao Type 13 (1924 au Mandchoukouo # Mukden Arsenal Mauser (en))
- (6,5 mm) Arisaka Type 30 (1897 # Type 30 (fucile) (it))
  - Type 38 (1905)
  - Type 44 (1911 # carabine)
  - Type 99 (1939)
  - Type 97 (1937)
  - (6,5 mm ou 7,92 mm) Type 19 (production des collaborateurs chinois)
- (11 mm) Murata rifle (en) (1885 # non-utilisé sur le front)
- (20 mm) Type 97 (1937 # fusil antichar)

### Pistolet-mitrailleur
- Type 100 (1942)

### Mitrailleuses / Fusils-mitrailleurs
- Type 3 (1914 # Type 3 heavy machine gun (en))
- Type 92 (1932)
- Type 96 (1936)
- Type 99 (1939)

### Grenades
- Type 91 (1931)
- Type 97 (1937)
- Type 99 (1939)

### Autres (lance-flammes, mines, etc.)
- Guntō (sabre)
- Hako-Baku-Rai (1939 # Type 99 mine (en) # mine magnétique antichar)
- Kawasaki Ki-148 (en) (1944 # missile air-sol # non-utilisé lors de la SGM)
- Mitsubishi Ki-147 (en) (1944 # missile air-sol # prototype)
- Shitotsu bakurai (1945 # arme antichar)
- Type 93 / Type 100 (1933 et 1940 # lance-flammes portables)

### Mortiers
- 50 mm Type 89 (1929)
- 50 mm Type 98 (1938 -Type 98 50 mm mortar (en))
- 70 mm Type 11 (1922)
- 81 mm Type 99 (1939)
- 320 mm Type 98 (1938)

### Artillerie tractée / Canons d'infanterie
- (37 mm) Type 11 (1922)[N 42]
- (70 mm) Type 92 (1932)
- (75 mm) 7 cm mountain gun (en) (1883)
  - (75 mm) Type 41 (1909)
- (75 mm) Type 31 (1898)
  - (75 mm) Type 38 (1905 # Type 38 (cannone) (it))
- (105 mm) Type 14 / Type 92 (1925, 1932)
- (120 mm) Type 38 (1905)
- (149,1 mm) Type 4 (1915)
- (149,1 mm) Type 96 (1936)
- (305 mm) Type 7 (1918 # Typ-7-30-cm-Haubitze (de))

### Artillerie côtière
- 140 mm Type 3 (it) (1916)
- 152 mm Type 41 (it) (1913 # calibre réel de 152,4 mm)
- 155 mm Type 3 (1941)
- 203 mm Type 41 (1908)

### Canons antiaériens / Véhicules antiaériens
- (20 mm) Type 2 (1942)
  - (20 mm) Type 98 (1938)
  - (20 mm) So-Ki (1941 # véhicules AA # prototypes)
- (25 mm) Type 94 / 95 / 96 (1935 en France ; 1935 au Japon)
- (70 mm) AA Mine Discharger (en) (? # lance-roquettes)
- (75 mm) Type 4 (1944 # Type 4 75 mm)
  - (75 mm) Type 11 (1922 # 75 mm Type 11 (it))
  - (75 mm) Type 88 (1927 # 75 mm Type 88 (it))
- (76,2 mm) Type 3 (1914)
  - (76,2 mm) Type 41 (1894 en G.B. # utilisé en artillerie côtière ou antiaérienne)
- (88 mm) Type 99 (1939 # 88 mm Type 99 (it))
- (100 mm) Type 98 (1940 # plusieurs utilisés en installations terrestres fixes)
- (105 mm) Type 14 (1925)
- (120 mm) Type 3 (1943)
  - (120 mm) Canon antiaérien Type 10 de 120 mm (1921)
- (149,1 mm) Type 5 (1945 # 150 mm Type 5 (it))

### Canons antichar
- 37 mm Type 94 (1936)
- 47 mm Type 1 (1942)
- 47 mm Type 97 (1937 # prototype)
- 57 mm Type 2 (de 1941 à 1943 # prototype)

### Chars
- Type 92 Jyu-Sokosha (1932 # chenillette)
- Type 94 Te-Ke (1935 # chenillette)
- Type 97 Te-Ke (1938 # chenillette)
- Type 95 (1934 # prototype # Type 95 Heavy Tank (en))
- Type 95 Ha-Go (1936 # char léger)
- Type 2 Ho-Ri (1945 # chasseur de char # projet)
- Type 2 Ke-To (1944 # char léger)
- Type 4 Chi-to (1944 # char moyen)[N 43]
- Type 5 Chi-Ri (en) (1945 # char moyen # prototype)
- Type 97 Chi-Ha / Chi-Ha Kai (1938 et 1942 # chars moyens)
- Type 98 Chi-Ho (en) (1940-1941 # char moyen # quatre prototypes)

### Canons automoteur
- Type 1 Ho-Ni 1 (en) (1942)
- Type 1 Ho-Ni 2 (en) (1943)
- Type 3 Ho-Ni 3 (en) (1944)
- Type 4 Ho-Ro (1944)

### Automitrailleuses
- Type 90 Naval Sumida P (1933 ?)
- Type 91 (Sumida M.2593 (en)) (1933)
- Type 92 ''Osaka'' (1931)
- Type 93 ''Sumida'' (1933)
- Vickers Crossley armoured car (en) (1925 en G.B., 1931 au Japon)

### Semi-chenillé
- Type 1 Ho-Ha (it) (1942 ou 1944 ?)

### Automobiles
- Kurogane Type 95 (1936)
- Sumida Type K93/ Type J93 (1933 et 1934)
- Toyota AK10 (1944 # six prototypes)

### Camion
- Type 94 (1934)

### Moto
- Rykuo Type 97 (1935 # Type 97 motorcycle (en))

## Japon - aviation

### Avions de reconnaissance
- Kayaba Ka-1 (1941 # autogire)
- Mitsubishi Ki-46 (1941)
- Nakajima C6N (1944)
- Nakajima J1N1-C Gekko (1942 ?)

### Chasseurs
- Kawanishi N1K1 Kyofu (1943)
- Kawanishi N1K1-J Shiden (1944)
- Kawanishi N1K1-J Shiden-kai (1944 ?)
- Kawasaki Ki-45 Toryu (1941)
- Kawasaki Ki-61 Hien (1943)
- Kawasaki Ki-100 Go Shiki Sen (1945)
- Kawasaki Ki-102 Randy (1944)
- Kyushu J7W1 Shinden (1945 -prototype)
- Mitsubishi A5M (1937)
- Mitsubishi A6M Rei-sen / Zero-sen (Japon) ou Zeke / Zero (alliés) (1939)
- Mitsubishi A6M 3 Reisen (1942)[9]
- Mitsubishi A6M 5 Reisen (1943)
- Mitsubishi A7M Repu (1944 -prototype)
- Mitsubishi J2M Raiden (1943)
- Mitsubishi J8M/Ki-200 Shusui (1945 # prototype)
- Mitsubishi Ki-83 (1944 # prototype)
- Nakajima A4N (1936)
- Nakajima A6M2-N (1942)
- Nakajima J1N1 Gekko (1942)
- Nakajima Ki-27 Nate (1938)
- Nakajima Ki-43 Hayabusa (1942)
- Nakajima Ki-44 Shoki (1941)
- Nakajima Ki-84 Hayate (1943)

### Chasseurs de nuit
- Aichi S1A (1945 # projet)
- Nakajima Gekko J1N1-C / J1N1-R / J1N1-S / J1N1-Sa (1943 ?, 1943 ?, 1944 ?, 1944 ?)
- Kawasaki Ki-45 KAIb / KAIc (1944)

### Avions d'assaut
- Aichi D3A Val (1940)
- Mitsubishi B5M (1937)
- Mitsubishi Ki-51 (1940)
- Tachikawa Ki-36 (1938)

### Bombardiers / Bombardiers torpilleurs
- Aichi B7A Ryusei (1944)
  - Aichi D1A (1935)
  - Aichi D3A (1940)
- Kawasaki Ki-32 (1938)
  - Kawasaki Ki-48 (1940)
- Kyushu Q1W Tokai (1945)
- Mitsubishi G3M (1936)
  - Mitsubishi G4M (1941)
  - Mitsubishi Ki-15 Karigane (1937)
  - Mitsubishi Ki-20 (1933)
  - Mitsubishi Ki-21 (1938)
  - Ki-67 Hiryu (1944)
- Nakajima B5N (1939)
  - B6N Tenzan (1943)
  - Nakajima Kikka (1945 # prototype)
  - Nakajima G5N Shinzan (1941 # prototype)
  - Nakajima G8N1 Renzan (1944 # prototype)
  - Nakajima Fugaku (1945 # projet)
  - Nakajima Ki-49 Donryu (1941)
- Yokosuka B4Y (1936)
  - Yokosuka D4Y Suisei (1942)
  - Yokosuka P1Y Ginga (1944)

### Avions de transport
- Kawasaki Ki-56 (1940)
- Mitsubishi Ki-57 (1942)
- Showa L2D (1939)
- Tachikawa Ki-54 (1941)

### Hydravions ⚒Liste d'avions militaires de la Seconde Guerre mondiale🛠
- Aichi E3A (1931)
  - Aichi E10A (1936)
  - Aichi E11A (1937 ?)
  - Aichi E13A (1941)
  - Aichi E16A Zuiun (1944)
  - Aichi F1A (1936 # prototype)
  - Aichi H9A (1942)
  - Aichi M6A Seiran (1944)
- Kawanishi E7K (1935)
  - Kawanishi E11K (en) (1937)
  - Kawanishi E15K Shiun (1941)
  - Kawanishi H6K (1938)
  - Kawanishi H8K (1942)
  - Kawanishi N1K1 Kyofu (1943)
- Mitsubishi F1M (1941)
  - Mitsubishi Ki-15 (1937)
- Nakajima E4N (1931 # utilisation incertaine lors de la SGM)
  - Nakajima E8N (1935)
  - Nakajima A6M2-N (1942)
- Yokosuka E14Y (1941)

### Avions d'entraînement ou de liaison
- Kyushu K11W Shiragiku (1943)
- Mitsubishi K3M (1931)
- Tachikawa Ki-54 (1941)
- Yokosuka K5Y1 (1934)

### Avions-suicides
- Nakajima Ki-115 (1945)
- Yokusuka MXY-7 Ohka (1945)

## Estonie

### Armée de terre
- (9mm Browning Long (en)) Browning M1903 (1903 en Belgique # pistolet)
- (9 mm) Tallinn M1923 (1923 # P.M)
- (20 mm) Solothurn-Arsenal (en) (1940 # fusil antichar)
- M1927/28 SOOMUSTATUD AUTO
- FT-17

### Aviation
- Avro Anson (1936 en G.B. # reconnaissance)
- Bristol Bulldog (1929 en G.B. # chasseur)
- Potez 25 (1925 en France # reconnaissance)
- Hawker Hart (1930 en G.B. # bombardier léger)

## Lettonie

### Aviation
- Bristol Bulldog (1929 en G.B. # chasseur)
- Gloster Gladiator (1937 en G.B. # chasseur)

CHAR
- Carden Loyd M1936
- Cardan Loyd M1937

## Lituanie

### Aviation
- ANBO IV / ANBO 41 (1932, 1937 # reconnaissance)
- ANBO V / ANBO VI / ANBO 51 (1931, 1933, 1936 # entraînement)
- ANBO VIII (1939 # prototype # reconnaissance)

## Roumanie

### Mitrailleuses, fusils-mitrailleurs
- ZB-26 (1928 en Tchécoslovaquie # F.M.)

- ZB vz. 30 (en) (1930 en Tchécoslovaquie # F.M.)

- ZB-53 (en) (1936 en Tchécoslovaquie # mitrailleuse)

### Fusil
- Mauser-CZ (1924 en Tchécoslovaquie # fusil)

### Pistolet-mitrailleur
- (9 mm) Orița Md.1941 (1942)

### Mortier
- (81 mm) Brandt Mle 27/31 (1931 en France)

### Canon antiaérien
- (75 mm) Vickers Model 1931 (en) (1937 en G.B., refusé par l'armée ; 1939 en Roumanie)

### Canon antichar
- 47 mm Böhler M32 (1932 en Autriche)

### Artillerie
- (75 mm) Tunul de camp Krupp md. 1904 (1904 # Krupp 7,5 cm Modèle 1903)

### Véhicules blindés
- Austin Armoured Car (en) (1915 en G.B. # quatre exemplaires en 1939)
- Autoblinda AB41 (1941 en Italie # huit exemplaires)
- Sd.Kfz. 222 / 223 (1936, 1935 en Allemagne # 51 exemplaires livrés en 1942-1943)
- OA vz. 27 (en) (1929 en Tchécoslovaquie # trois exemplaires)
- OA vz. 30 (en) (1934 en Tchécoslovaquie # dix exemplaires)
- Peugeot Mle 1915 (1915 en France # deux exemplaires en 1939)

### Chars
- Mareşal (de 1942 à 1944 # six prototypes)
- TACAM R-1 (en) (1943 # prototype)
- TACAM R-2 / TACAM T-60 (1944, 1943)
- Vânătorul de care R-35 (ro) (1944)

### Véhicules
- Tatra 93 (1939 # Tatra 92 (en)) # 200 camions tchécoslovaques spécialement fabriqués pour la Roumanie)

### Avions
- IAR 37 / IAR 38 / IAR 39 / IAR 39A (1938-1939 # reconnaissance)
- I.A.R. 80/81 (1941 # chasseur)

## Royaume de Hongrie

### Pistolets-mitrailleurs
- (9 mm) Danuvia 39A / 39M / 43M (1939, 1939 ?, 1943 ?)

### Fusils
- (8 × 50 mm / 8 × 56 mm) Mannlicher M1895 / M95/31 (1895, 1931)

### Artillerie
- 8 cm FK M 18 (en) (1918)
- 10.5 cm Cannon Model 1927 (en) (1927 en Suède # nommé 31 M en Hongrie)

### Chars
- 38M Toldi (1939)

### Véhicule antiaérien
- (40 mm) 40M Nimród (1941)

### Véhicules
- 38M Botond (hu) (1938 # camion)
- 39M Csaba (en) (1939 # VBR)
- Ford 3t 39M / 39M 4×4 (1939 # camions)
- Ford Eifel (1935 en Allemagne # voiture)
- Škoda Popular 1101 (1940 # voiture tchécoslovaque version cabriolet pour l'armée hongroise)
- MÁVAG Mercedes-Benz Lo 2500 38M (1938 # camion)

### Avions
- Me Ca1 (1942 en Allemagne, 1943 en Hongrie)
- Weiss Manfréd (hu) WM. 20 (1937 -biplan école)
- Weiss Manfréd WM.21 (1938 # reconnaissance/bombardier)
- Weiss Manfréd WM. 23 Ezustnyil (1935 en Allemagne, 1939 en Hongrie, trois appareils # chasseurs)

## États-Unis - armée de terre

### Pistolets, revolvers
- Browning GP (1935 en Belgique, 1941 aux États-Unis # pistolet)
- Colt 1903/1908 Pocket Hammerless (1903 et 1908 # pistolets)
  - Colt M1911A1 (1926 # pistolet)
- FP-45 Liberator (1942)
- Smith & Wesson M1917 (1917 # revolver)
  - Smith & Wesson Victory (1941 # revolver)

### Fusils, carabines
- M1 / M1A1 / M2 / M3 (1942, 1942, 1945, 1945 # carabines)
- M1 Garand / M1C / M1D (1936, 1944, 1944 # fusils)
- Fusil M1941 Johnson (1941 # fusil)
- Springfield M1903A1 / A2 / A3 / A4 (1903 # fusils)
- Springfield M1903A4 (1943 # fusil)
- M1917 Enfield (1917 # fusil)
- Stevens 520 (1909 # fusil à pompe)
  - Stevens 620A Trench gun (1932 # fusil à pompe)
- Winchester M1897 Trench gun (1898 # fusil à pompe)

### Pistolets-mitrailleurs
- M3 Grease gun / M3A1 (1942 et 1944)
- Reising M50 (1941)
- Thompson M1928 / M1928A1 / M1 / M1A1 (1918, 1940, 1942, 1942)
- UD M42 (1942)

### Mitrailleuses, fusils-mitrailleurs
- Browning BAR (1918 # F.M.)
- Browning M1919 (1919 # mitrailleuse)
- Browning M2 (1921 # mitrailleuse)

### Armes antichars
- (60 mm) 2.36-inch A.T. Launcher Rocket M1 « Bazooka » / M1A1 / M9A1 / M18 (1942, 1943, 1944, prototype 1945 # lance-roquettes)
- (89 mm) 3.5-inch A.T. Launcher Roquet M20 « Super Bazooka » (1945 # prototype, mis en service le 11 octobre 1945 # lance-roquettes)

### Grenades à main / à fusil
- M11 / M9 rifle grenade (en) / M9 A1 (1940, 1942, 1943 # à fusil # antichar)
- M17 (1940 ? # à fusil)
- M19 A1 / M22 (? et 1945 # à fusil # éclairage et repérage)
- Mk.II Grenade / MK3 grenade (en) (1918, 1918 # à main)

### Autres (lance-flammes, mines, etc.)
- 45-ton M9 Rogers Trailer (année ? # remorque porte-char)
- A-bomb (1945)
- AN/TPS-1 (en) (1944 # radar)
- Benzédrine (1935 # drogue pour combattant)
- Flame-Thrower M1 / M1A1 (1941 et 1943 # lance-flammes portables)
  - Flame-Thrower M2 (1943 # lance-flammes portable)
  - Ronson (1944 # lance-flammes pour véhicule)
- M1 mine (en) (1941 ? # mine antichar)
- M1 / M2 / M7 grenade launcher (en) (?, ?, 1943 # lance-grenades pour fusils)
- M19 Tank Transporter (en) / M25 Tank Transporter (en) (1941, 1943 # portes-chars)
- SCR-268 / SCR-270 / SCR-584 / SCR-784 (1939, 1939, 1943, 1945 # radars)
- SCR-300 / SCR-536 (en) (1940, 1941 # Walkie-talkie)

### Mortiers
- 60 mm M2 mortar (en) (1940)
- 81 mm M1 mortar (1940 ?)
- 106,7 mm M2 4.2-inch mortar (en) (1943)

### Camions
- Diamond T 980 / 981 M20 (1942 # portes-chars)
- Dodge WC / WC 1/2 ton (1940 et 1942 # plusieurs versions)
- Dodge WC54 (1942)
- GMC CCKW (1941)
- IH | Kenworth | Marmon-Herrington (en) M425 / M426 (1944 et 1944 # M425 and 426 Tractor Truck (en))

### Voitures
- Bantam BRC40 (1941)
- Cadillac 75 Fleetwood (1936)
- Dodge VC (1940 # six versions)
- Ford Marmon-Herrington (en) 1/2 ton (1936)
- Willys MB Jeep (1941)

### Motos
- Harley-Davidson WLA (1940)
  - Harley-Davidson XA (1942)
- Indian 741 / Indian 841 (1941 # non-utilisées par l'armée U.S.)

### Chenillés, semi-chenillés
- Caterpillar (plusieurs modèles de bulldozers de 1941 à 1945)
- Universal Carrier T16 (1943)
- M1 Heavy Tractor (en) (1936 # tracteurs « Caterpillar »)
  - M1 Medium Tractor (en) (1936)
  - M2 Light Tractor (en) (1936)
- M2 Half-track (1941 # plusieurs versions # voir ici)
- M3 Half-track (1941 # plusieurs versions)
- M4 Tractor (en) (1943)
- M5 High Speed Tractor (1942)
- M5 Half-track / M9 Half-track (en) (1942, 1943 # plusieurs versions)
- M6 Tractor (en) (1944)

### Véhicules amphibies / Péniches de débarquement
- DUKW (1942)
- Ford GPA (1942)
- Landing Craft Assault (L.C.A.) (1939 en G.B. # utilisé occasionnellement par les États-Unis)
- Landing Craft Infantry (L.C.I.) (1943)
- Landing Craft Tank (L.C.T.) Mk 5 à Mk 8 (de 1942 à 1944 en G.B. et aux États-Unis)
  - Landing Ship Medium (L.S.M) (1944 en G.B. et aux États-Unis)
  - Landing Ship Tank (L.S.T.) (1942 en G.B.)
- Landing Craft Vehicle & Personnel (L.C.V.P.) (1942)
  - Landing Craft Mechanized (L.C.M.) (1924 en G.B.)
  - Landing Craft Personnel (Large) / L.C.P. (L) (1928)
- Landing Vehicle Tracked (L.V.T.) (1941)

### Chars
- Marmon-Herrington CTLS (1941)
- M3 / M5 Stuart (1941, 1943)
- M3 Lee / M3A1 / M3A3 / M3A5 (1941, 1942, 1942, 1942)
- Sherman M4 / M4A1 / M4A1(76) / M4A1(76) HVSS (1942, 1942, 1944, 1944)
  - Sherman M4A2 / M4A3 / M4A3(76) / M4A3(76) HVSS (1942, 1942, 1944, 1944)
  - Sherman M4A3E2 Jumbo / M4A3E8 / M4A4 / M4A6 (1944, 1944, 1942, 1943)
- M24 Chaffee (1944)
- M26 Pershing / T26E4 Super Pershing (1945)
- T1E1 M6 (de 1940 à 1944 # projets et/ou prototypes)
- T29 / T30 / T32 / T34 (de 1945 à 1948 # projets et/ou prototypes)

### Chasseurs de char
- M3 Gun Motor Carriage (1942)
- M6 Gun Motor Carriage (1942)
- M10 Wolverine (1942)
- M18 Hellcat (1943)
- M36 Jackson (1944)
- T-28 (1945 # prototype)
- T48 Gun Motor Carriage (1943 # total de 962 exemplaires, dont 680 expédiés en U.R.S.S.)

### Véhicules de reconnaissance
- M3 Scout Car (quatre versions de 1934 à 1939)
- M8 Greyhound (1943)
- M20 Armored Utility Car (1943)
- T17 Deerhound (1942)
- T17E1 Staghound (1943 # non-utilisé par les États-Unis)
- T18 Boarhound (1942 # non-utilisé au combat)

### Artillerie tractée
- 105 mm M2 / M2A1 howitzer (1939 et 1941)
- 155 mm C Schneider (1917 en France # fabriqué sous licence aux États-Unis et utilisé jusqu'en 1950[10])
- 155 mm Gun M1918 (1917 en France, 1918 aux États-Unis)
- 155 mm M1 howitzer « Long Tom » (1942)
- 203 mm 8-inch Gun M1 (1942)
- 240 mm M1918 howitzer (1920 # M1918 240 mm howitzer (en))
- 240 mm Howitzer M1 (en) (1943)

### Artillerie sur rail
- (203 mm) 8-inch Mk. VI railway gun (en) (1941)
- (355,6 mm) 14-inch/50-caliber railway gun (en) (1918-1920)

### Artillerie côtière
- (102 mm) 4-inch/50 caliber gun (1898)
- (127 mm) 5-inch/51 caliber gun (1911)
- (152 mm) 6-inch/50-caliber gun (en) (1903)
- (203 mm) 8-inch/55 caliber gun (1927 # 1942 en artillerie côtière)
- (305 mm) 12-inch gun M1895 (en) (1895, 1900)
- (305 mm) 12-inch/45 caliber Mark 5 gun (1906)

### Canons automoteurs, véhicules d'artillerie de soutien
- (mortier 81 mm) Half-track M4 / M4A1 Mortar Carrier (1941, 1943)
  - M21 MMC (1944)
- (105 mm) M4A3 (105) General Sherman (1944)
- (105 mm) M7 Priest / M7B1 (1942, 1944)
  - (105 mm) M37 105 mm Howitzer Motor Carriage (en) (1945 # non-utilisé lors de la SGM)
- (75 mm) M8 HMC General Scott (1943)
- (155 mm) M12 GMC (1944)
  - (155 mm) M40 GMC (1945)
  - (203 mm) M43 Howitzer Motor Carriage (en) (1945 # non-utilisé lors de la SGM)
- (105 mm) T19 Howitzer Motor Carriage (1942)
- (75 mm) T30 Howitzer Motor Carriage (1942)
- (114 mm) T34 Calliope (1944 # lance-roquettes monté sur char)

### Canons antichars
- 37 mm Gun M3
- 3 inch Gun M5
- 90 mm M2 (1943 # 90 mm Gun M1/M2/M3 (en))
- 105 mm gun T8 (en) (1944/1046 # prototype)

### Canons et véhicules antiaériens
- 12,7 mm M16 Multiple Gun Motor Carriage (1943 # automoteur)
- 12,7 mm M45 Quadmount (1943)
- 37 mm T28E1 / M15 CGMC / M15A1 (1942, 1943, 1943 # automoteurs)
- 40 mm Gun M1 (1932 en Suède, 1940 aux États-Unis)
- 40 mm M19 Multiple Gun Motor Carriage (1944 # automoteur)
- 76,2 mm 3 inch M1918 (it) (1918, 1928[N 44])
- 90 mm Gun M1/M2/M3 (en) (de 1940 à 1943)
- 120 mm M1 gun (en) (1944)

## États-Unis - aviation

Cocarde de l'United States Army Air Forces de 1943 à 1947.

### Chasseursembarqués
- Brewster F2A Buffalo (1939)
- Grumman F4F Wildcat (1940)
- Grumman F6F Hellcat (1943)
- Grumman F6F-3E / F6F-3N / F6F-5N (de 1943 à 1945 ? # chasseurs de nuit embarqués)
- Grumman F7F Tigercat (1944 et 1945 # non utilisé au combat lors de la SGM)
  - F7F-1 (chasseur)
  - F7F-2N (chasseur de nuit)
  - F7F-3 (chasseur et reconnaissance)
  - F7F-3N (chasseur de nuit)
  - F7F-4N (chasseur de nuit embarqué)
- Ryan FR Fireball (1945 # non utilisé au combat)
- Vought F4U Corsair (1942)
- Vought XF5U Flying Flatjack (de 1943 à 1946 # prototypes)

### Chasseurs
- Bell P-39 Airacobra (1941)
  - Bell XP-52 (1941 # projet)
  - Bell P-59 Airacomet (1943 # non utilisé au combat)
  - Bell P-63 Kingcobra (1943)
- Curtiss P-36 Hawk (1938)
  - Curtiss P-40 Warhawk (1940)
  - Curtiss XP-62 (1943 # prototype)
- Grumman F7F-1 Tigercat / F7F-3 Tigercat (1944 et 1945 # non utilisés au combat)
- Lockheed Lightning I / P-38E / P-38G / P-38J / P-38L (tous mis en service de 1941 à 1943 et nommés Lightning)
  - Lockheed P-80 Shooting Star (1945)
- North American NA-73 (1942 # premier nom du P-51 Mustang)[N 45]
  - P-51B Mustang / P-51D Mustang (1942 et 1943)
  - North American P-51 H Mustang (juillet 1945 # non utilisé au combat)
  - North American P-64 (1939)
  - North American F-82 Twin Mustangs (1945 # prototype en 1945, entre en service après-guerre)
- Republic P-43 Lancer (1941)
  - Republic P-44 Rocket (1941 ? # projet)
  - Republic P-47C Thunderbolt / P-47D / P-47G / P-47M / P-47N (de 1942 à 1945 # tous nommés Thunderbolt)
- Seversky P-35 (1937)
  - Seversky XP-41 (1939 # prototype)
- Tucker XP-57 Peashooter (1940 # projet)

### Chasseurs de nuit
- Douglas P-70 / P-70A / P-70B-1 / P-70-B2 Nighthawk (1941 ?, 1943, 1943 ?, 1943 ?)
- Grumman F7F-2N / F7F-3N Tigercat (1944 et 1945 # non utilisés au combat)
- Northrop P-61 Black Widow (1944)

### Avions d'assaut
- Beechcraft XA-38 Grizzly (1944 # prototype)
- Brewster A-34 Bermuda (développement compliqué de 1941 à 1944 # non-utilisé au combat)
- Curtiss A-18 Shrike (1937 # non-utilisé au combat)
  - Curtiss A-25 Shrike (1943 ?)
- Douglas A-20 Havoc (1941)
  - Douglas A-24 Banshee (1940 ?)
  - Douglas A-26 Invader (1944)
- Lockheed Hudson (1939)
  - Lockheed A-28 / A-29 Hudson (1939)
- Martin A-23 / A-30 Baltimore (1941)
- North American A-27 (1941)
  - North American A-36 Apache (1943)
- Northrop A-17 Nomad (1936)
- Stearman XA-21 (1938 # prototype)
- Vultee A-19 (1937)
  - Vultee A-31 Vengeance (1942)

### Bombardiers
- Boeing B-17 Flying fortress (1938)
  - Boeing B-29 Superfortress (1944)
- Consolidated B-24 Liberator (1941)
  - Consolidated B-32 Dominator (1945)
- Douglas B-18 Bolo (1936)
  - Douglas B-23 Dragon (1940 # non-utilisé au combat)
  - Douglas XB-19 (1941 # prototype)
- Martin B-26 Marauder (1941)
  - Martin 167 (1940)
- North American B-25 Mitchell (1941)
  - North American XB-21 (1936 # prototype)

### Bombardiers-torpilleurs/ Bombardiers naval
- Brewster SB2A Buccaneer (développement compliqué de 1941 à 1944 # non-utilisé au combat)
- Consolidated TBY Sea Wolf (1944 # non-utilisé au combat)
- Curtiss SB2C Helldiver (1943)
- Douglas SBD Dauntless (1940)
  - Douglas TBD Devastator (1937)
- Grumman TBF Avenger (1942)
- Naval Aircraft Factory SBN (1941)

### Avions de transport
- Beech C-45 Expediter (1937)
- Curtiss C-46 Commando (1941)
- Douglas C-47 Skytrain (1941)
  - Douglas C-54 Skymaster (1942)
  - Douglas UC-67 (1941 ?)
- Lockheed A-28A / A-29A Hudson (1939 ?, 1940 ?)
  - Lockheed C-69 Constellation (1943)
  - Lockheed C-56 Lodestar (1940)
- Stinson L-5B (1942)

### Avions de reconnaissance
- Beechcraft F-2 / F-2A (1939, 1942)
- Consolidated PB4Y Privateer (1944)
- Grumman F6F-5P Hellcat (1943 ? # non-utilisé au combat)
  - Grumman F7F-3P Tigercat (1945 # non utilisé au combat)
  - Grumman F7F-3E Tigercat (1945 ? # avion de guerre électronique, non utilisé au combat)
- Lockheed A-29B Hudson (1940 ?)
  - Lockheed PV-1 Ventura (1942 ?)
  - Lockheed PV-2 Harpoon (1942 ?)

### Hydravions
- Consolidated PBY Catalina (1936)
  - Consolidated PB2Y Coronado (1940)
- Curtiss SC Seahawk (1944)
  - Curtiss SOC Seagull (1935)
- Grumman J2F-5 Duck (1936)
- Hugues H-4 Hercules (prototype, vola en 1947)
- Martin PBM Mariner (1940)
- Vought OS2U Kingfisher (1940)

### Avions d'entraînement ou de liaison
- Aeronca L-3 Grasshopper (1941)
- Beech UC-43 Traveler (1933 # 1942 pour l'armée)
  - Beechcraft AT-11/ AT-11A / SNB-1 (1941, 1941 ?, 1942)
- Boeing-Stearman Model 75 (1934)
- Cessna AT-17 Bobcat (1940)
- Kellett KD-1 (1937 # autogire)
- North American T-6 Texan (1937 # une multitude de variantes)
- Piper L-4 Grasshopper (1938 # 1941 pour l'armée)
- Stinson L-5 Sentinel (1942)
- Vultee BT-13 Valiant (1940)

### Planeurs
- Allied Aviation XLRA (1942 # prototype)
- Waco CG-4 Hadrian (1942)
- Waco CG-13 (1945)

## France - armée de terre

### Pistolets et revolvers
- Browning 10/22 (1922 en Belgique, 1945 en France # pistolet)
- SACM 1935A (1937 # pistolet)
- MAS 1935S (1940 # pistolet)
- Ruby (1903 ? # pistolet)
- Star (1914 en Espagne et en France # pistolet)
- MAS 1873 / 1874 (1873 et 1874 # revolvers)
- MAS 1892 (1892 # revolver)

### Fusils, mousquetons
- Berthier 1892 M16 (1916 # mousqueton)
  - Berthier Mle 07-15 M16 / M34 (1916, 1934 # fusils)
- Lebel M1886 / M27 (1887, 1934 # fusil)
  - Lebel M35 (1935 # mousqueton)
- MAS 36 / MAS 40 (1936, 1940 prototype # fusils)

### Pistolets-mitrailleurs
- MAS 38 (1938)
- ERMA EMP-35 (1938 en France # récupéré sur les républicains espagnols en exil en France)

### Mitrailleuses, Fusils-mitrailleurs

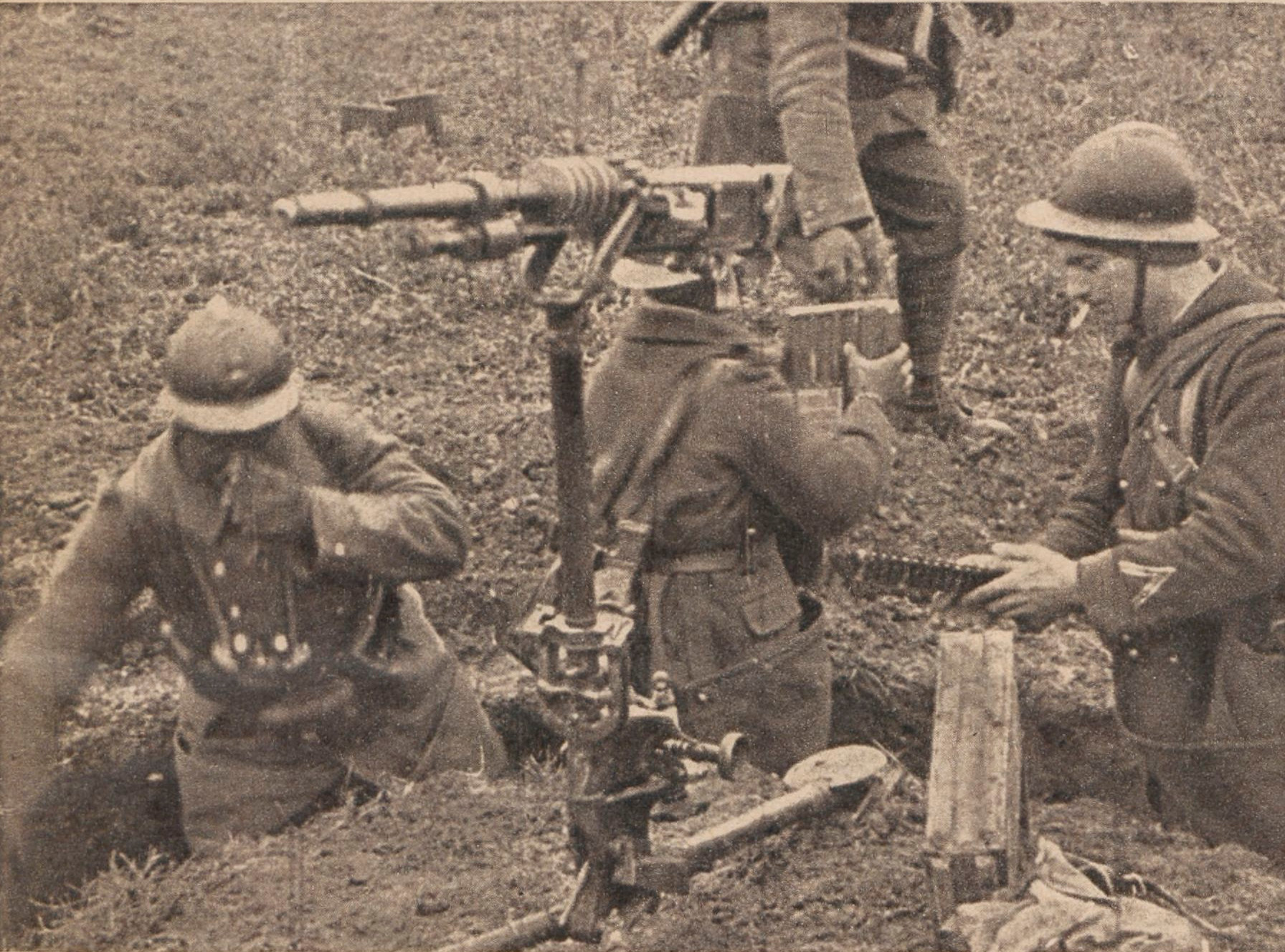
Mitrailleuse Hotchkiss 1914 servie par des tirailleurs sénégalais et des marsouins, fin 1939.

- Hotchkiss Mle 22 / 26 / 34 (1922, 1926, 1934, F.M. principalement destinés à l'exportation en calibres de 6,5 ; 7 ; 7,5 ; 7,92 mm)
- (8 mm) Chauchat (1915 # F.M.)
- (8 mm) Hotchkiss Mle 1914 (1914 # mitrailleuse)
  - (13,2 mm) Hotchkiss M30 (1930 # mitrailleuse de forteresse ou antiaérienne)
- (7,5 mm) Châtellerault 24/29 (1929 # F.M.)
- (7,5 mm) MAC 31 Reibel / MAC 34 (1931 et 1934 # mitrailleuses pour véhicules, avions, forteresses)
- (8 mm) Saint-Étienne Mle 1907 (1907 # mitrailleuse)

### Armes antiaériennes
- 13,2 mm Hotchkiss M1930 (1930)
- 25 mm Hotchkiss modèle 38 / modèle 39 (1938 et 1940 #[N 46])
- Bofors 40 mm (1932 en Suède, 1939 en France)
- 75 mm modèle 1924 (1925 # canon naval)
- 75 mm Schneider CA modèle 1917/1917-34/1936 (de 1917 à 1936)
- 75 mm modèle 1928/1932 (1928-1932)
- Canon de 90 mm modèle 1926/modèle 1939 (en) (1926/1939)

### Grenades
- F1 (1915 # grenade à main)
- OF 37 (1937 # grenade à main)
- VB (1914 # grenade à fusil)

### Autres (lance-flammes, mines, etc.)
- Ballon de protection (Première Guerre mondiale[N 47])
- Ligne Chauvineau (1939-1940 # fortifications)
- Ligne Maginot (1935 # fortifications)
- Ligne Weygand (1940 # ligne défensive)

### Mortiers
- 60 mm Mle 35 (1935)
- 81 mm Mle 27/31 (1931)
- 120 mm Brandt Mle 1935 (1935 # non-utilisé par l'armée française[N 48])

### Canons antichars / canons de forteresse

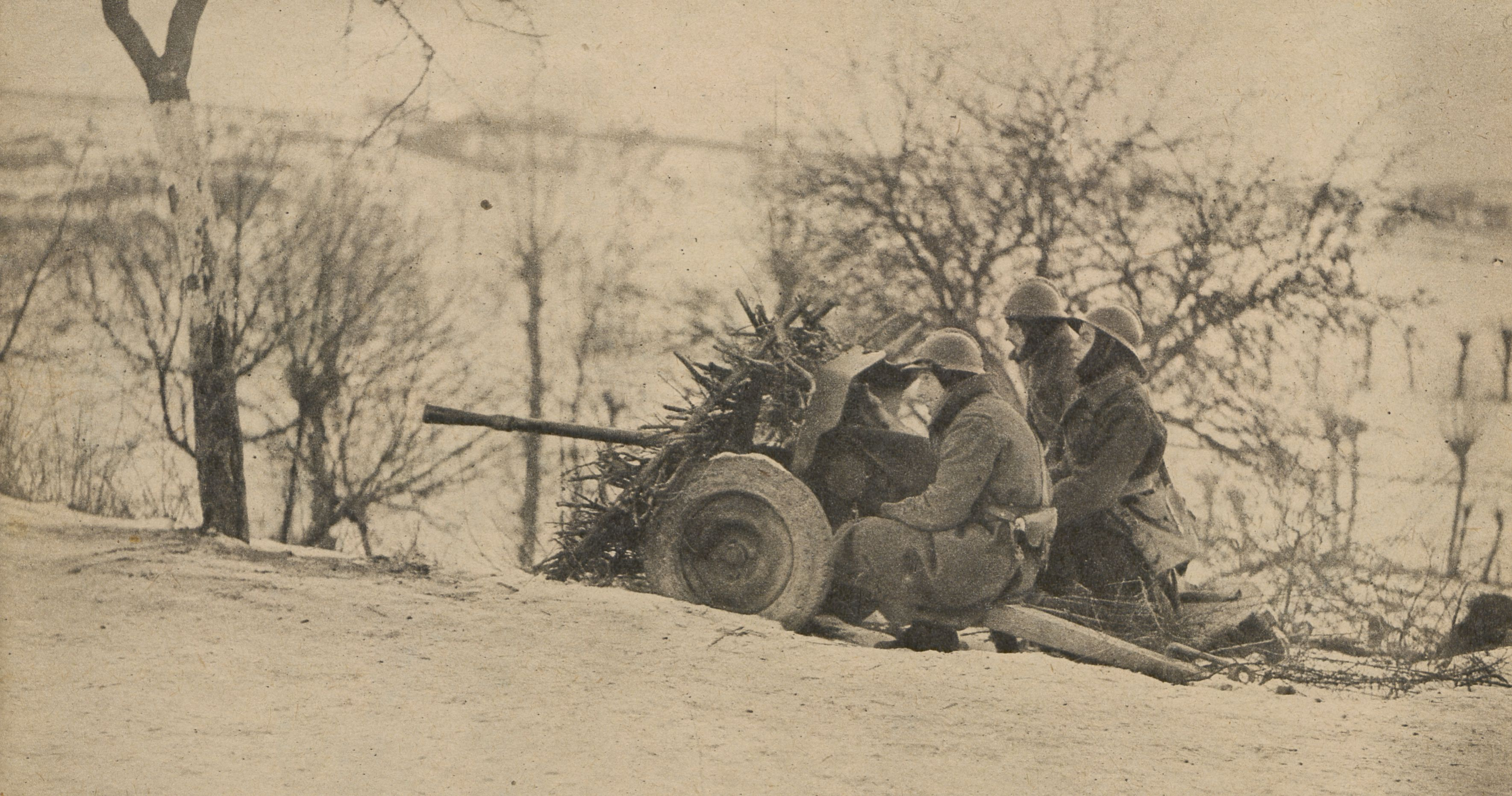
Canon antichar de 25 modèle 1934 en service en janvier 1940.

- 25 mm antichar SA-L Mle 1934 / Mle 1937 (1934, 1937)
- 37 mm AC Mle 1934 / Mle 1937 (1934, 1937)
- 47 mm Mle 1885 (1886 # de forteresse à partir de 1933)
  - 47 mm Mle 1902 (1902 # de forteresse à partir de 1933)
  - 47 mm AC Mle 1934 (1934)
  - 47 mm Mle 1937 APX (1937)
- 220 mm Mle 1880 (1880 # de forteresse[11])

### Artillerie légère ou de montagne
- 37 mm d'infanterie mle 1916 TR (1916)
- 65 mm de montagne mle 1906 (1906)
- 75 mm de montagne mle 1919 Schneider / Mle 1919-1928 (1919, 1928)
- 105 mm de montagne mle 1909 (en) (1909)
- 105 mm de montagne mle 1919 Schneider (en) (1919)

### Artillerie tractée

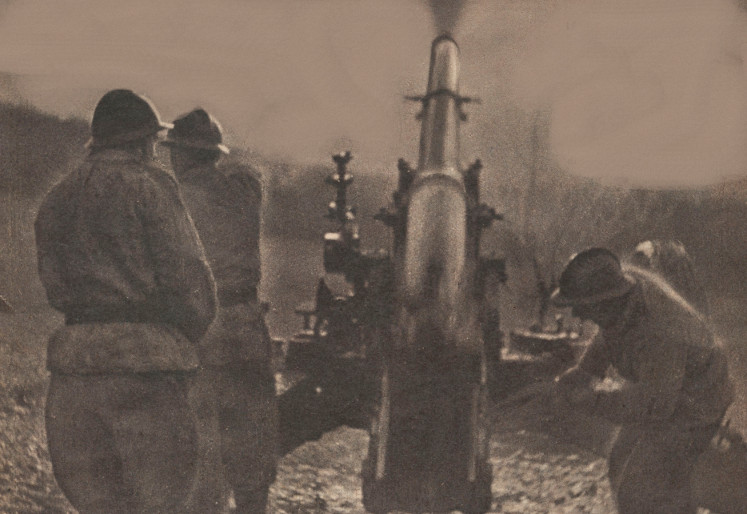
Artilleurs français servant un canon de 105 long modèle 1913 Schneider fin 1939.

- 75 mm Mle 1897 / modifié 1933 (1897, 1933 #[12])
- 75 mm Mle 1908 (1910 # quatre utilisés en artillerie côtière lors de la SGM)
- 105 mm L Mle 1913 Schneider (1914)
- 105 mm C Mle 1934 S (1934)
- 105 mm C Mle 1935 B (1935)
- 105 mm L Mle 1936 Schneider (1936)
- 120 mm L Mle 1878(1878)
- 155 mm C Mle 1917 Saint-Chamond (1917)
- 155 mm C Mle 1917 Schneider (1917)
- 155 mm L Mle 1877 (1877 #[N 49])
- 145 / 155 mm L Mle 1916 Saint-Chamond (1916, à partir de 1918 beaucoup sont réalésés au calibre 155 mm # 145 mm armata mle 1916 St. Chamond (pl))
- 155 mm L Mle 1917 Schneider (1917)
- 155 mm GPF / GPF-T (1917, 1939)
- 155 mm L Mle 1918 Schneider (1918)
- 220 mm court Mle 1916 (en) (1916)
- 220 mm long Mle 1917 (en) (1917)
- 240 mm L Mle 1884 (1917 #[N 50])
- 280 mm TR Mle 1914 (1916)

### Artillerie sur rail / Trains blindés
- 164 Mle 1893-96 TAZ (en) (1914)
- 194 Mle 1870-93 TAZ (en) (1915)
- 240 Mle 1917 TAZ (1917)
- 240 Mle 93/96 TAZ (en) (1918)
- 274 Mle 1917 à glissement (en) (1917)
- 293 Mle 1914 (1914)
- 305 Mle 1906-10 à glissement (en) (1919)
- 320 Mle 1870-30 à glissement (en) (1916)
- 320 (ex-305) Mle 1917 à glissement (en) (1917)
- 340 Mle 1893 à glissement (en) (1917)
- 340 Mle 1912 à glissement (en) (1918)
- 340 Mle 1912 à berceau (en) (1916)
- 370 Mle 1915 (en) (1915)
- 400 Mle 1915/1916 (1916/1918)
- 520 Mle 1916 (1918 # 1 en service)
- Trains blindés français[N 51]

### Artillerie automotrice
- 280 mm TR Schneider sur affût-chenilles St Chamond (en) (1919)
- 194 GPF (en) (1920)

- ARL V 39 (1939 # prototype)
- SOMUA SAu 40 (1940 # prototype)

### Artillerie côtière
- (145 ou 155 mm) Canon de 155 L modele 1916 Saint-Chamond (en) (1917)
- 270 mm Mle 1889 (1889)
- 340 mm L/45 Mle 1912 (1912 # 1922 en artillerie côtière)

### Chars
- B1 / B1 bis (1934 et 1937)
- FCM 2C (1921)
- FCM 36 (1938)
- FCM F 1 (1940)

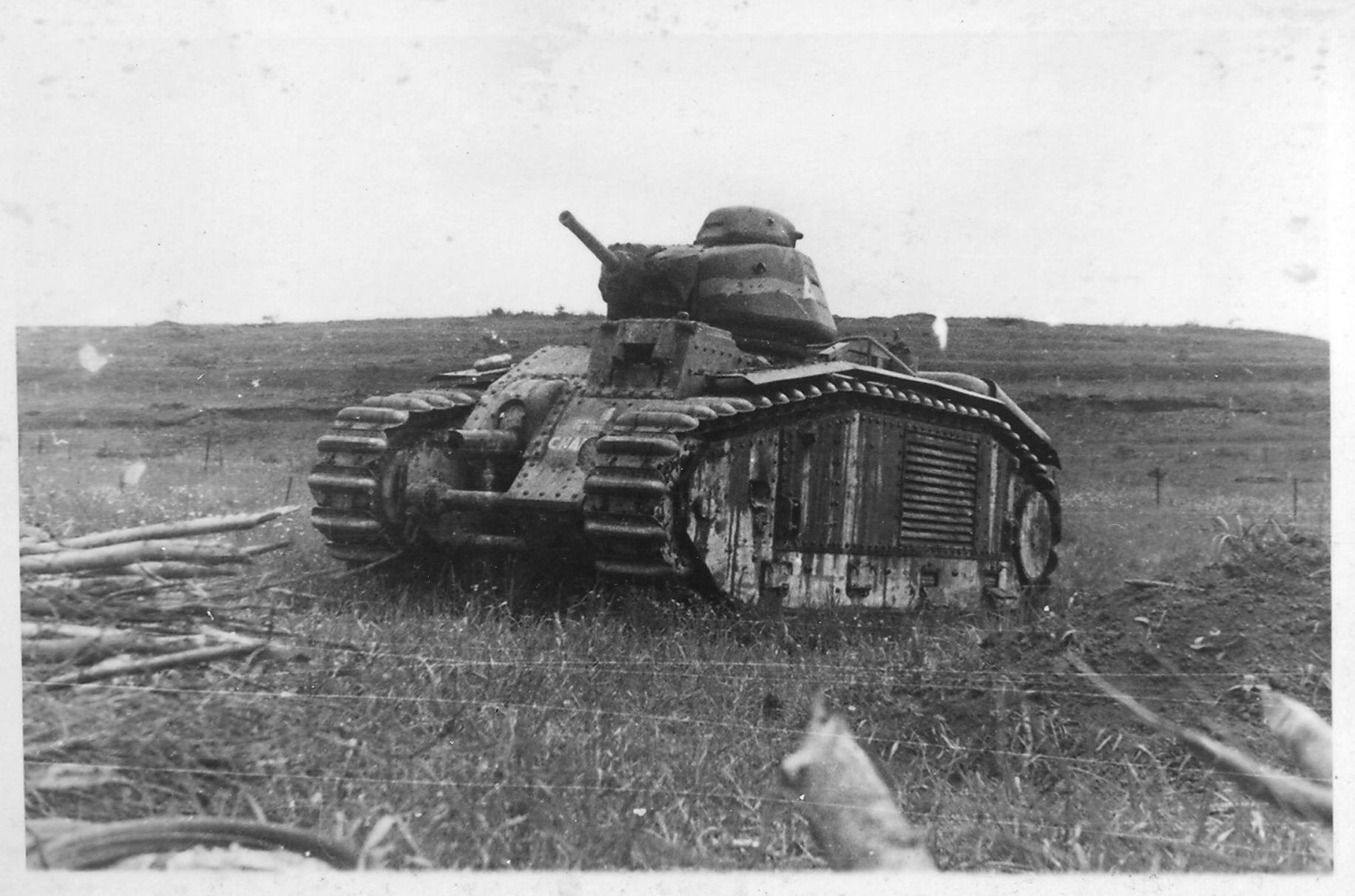
Un char B1 bis perdu en mai 1940.

- Hotchkiss H35 / H39 (1935 et 1939)
- Renault AMC 35 ACG-1 (1935)
- Renault D1 (1931)
- Renault D2 (1936)
- Renault FT (1918)
- Renault R35 / R40 (1936 et 1940)
- Somua S-35 (1936)
- Somua S-40 (1940 # projet)

### Chasseurs de chars
- Chasseur de char Lorraine (1940 # improvisation)
- Laffly W15 TCC (1940)

### Automitrailleuses
- AMR Schneider P16 (1928)

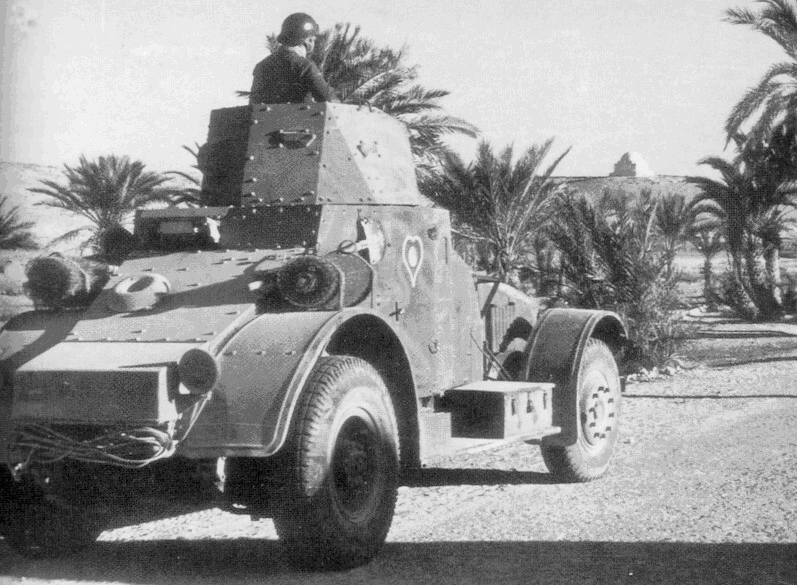
Une AMD Laffly 80 AM en service en juin 1940 en Tunisie.

- AMR Citroën-Kégresse P28 (1932 # en réserve)
- AMR Renault modèle 1933 (1933)
- AMR Renault modèle 1935 (1935)

- Automitrailleuse Peugeot modèle 1915 (en) (1915 # en réserve aux colonies)
- Automitrailleuse Renault modèle 1915 (1915 # en réserve au colonies)
- AMD White TBC (1918)
- AMD Panhard 165/175 (1931 # aux colonies)
- AMD Laffly type 50 AM (1932)
- AMD Laffly type 80 AM (1935 # aux colonies)
- AMD Panhard 178 (1935)
- AMD Chevrolet (es) (1937 # en réserve)
- AMD Laffly S15 TOE (1939 # aux colonies)

- AMC Renault modèle 1934 (1935 # aux colonies)
- AMC Somua 1938 (ru) (1939 # prototype)
- AM Gendron-Somua modèle 1939 (1939 # prototype)
- AM modèle 1940 P (1940 # prototype)
- CDM (1942 # prototype)

### Véhicules chenillés de soutien
- Citroën-Kégresse P4T (1926)
- Citroën-Kégresse P15 N (1930)
- Renault UE/UE 2 (1931/1939)
- Renault YS (1935)

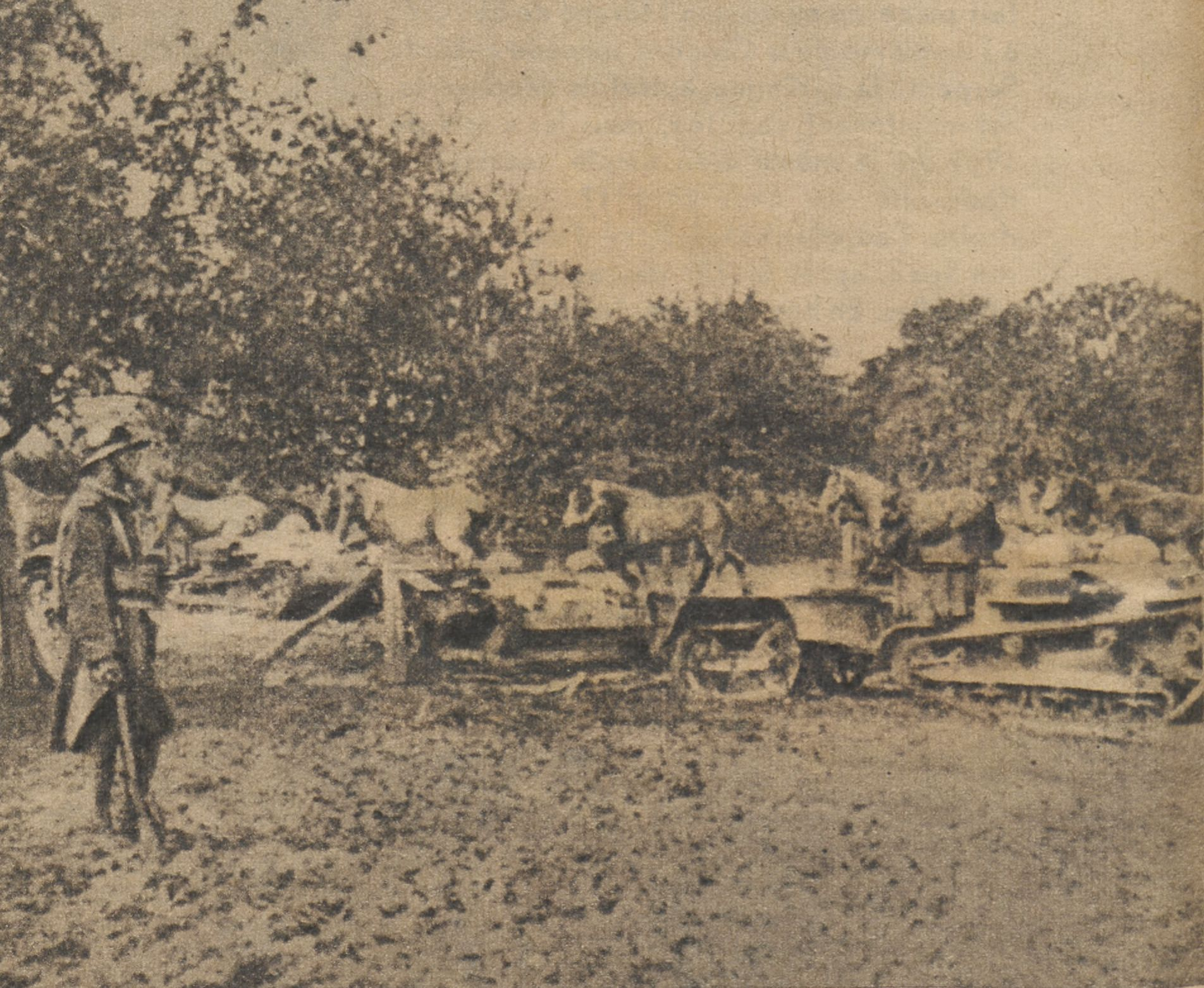
Chenillettes Renault UE devant des chevaux pendant l'offensive de la Sarre.

- Somua-Coder (it) (1939 # prototype de poseur de pont)
- Lorraine 37L (1937)

### Véhicules de transport de troupes
- Berliet VUDB (1930 # aux colonies)
- Citroën-Kégresse P19 (it) (1932)
- Citroën-Kégresse P104 (it) (1933 # aux colonies)
- Laffly S20 TL (1937)
- Lorraine 28 (it) (1937)

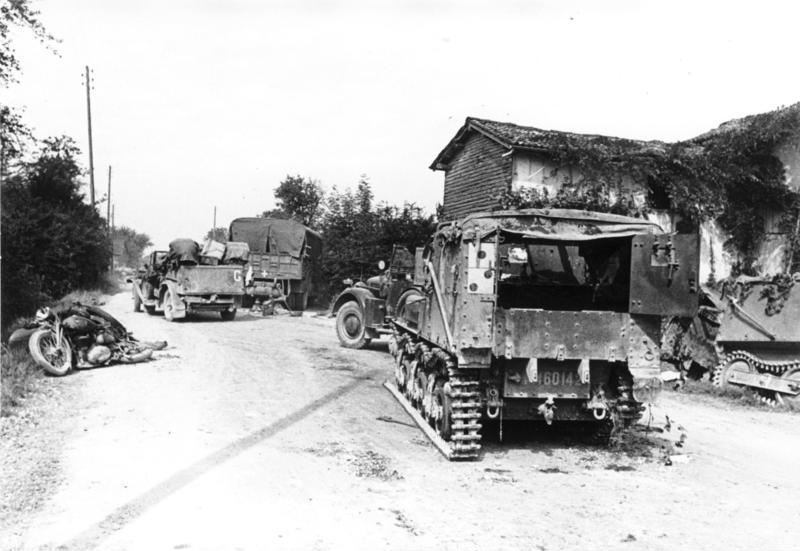
Une voiture blindée de chasseurs portés Lorraine 38L perdue en mai 1940.

- Lorraine 38L / 39L (1939 et 1939 prototype)
- Camion blindé Panhard 165 (1933 # aux colonies)

### Tracteurs d'artillerie et dépannage
- Berliet GDLS 30 (1939)

- Citroën-Kégresse P14 (it) (1930)
- Citroën-Kégresse P17 (1930)
- Laffly V10M (it) (1939 # prototype)
- Laffly S15T (1937)
- Laffly/Licorne V15T (1939)

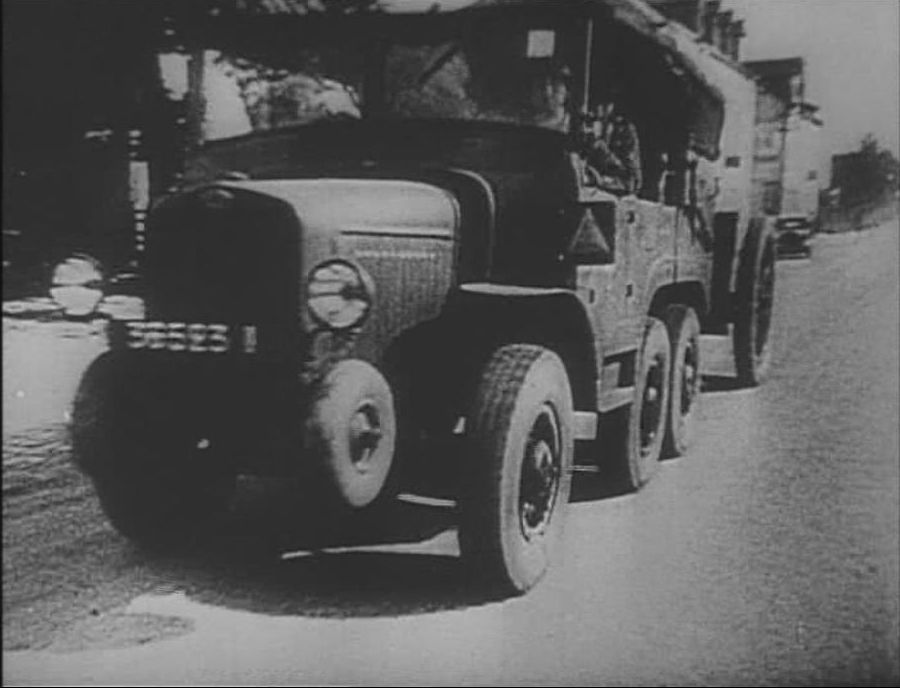
Un tracteur d'artillerie Laffly S15T en 1940.

- Laffly/Hotchkiss/Citroën W15T (1940)
- Laffly S25T (it) (1940)
- Laffly S35T (de) (1937)
- Laffly S45T (it) (1940)
- Latil M2 TZ (it) (1939)
- Latil M4 TX (1940 # prototype)
- Latil M7 T1/Z1 (it) (1940)
- Latil TAR (1916 # dont versions plus récentes)
- Latil TAR H2(1934)
- Latil TL/KTL (1928/1934)
- Renault EG (1914)
- Renault YI/YJ/YK (1934)
- Schneider CD (1917)
- Somua MCG (1932)
- Somua MCL (it) (1935)
- Citroën/Unic P107 BU (1937)
- Unic TU1 (1940)

### Camions, camionnettes
- Berliet CBA (1918 et versions plus récentes # dans l'artillerie portée)

- Berliet GDR/GDRA (1935/1939)

- Berliet VDCT/VDCN/VDCA (1936/1938/1939)
- Citroën type 32 (de) (1934)

- Citroën type 23 (1935)
- Citroën U45 (1938)
- Delahaye type 103 (1938)
- Delahaye type 140 (1938)
- Dodge VH-48 (1939 # États-Unis)
- Ateliers pour parc d'armée FAR (1939 # Chenard et Walcker)
- FAR type 22X (1938 # tracteur léger)
- Fiat SPA 38R (1939)
- Fiat 626 (1939)
- GMC ACK 353 (1939 # États-Unis)
- GMC AFWX 354 (1939 # porte-projecteur, États-Unis)
- Jeffery Quad (1915 # dans l'artillerie portée)
- Latil TL (1928)
- Latil FB 6/FSPB 4 (1935/1939)
- Latil H2B8 (1934)
- Latil M1BR (1936)
- Latil M2B3D (1936)
- Latil M2 TL6 (it) (1935)
- Matford F917WS (1939)
- Panhard K13 (1915 # dans l'artillerie portée)
- Panhard K91 (1937)
- Panhard K101/K128 (en) (1938/1939)
- Panhard K113 (1939)
- Panhard K125 (1937)
- Pierce-Arrow R (1918 # dans l'artillerie portée)
- Peugeot DK 5 (1939)
- Renault TI (1930 et versions plus récentes)
- Renault UD (1934)
- Renault ZI (1935)
- Renault ADH/ADK/ADR (en) (1936 # dont porte-chars...)
- Renault AGC/AGK/AGR/AGT (1937 # dont porte-chars...)
- Rochet-Schneider 420 VLES (1936 # dont porte-chars)

- Saurer B (1916 # dans l'artillerie portée)
- Saurer 3 CT1MI (1939)
- Studebaker K 25 (1939 # États-Unis)
- UNIC S27 (1939)
- White 704 S (1939 # États-Unis)
- White 920 citerne (1939 # États-Unis)

### Autocars
- Renault PN (1926 # transformé pour l'intendance en 1939)
- Renault TN 4 (1934 # transformé pour l'intendance en 1939)

- Renault ADJ/ADN (en) (1937)
- Renault AGC (1938)
- CGO type H (1918 # transformé pour l'intendance en 1939)

### Transporteurs de chars
- Berliet GPE 2/3/4 (1935/1937/1939)
- Porte-char Bernard (1939 # sur châssis Bernard DI 6C)

- Dewald KL 3 (1924)
- Laffly 120 CBL (1931)

- Pierce-Arrow R9 (1918 # Pierce-Arrow)
- Renault FU (1921)
- Renault MR (1926)
- Somua KB 3 (1928)
- Willème D9 (1928)
- Willème DW 12A (1935)

### Ambulances
- Citroën 11 UB (1939)
- Citroën TAMH (1939)
- Delahaye type 140 (1938)
- Delaunay-Belleville RH4U (1931)
- Laffly S15C (1936)
- Renault AFB (1936)
- Renault AGS (1936)

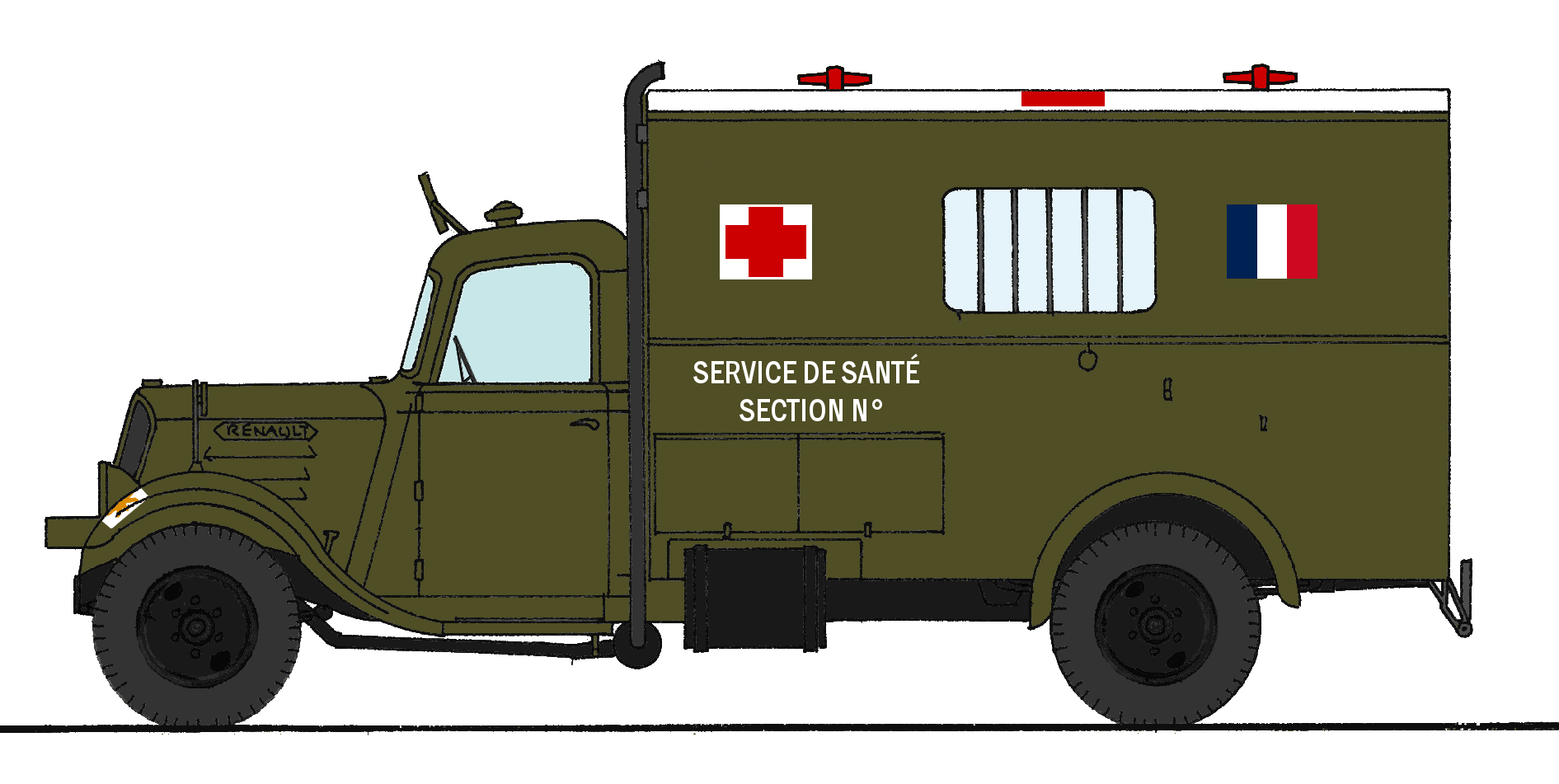
Ambulance AGC 3 en 1940.

- Renault AGC 3 (voiture sanitaire lourde) (1939)

### Voitures
- Berliet VURB 2 (1930 # liaison tous terrains)

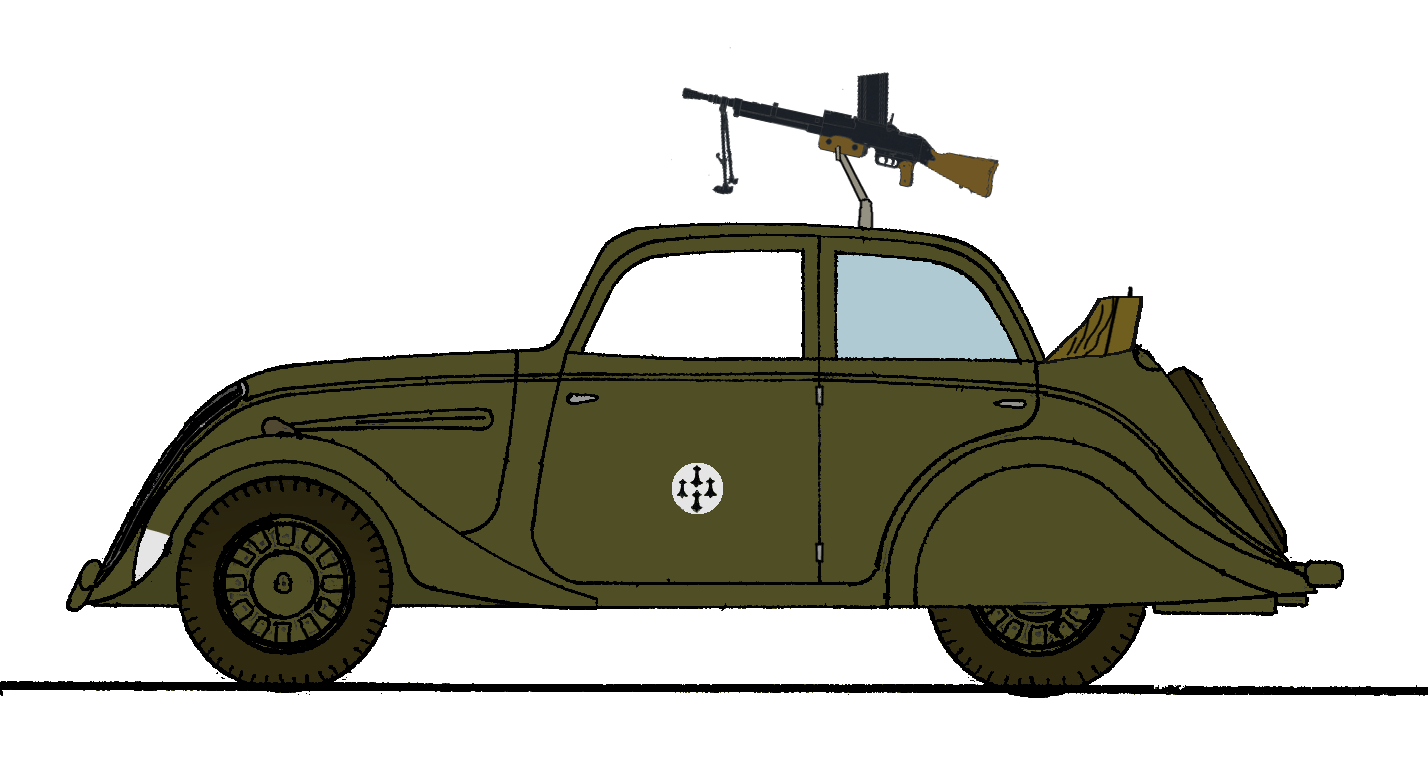
Peugeot 202 utilisée pour transporter des fusiliers normalement dotés de side-cars.

- Citroën Traction 11/11 BL (1938 # dont ambulances)
- Citroën-Kégresse P19 (it) (1931)
- Hotchkiss 600 (it) (1935)
- Hotchkiss 864 (it) (1939)
- Laffly S15R (1935 # liaison tous terrains)
- Laffly V15R (1938 # liaison tous terrains)
- Lorraine 72 (1934 # liaison tous terrains)
- Lorraine Tempo (1937 # liaison tous terrains)
- Lorraine 75 (1937 # prototype de liaison)
- Panhard et Levassor Dynamic (1939)
- Peugeot 202 (1939)
- Peugeot 402 (1938)
- Renault Primaquatre (1936)
- Renault Celtaquatre (1936)
- Renault Novaquatre (1938)
- Renault Vivaquatre (1936)
- Renault Vivastella (1936)
- Renault Viva Grand Sport (1937)
- Simca 5 (1939 # achat)
- Simca 8 (1939 # achat)
- Unic S20 (1939 # ambulance)

### Motos
- Ariel 350 (en) (1940)[13]
- Dresch 350 (1940)

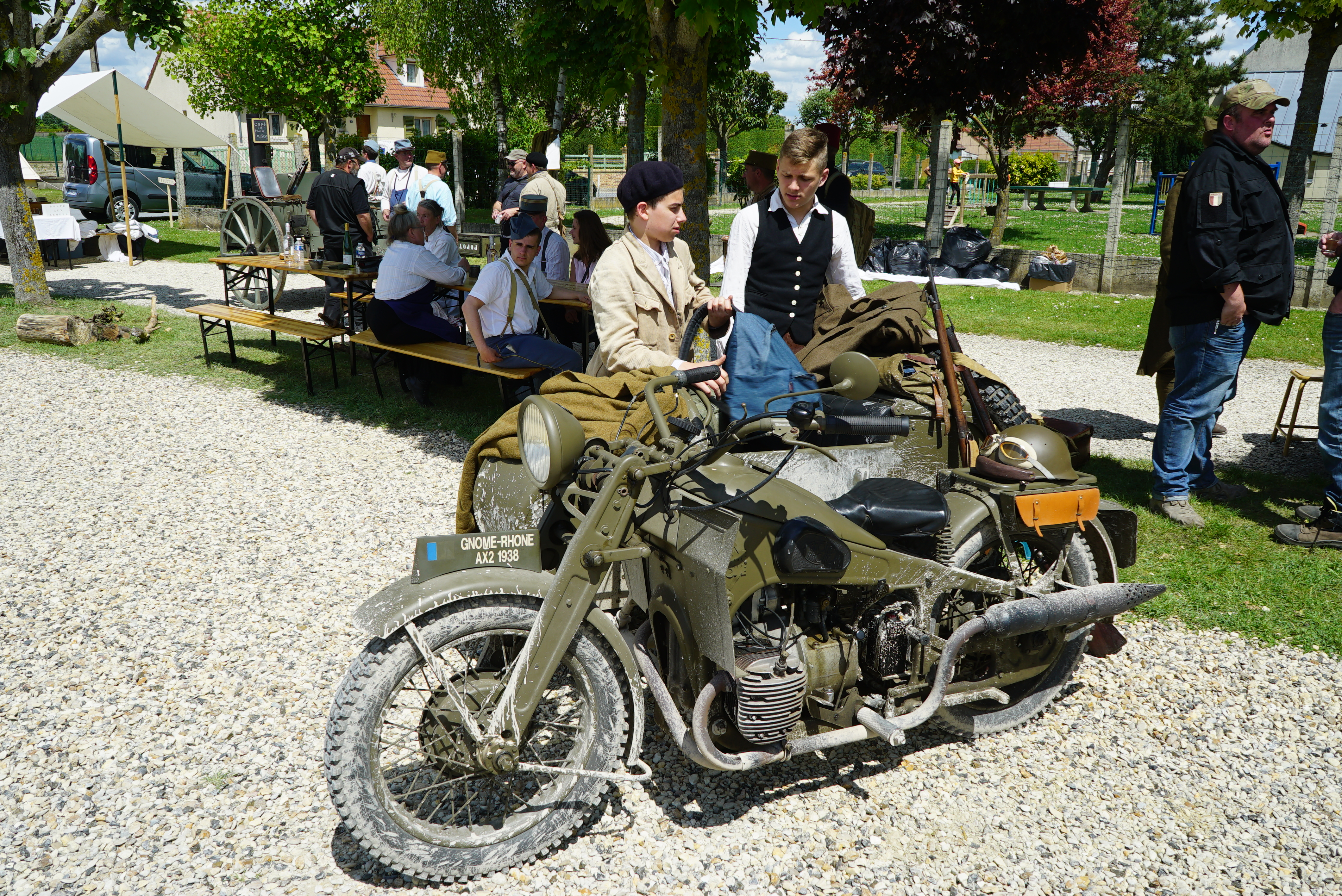
Une moto solo AX2 restaurée, en 2017.

- Gnome et Rhône Major/Supermajor (1939 # achat)
- Gnome et Rhône XA (1936 # side-car)
- Gnome et Rhône AX2 (1938 # side-car)
- Indian 340-B (1940 # side-car)
- Monet-Goyon type (K) S17 (utilisée en 1939 et 1940)
- Monet-Goyon 350 (1940)
- Monet-Goyon L5A (1935)
- Motobécane D5A (1938)
- Peugeot P53 (1939 # vélomoteur)
- Peugeot P107/P112 (1930/1936)
- René Gillet type G1 (1932 # side-car)
- René Gillet type K1 (1935 # side-car)
- René Gillet type L1 (1938 # side-car)
- Simca Sevitame (1939 # pré-série)
- Terrot 250 PUO (1939)
- Terrot HSTA/HDA (1934/1940)
- Terrot RATT/RDTT (1934/1938)
- Terrot RCMA/RGAS/RDA (1936 # side-car)
- Terrot VATT (1938 # side-car)
- Terrot 500 RDA (utilisée en 1939 et 1940 # side-car)
- Triumph 5SW (nl) (1940)[13]
- Velocette MAC (en) (1940 # une seule livrée)[13]

## France - aviation

Cocarde tricolore française.

### Chasseurs
- Arsenal VG 33 (1940)
- Arsensal VG 33-02 (VG 34) / VG 33-03 / VG 33-04 (VG 35) / VG 33-05 (VG 32) (1940 -projets ou prototypes)
- Arsenal-Delanne 10 (1940 -prototype)
- Blériot-SPAD S.510 (1936)
- Bloch MB.151 (1939)
- Bloch MB.152 (1940)
- Bloch MB.153 / MB.154 (1940 ~prototype et projet)
- Bloch MB.155 (1940)
- Bloch MB.156 / MB.157 (1940 et 1942 -projet et prototype)
- Bloch MB.700 (1940 -prototype)
- Bloch MB.800 (1940 -prototype)
- Caudron C.714 / C.715 Cyclone (1939)
- Curtiss H.75 Hawk (1938 aux États-Unis, 1939 en France)[N 52]
- Dewoitine D.500 / D.501 (1935)
- Dewoitine D.510 (1936)
- Dewoitine D.520 (1940)
- Dewoitine D.521 / D.522 / D.523 / D.524 / D.525 / D.530 / D.550 / D.551 / D.553 / D.554 (1940 - projets ou prototypes)
- Hanriot NC-600 (1940 -prototype)
- Koolhoven F.K.58 (1939 # fabriqué aux Pays-Bas pour la France)
- Loire 46 (1936)
- Morane-Saulnier MS.225 (1934)
- Morane-Saulnier MS.405 (1937)
- Morane-Saulnier MS.406 (1938)
- Morane-Saulnier MS.410 (1940)
- Morane-Saulnier MS.411 / MS.412 / MS.435 / MS.450 (1940 -projets ou prototypes)
- Morane-Saulnier MS.540 / Doflug D-3803 (1944 -Suisse)[N 53]
- Morane-Saulnier « Mörkö Moraani » (1943 -Finlande)[N 54]
- Nieuport-Delage NiD.622 (1931)
- Nieuport-Delage NiD.629 (1933)
- Potez 630 / 631 / 633 (1938)

### Chasseurs de nuit
- ANF Les Mureaux 113 CN2 / ANF Les Mureaux 114 CN2 (1933 -quatre prototypes)
- Potez 630 CN.2 No.1 (1940 -prototype)

### Bombardiers
- Amiot 140 M / 141 / 142 / 144 / 145 / 146 / 147 / 150 BE (de 1931 à 1937 # projets ou prototypes)
  - Amiot 143 (1935)
  - Amiot 340 / 350 / 352 / 353 / 355 / 356 / 357 / 358 / 400 / 370 (1939 et 1940 # projets ou prototypes)
  - Amiot 351 / Amiot 354 (1939, 1940)
- Bloch MB.130A / MB.130B / MB.130M (de 1933 à 1937 # projets ou prototypes)
  - Bloch MB.131 (1938)
  - Bloch MB.133 / MB.134 / MB.135 (1939 # projets ou prototypes)
  - Bloch MB.162 (1940 # prototype)
  - MB.170 (1938 # prototype)
  - MB.175 (1940)
  - Bloch MB.200 (1934 # uniquement utilisé pour l'entraînement en 1939)
  - Bloch MB.202 / MB.203 (1934 # prototypes)
- Farman F.222 (1937)
  - Farman F.223 (1937 # prototypes)
  - Farman F.223 n°4 (1937 ?)[N 55]
- LeO 206 / LeO 207 (1932)[N 56]
  - Lioré et Olivier LeO 451 (1938 # surnommé LeO 45)
- Martin 167F (1940 aux U.S.A, 1940 en France)
- Potez 540 (1935)
  - Potez 541 (1933 # prototype)
  - Potez 543 (1935)[N 57]

### Avions d'assaut
- Breguet Br.690 (1938 -prototype)
- Breguet Br.691 (1939 -prototype)
- Breguet Br.693 (1940)
- Breguet Br.695 (1940)
- Breguet Br.810 (1940 -projet)
- Loire-Nieuport LN 401 / LN 411 (1938)

### Avion polyvalent
- Potez 25 (1925)

### Autogire
- Lioré et Olivier LeO C-30 (1934)

### Avions de reconnaissance
- ANF Les Mureaux 115 / ANF Les Mureaux 117 (1935)
- Bloch MB.174 (1940)
- MB. 176 (1941)
- Bloch MB.177 / MB.178 (1940 -prototypes)
- Breguet Bre 27 ou Bre 270 (1930)
- Breguet 271 (1932)
- Dewoitine D.720 (1939 -prototype)
- Hanriot NC.530 (1939 -prototype)
- Potez 25 (1925)
- Potez 39 (1934)
- Potez 544 (1939 ~prototype)[N 58]
- Potez 367 / 63.11 (1938 et 1939)

### Avions de transport
- Bloch MB.81 (1934)
  - MB.160 (1937 ~prototype)
  - Bloch MB.201 (1935)
  - Bloch MB.220 (1936)[N 59]
- Farman F.223.4 (1937)[N 60]
- Farman F.224TT (1939 ?)
- Potez 65 / Potez 650 (1937)
- 40 / Potez 402 (1930 -prototypes)
- Potez 56 (1934)
- Potez 542 (1935)
- Potez 662 (1937)

### Avions d'entraînement ou de liaison
- Caudron C.270 Luciole / 272 / 275 (1931 ?)
- Caudron C.400 Phalène (1934 # 11 utilisés par l'Armée de l'air)[14]
- Caudron C.600 Aiglon
- Caudron C.635 Simoun (1935)
- Hanriot H.16
- Hanriot H.185
- Hanriot H.230 à 232
- Loire 501
- Maillet 201
- Morane-Saulnier MS.230
- Potez 33
- Potez 585

### Hydravions
- Breguet Bre 521 (1935)
- CAMS 37 (1926)
- CAMS 55 (1929)
- Gourdou-Leseurre GL-810 HY (1931)
- Latécoère 298 (1938)
- Latécoère Laté 302
- Latécoère Laté 523
- Latécoère Laté 611
- Levasseur PL.15 (en) (1933)[N 61]
- Lioré et Olivier LeO H-43 (1940)
- LeO H-257 (1933 -prototype)
- LeO H-257 bis (1936)
- LeO H-258 / LeO H-470 (1931 et 1937)[N 62]
- Loire 70
- Loire 130
- Loire 210
- Potez 452
- Potez-CAMS 141
- Lioré et Olivier LeO H-47
- SNCASE SE.200 (1942-1945 -prototype) Amphithitrite[réf. nécessaire]
- Potez-CAMS 161

## Finlande

### Pistolets
- Lahti L-35 (1935)

### Fusils, carabines et mousquetons
- (7,62 × 53 mm R) Mosin-Nagant M24 / M27 / M27rv / M28 / M28-30 / M39 / TaK85 (de 1927 à 1939[N 63])
- (20 mm) Lahti L-39 (1939 # fusil antichar)
- (6,5 x 55) Mauser 1896

### Pistolet-mitrailleur
- Suomi KP31 (1931)

### Mitrailleuses et Fusils-mitrailleurs
- PK M26 (1926)

### Canon antichar
- 47 mm Böhler M32 (1932 en Autriche)

### Artillerie / Artillerie automotrice
- 57 mm Hotchkiss (1885 en France #[N 64])
- (75 mm) 75 mm Gun M1917 (1918 aux États-Unis)
- (107 mm) 42-line field gun M1877 (en) (1877 en Allemagne et en Russie)
- (114 mm) BT-42 (1943 # canon d'assaut)
- (120 mm) long Mle 1878 (1878 en France)
- (203 mm) Obusier BL de 8 pouces Mk VI – VIII

### Canons antiaériens, véhicule antiaérien
- (40 mm) 40 ItK / 38 (1932 en Suède, 1933 en Finlande)
- (40 mm) Landsverk L-62 Anti II (en) (1942 en Suède # production entièrement destinée à la Finlande)
- (20 mm) Lahti L-40 (en) (1943 # nommé aussi 20 ITK 40 VKT)

### Chars
- Vickers 6-ton Mk. E (1928 en Grande-Bretagne #[N 65])
- T-28 capturé

### Autre
- Ligne Mannerheim (plusieurs phases de travaux jusqu'en 1939 # ligne fortifiée)

### Avions
- Fokker D.XXI (1938 aux Pays-Bas)
- Dornier Do 22 (1935 en Allemagne # hydravion # 4 exemplaires)
- Gloster Gauntlet (1935 en G.B.)
- Gloster Gladiator (1937 en G.B.)
- Marinens Flyvebaatfabrikk M.F.11 (en) (1932 en Norvège, 1940 en Finlande)
- Messerschmitt Bf 109 (1937 en Allemagne)
- Morane-Saulnier MS.406 (1938 en France # 30 exemplaires vendus à la Finlande en 1940, puis d'autres reçus des allemands après l'armistice de 1940)
  - Mörkö Moraani (1944 # [N 66])
- Myrsky II (1944)
- Svenska Aero Jaktfalken (1930 en Suède)
- Pyry (1939)

## Belgique
Voir Campagne des 18 jours pour une vue d'ensemble des forces belges et de leurs armes. La liste ci-dessous est non-exhaustive.

### Fusils, carabines
- (7,65 mm) Mauser modèle 1889 (1889 # fusil # plusieurs versions de fusils et carabines)
- (7,65 mm) Mauser FN 24 / 30 (1924, 1930)
- (7,65 mm) Lebel (1886 en France, mais calibre belge)

### Mitrailleuses, fusils-mitrailleurs
- (7,65 mm) FN 1930 / FN D (1930, 1932 # versions belges du Browning BAR)

### Pistolets
- Browning 10/22 (1922)
- Browning GP (1935)
- Browning M1903 (1903)

### Pistolet-mitrailleur
- (9 mm) Pieper Mitraillette 1934 (1934)

### Grenades
- Mills Bomb (1915 en Grande-Bretagne, plusieurs versions # à main)
- Vivien-Bessière (1914 en France # à fusil)

### Mortiers
- (50 mm) DBT (1934 # référence allemande : 5 cm GrW 201(b))
- Van Deuren 70 mm (1915)
- 81 mm Mle 27/31 (1931 en France)

### Canon antichar
- (47 mm) C.47 mm F.R.C. Mod.31 (1931)

### Canon antiaérien
- 75 mm FRC M27 (en) (1927)

### Artillerie
- (75 mm) 75 mm Mle 1905 TR (it) (1904 en Allemagne)
- (77 mm) FK 16 (1917 en Allemagne # livré en dédommagement à la Belgique après la PGM)
  - 75 mm Mle GPII (it) (1919 ?)
  - 75 mm Mle GPIII (it) (1919 ?)
- (105 mm) leFH 16 (1916 en Allemagne # 10,5 cm leFH 16 (it) # ... en dédommagement...)
  - (75 mm) 75 mm Mle GPI (it) (1919 ?)
- (105 mm) 10 cm K 17 (en) (1917 en Allemagne # ... en dédommagement...)
- (120 mm) 120 mm L Mle 1931 (1934)
- (150 mm) 150 mm K 16 (1916 en Allemagne # ... en dédommagement...)[N 67]
- (150 mm) 15 cm sFH 13 (en) (1913 en Allemagne # ... en dédommagement...)

### Véhicules
- Adler 2 Liter (de) (1938 en Allemagne # voiture)
- Brossel TAL (1938 # tracteur d'artillerie à roues[15])
- FN M12 (de) / FN 600 cm3 M86 (1937, 1936 # motos / side-cars)
- FN Tricar (1939 # véhicule à trois roues)
- Ford / Marmon Herrington (en) M28 (1928 # tracteur d'artillerie à roues, fabriqué en Belgique à 90 exemplaires)
- Gillet Herstal 350 cm3 AB38 / 600 cm3 AB36 / 707,6 cm3 720 AB (1938, 1936, 1937 # motos / side-cars)
- Saroléa 350 cm3 ASM / 600 cm3 type 37T6 / 600 cm3 38S6M / 1 000 cm3 type 38H (motos / side-cars)

### Chars / Véhicules blindés
- T-13 / T-13 Type II / T-13 Type III (1934, 1935, 1937 # chasseurs de chars)
  - T-15 (1935 # char léger)
- AMC 35 acg1 (1938 en France # char léger)

### Autres
- Fort d'Eben-Emael (1935)
- Ligne KW (1939)

### Avions d'entraînement
- Koolhoven F.K.56 (en) (1939 aux Pays-Bas)
- Morane-Saulnier MS.230 (1930 en France)
- RSV 22-180 (1927 ?)
  - RSV 26-180 (1927)
  - Stampe et Vertongen SV.5 Tornado (en) (1934)

### Avions de reconnaissance
- Fairey Fox (1926 en G.B.)
- Renard R.31 (1935)

### Avions de chasse
- Fiat CR.42 (1939 en Italie)
- Gloster Gladiator (1937 en G.B.)
- Hawker Hurricane (1937 en G.B.)
- Renard R.38 (1939 prototype)

### Avions polyvalents
- LACAB GR.8 (en) (1936 # prototype)
- Potez 33 (1928 en France)
- SABCA S.47 (1939 # prototype # Caproni Ca.335 (en))

### Avions de transport
- Fokker F.VII (1925 aux Pays-Bas)
- Savoia-Marchetti S.73 / Savoia-Marchetti SM.83 (en) (1935, 1938 en Italie)

### Bombardier
- Fairey Battle (1937 en G.B.)

## Luxembourg
Voir Histoire du Luxembourg pendant la Seconde Guerre mondiale pour une vue d'ensemble des forces luxembourgeoises et de ses armes. La liste ci-dessous est non-exhaustive.
Gewehr 98
- D'Schuster-Linn (1939 ? # ligne défensive)

## Norvège
- Krag-Jørgensen (1886 # fusil)
- (81 mm) 8.1 cm Bombekaster m/35 (1931 en France)
- (75 mm) 7,5 cm L/45 M/16 (1925 # canon antiaérien # 7.5 cm L/45 M/16 anti aircraft gun (en))
- (75 mm) 7,5 cm L/45 M/32 (1936 # canon antiaérien # 7.5 cm L/45 M/32 anti aircraft gun (en))

### Aviation
- Avro Anson (1936 en G.B.)

## Pays-Bas
Voir Bataille des Pays-Bas pour une vue d'ensemble des forces néerlandaises et de leur armement. La liste ci-dessous est non-exhaustive.

### Fusil
- (6,5 mm) Mannlicher M95 (1895 en Autriche-Hongrie)

### Pistolet-mitrailleur
- (9 mm) Pieper Mitraillette 1934 (1934 en Belgique)

### Mitrailleuses
- (6,5 mm) Schwarzlose (1905 en Autriche-Hongrie)
- (7,7 mm) Vickers (1912 en G.B.)
- (7,92 mm) MG 08 (1908 en Allemagne)

### Mortier
- (81 mm) Mortier van 8 Brandt M.27/31 (1931 en France)

### Canon antichar
- (47 mm) Böhler M32 (1932 en Autriche)

### Canon antiaérien
- (20 mm) Oerlikon (1927 en Suisse)

### Artillerie
- (75 mm) Krupp 7,5 cm Modèle 1903 (1904 en Allemagne)
- (120 mm) Bofors 12 cm M. 14 (en) (1914 en Suède)
- (149,1 mm) 15 cm sFH 13 (en) (1913 en Allemagne)

### Véhicules / Véhicules blindés
- DAF M39 (en) (1940 # VBR)
- Landsverk L-180 (nl) (1933 en Suède # VBR # versions L-180 et L-181)
- Trado (en) (1935 # camion ; tracteur d'artillerie)

### Avions
- Fokker C.V (1926 # reconnaissance)
- Fokker C.X (1933 # bombardier léger / reconnaissance)
- Fokker D.XXI (1940 # chasseur)
- Fokker D.XXIII (1939 # prototype # chasseur)
- Fokker G-1 Jachtkruiser (1940 # chasseur lourd)
- Fokker T.V (1938 # bombardier)
- Fokker T.VIII (1939 # hydravion bombardier-torpilleur)
- Koolhoven F.K.58 (1939 # chasseur # non-utilisé par les Pays-Bas)

## Pologne

### Pistolets
- (9 × 19 mm) Radom Vis 35 (1935)

### Fusils
- (7,92 × 57 mm) Kbk wz. 1898 (1898 en Allemagne)
  - Kb wz. 98a (en) (1922)
  - (7,92 × 57 mm) Kbk wz. 29 (1930)
- (7,92 × 57) Kbsp wz. 1938M (en) (1938)
- (7,92 × 107 mm) Karabin przeciwpancerny wz.35 (1935 # fusil antichar)

### Pistolets-mitrailleurs
- (7,62 × 25 mm TT ou 9 × 19 mm) Bechowiec (1943)
- (9 × 19 mm) Mors M1939 (1939)

### Mitrailleuse
- Ckm wz. 30 (en) (1931)

### Canon antichar
- (20 mm) Nkm wz.38 FK (en) (1938 # canon antichar ET antiaérien)
- Bofors 37 mm (1935 en Suède)

### Canon antiaérien
- 40 mm armata pzzeciwlotnicza wz 36 (1932 en Suède, 1936 en Pologne)

### Artillerie tractée / Artillerie côtière
- (100 mm) Canet 100 mm wz. 1891 (1891 en France, canon de navire / 1932 en Pologne, en défense côtière)
- (220 mm) 22 cm moździerz vz. 28 (pl) (1928 en Tchécoslovaquie)

### Trains blindés ⚒List of armored trains(en)🛠
- Danuta (pociąg pancerny) (pl) (1919)
- Śmiały (1918 en Autriche)

### Grenades
- Granat obronny wz.23 (pl) (1923 # à main)
- Granat zaczepny wz.24 (1924 # à main)
- Granat obronny wz.33 (pl) (1933 # à main)
- ET wz. 40 Filipinka (1942 # à main)
- R wz. 42 Sidolówka (1942 # à main)

### Mortiers
- Granatnik Łopuskiego (pl) (1944)
- Moździerz Mle 27/31 Brandt (1931 en France)

### Autres
- Zones fortifiées de Hel / de Wizna (1936, 1939)

### Chars / Véhicules blindés
- 7TP (1935 # char)
- Peugeot Mle 1915 (1915 en France # trois exemplaires en 1939)
- Samochód pancerny wz. 28 (pl) (1928)
- TK-3 / TKF / TKS (1931, ?, 1933 # chenillettes)
- Ursus WZ.29 (1929 # automitrailleuse)

### Véhicules / Tracteurs
- C2P / C4P / C7P (en) (1931 ?, 1936, 1934 # tracteurs)
- Polski Fiat 508/III (1935 # voiture)
- Polski Fiat 621 (1935 # camion)
- Sokół 1000 (en) (1933 # moto)
- Ursus A (1928 # camion)

### Avions de chasse
- (Państwowe Zakłady Lotnicze) PZL P.7 / PZL P.11 (1933, 1934)
  - PZL P.24 (1936 # non utilisé par la Pologne)
  - PZL.54 Ryś (en) (1939 # projet)

### Avions bombardiers / Attaque au sol
- PZL.23 Karaś / PZL.37 Łoś (1936, 1938)
- PZL P.38 Wilk (en) / PZL.46 Sum (1939 et 1938 # prototypes)
- PZL.48 Lampart (pl) / PZL.49 Miś (en) (1939 # projets)

### Avions d'observation
- RWD-14 Czapla / RWD-17 (1939)

### Avions d'entraînement ou de liaison
- PWS-26 / PWS-33 (en) (1937, et 1938 prototypes)
- RWD-8 / RWD-13 / RWD-15 (1934, 1935, 1939)

## Grande-Bretagne - armée de terre

### Pistolets, revolvers
- Enfield .38 (1936 ? # revolver)
- Smith & Wesson mod. 11 British Service (1936 aux U.S.A # revolver)
- Webley Mk IV (1923 # revolver)
  - Webley Mark VI (1915 # revolver)
- Welrod (1942)

### Fusils, carabines
- Boys (1943 # fusil antichar)
- De Lisle (1943 # carabine)
- Lee-Enfield SMLE (1904 # fusils, plusieurs versions)
  - Lee-Enfield n°4 Mk.I / n°4 Mk.I* (1941 et 1942 # fusils)
  - Lee-Enfield N°5 Mk.I Jungle carabine (1944 # carabine)
- Pattern 1914 Enfield (1914 # fusil)

### Pistolets-mitrailleurs
- Sten Mk.I / Mk.I* / Mk.II / Mk.III (1941)
  - Sten Mk.V (1944)
  - Sten Mk.IIS / Mk.VI (1943 ?)
- Lanchester Mk.I / Mk.I* (1941)

### Mitrailleuses, Fusils-mitrailleurs
- Besa (1939 # mitrailleuse uniquement montée sur véhicules)
- Bren (1935 # F.M.)
- (7,7 mm) Vickers Mk. I (1912)
  - (12,7 mm) Vickers .50 machine gun (1932)
- Vickers-Berthier (1925 # F.M.)
- Vickers K (de) (1935)
- Lewis Mark I

### Grenades à main et à fusil
- Hawkins grenade (en) (1942 # à main # antichar)
- No 36M Mk.I Mills bomb (1936 # à main # antipersonnel)
- No. 68 AT grenade (en) (1940 # à fusil # antichar)
- No 74 ST Sticky bomb (1942 # à main # antichar)
- No 82 Gammon bomb (1943 # à main # antichar ou antipersonnel)

### Mines
- A.P. and Anti-Tire Mine (en) (année ? # antipersonnel et anti-pneu)
- A.P. Shrapnel Mine (en) Mk. I / Mk. II / Mk. III (années ? # antipersonnel # la Mk. III est une mine bondissante)
- A.T. Mine E.P. Mark II (en) / A.T. Mine E.P. Mark V (en) / A.T. Mine E.P. Mark VI (en) (années ? # antichars)
- A.T. Mine G.S. Mark II (en) / Mk. III / Mk. IV (1942 ? # antichars)
- A.T. Mine G.S. Mark V (en) (1943 # antichar)

### Autres (lance-flammes, mortiers, bombes, etc.)
- Bouncing bomb (1943 # bombe spéciale, rebondissante)
- Chain Home / Chain Home Low / AMES Type 7 (1937, 1939, 1941 # radars)
- Covenanter Bridgelayer (deux modèles # année ? puis 1944 # Char porte-pont)
- GL Mk. I radar (en) (1939 # radar de guidage de l'artillerie antiaérienne)
- Grand Slam (1945 # bombe de 10 tonnes)
- Lifebuoy Mk. I / Mk. II (1943 # lance-flammes portables)
  - Flame-Thrower Harvey (1940 # lance-flammes sur roues)
  - Lagonda (1940-1942 ? # plusieurs modèles de lance-flammes)
- Maunsell Forts (1942)
- Naval Land Equipment (1939 # machine à creuser des tranchées)[N 68]
- Outward operation (1942-1944)
- Panjandrum (1943 # prototypes de roues explosives)
- PIAT (1943 lance-projectile antichar)
- Welbike (1943 # officiellement "Motor Cycle, Solo, 98 cc" # moto pliable pour parachutiste # surnommée aussi "Parascooter")

### Mortiers
- (50,8 mm) Two-inch mortar (en) (1937 ?)
- (81 mm) Stokes mortar (1915)
- (81,2 mm) Ordnance ML 3 inch Mortar (1931 ?)

### Voitures
- Humber Snipe / Humber Super Snipe / Humber 4RM staff car (1940 pour les versions militaires)
- Humber Heavy Utility staff car (1944 ?)

### Motos
- BSA M20 (1937)
- Royal Enfield WD/C (1940)
- Indian Scout 741 (moto # 1942 aux États-Unis)

### Camions
- Albion CX6N (1940)
- Bedford OY (en) (1939)
- ERF C14 / 2C14 (1933 et 1939)
- Guy FBAX (année ?)
- Leyland Hippo (en) (1929)
- Leyland Retriever (en) (1939)

### Tracteurs
- AEC Matador (1938)
- Albion CX22S (en) (1943)
- Bedford BT 6 Traclat (1945 # 6 prototypes # nommé aussi Vauxhall B.T. Three-Quarter track Traclat)
- Guy Quad-Ant (1938[16])
- Morris C8 (1939)
- Morris CDSW (1935)
- Scammel Pioneer R100 / TRCU 20 / TRMU 30 (1935, 1937, 1937)

### Transports de troupes / Véhicules spéciaux blindés
- Bison (1940)
- Carden Loyd tankette (1929)
- Carrier / Universal Carrier (1935 et 1940)
- Guy Lizard (en) (1940)
- Kangaroo (1944)
- Leyland Beaver-Eel (en) (1940)

### Automitrailleuses
- AEC Armored Car (en) (1941)
- Alvis-Straussler AC3 (1937)
- Coventry armoured car (1944 # non-utilisé au combat lors de la WW2)
- Crossley 6 × 4 (1931)
- Crossley 6 × 6 Medium (1929 ? # trois prototypes utilisés comme véhicules écoles en 1939-1940)
- Daimler Dingo (1941)
- Fordson Armored Car (1940 ?)
- Guy Armoured Car (1939)
- Humber Scout Car (1941)
- Lanchester Armored Car (1931)
- Morris CS9 (1938)
- Rolls-Royce (1914, 1920, 1924)
- T17E1 Staghound (1942 aux États-Unis, 1943 au R.U.)
- Vickers Crossley Armored Car (1923)[N 69]
- Vickers Morris Armored Car (1931)

### Véhicules amphibies / Péniches de débarquement
- Landing Craft Assault (L.C.A.) (1939 # nommé A.L.C. avant juillet 1942)
- Landing Craft Mechanized (L.C.M.) (1924)
- Landing Craft Tank (L.C.T.) Mk I à Mk VIII (1940 à 1944)
  - Landing Ship Medium (L.S.M.) (1944)
  - Landing Ship Tank (L.S.T.) (1942)
- Landing Vehicle Tracked (LVT) (1941 aux États-Unis)

### Canonsantichar
- Ordnance QF 2 pounder (1936)
- Ordnance QF 6 pounder (1942)
- Ordnance QF 17 pounder (1943)

### Canons antiaériens, véhicules antiaériens
- (20 mm) Oerlikon S (1927 en Suisse, 1939 en G.B.)
- (20 mm) Polsten (pl) (1944)
  - (20 mm) Centaur AA Mk. I /Mk. II (1944 ? # véhicules AA)
  - (20 mm) Crusader III, AA Mk. II / Mk. III (1944 # véhicules AA)
- (40 mm) Bofors (1932 en Suède, 1939 au R.U.)
  - (40 mm) Crusader III, AA Mk. I (1944 # véhicule AA)
- (40 mm) QF 2-pounder Mk. VIII naval gun (1930 # canon de navire)
- (47 mm) QF 3-pounder Vickers (en) (1905 #[N 70])
- (76,2 mm) Batterie Z (1940 # lance-roquettes)
  - (76,2 mm) QF 3-inch 20 cwt (1914)
- (94 mm) QF 3.7-inch AA gun (1937)
- (113 mm) QF 4,5-inch Mk. II AA gun (1939)

### Artillerie tractée
- (75 mm) 75 mm Gun M1917 (1918 aux États-Unis)
- (76,2 mm) Projector, Rocket 3-inch, No 8 Mk.1 « Land Mattress » (1944 # lance-roquettes # Land Mattress)
- (84 mm) Ordnance QF 18-inch (1904)
- (87,6 mm) Ordnance QF 25 pounder Mk.I / Mk.II (1939 ? et 1940 ?)
- (114 mm) QF 4.5-inch howitzer (en) (1910)
- (114 mm) BL 4.5-inch medium field gun (1940)
- (127 mm) BL 60-pounder gun (en) (1905)
- (140 mm) BL 5.5-inch medium gun (1941)
- (152,4 mm) BL 6-inch 26 cwt howitzer (en) (1916)
- (182,8 mm) BL 7.2-inch howitzer Mk.I / II / III / IV / V / VI (de 1940 à 1944)
- (203,2 mm) BL 8-inch howitzer Mk VI - VIII (en) (1916)

### Artillerie automotrice / Artillerie automotrice d'appui
- (95 mm) Alecto (1945 # prototype)
- (87,6 mm) Bishop (1942)
- (95 mm) Centaur Mk. IVD CS (1944)
- (76,2 mm) Churchill Mk. II CS (année ? # non-utilisé au combat)
  - (290 mm) Churchill Mk. III Avre Petard (1944)
  - (95 mm) Churchill Mk. V / Mk. VII (1944, 1944 ?)
- (76,2 mm) Matilda II CS (1939 ?)
- (87,6 mm) Sexton (1943)

### Artillerie sur rail / Trains blindés
- (234 mm) Ordnance BL 9.2-inch (1915)
- (305 mm) BL 12-inch railway howitzer (en) (1916)
- (343 mm) BL 13.5-inch Mk V « Gladiator » / « Piece Maker » / « Scene Shifter » (1940)
- Trains blindés britanniques (les anglais utilisèrent plusieurs trains blindés # List of armored trains (en))

### Artillerie côtière
Source
- (47 mm) QF 3-pounder Hotchkiss (1886 en France, ? en G.B.)
- (100 mm) BL 4-inch Mk VII (1908)
- (101,6 mm) BL 4-inch Mk IX naval gun (1917)
  - (101,6 mm) QF 4-inch naval gun Mk V (1914)
- (133 mm) QF 5.25-inch naval gun (1940 # 1942 en utilisation terrestre)
- (140 mm) BL 5.5-inch Mk I naval gun (en) (1913 # 1940 en utilisation terrestre)
- (152,4 mm) BL 6-inch Mk VII naval gun (en) (1901)
  - (152,4 mm) BL 6-inch Mk XII naval gun (1914)
- (190 mm) BL 7.5-inch Mk VI naval gun (1919)
- (203 mm) BL 8-inch Mk VIII naval gun (1927)
- (234 mm) BL 9.2-inch Mk IX / Mk X naval gun (1899)
- (343 mm) « Bruce » (1942 # canon expérimental à hypervitesse stratosphérique)
- (356 mm) BL 14-inch Mk VII « Pooh » / « Winnie » (1940)
- (381 mm) BL 15-inch Mk I naval gun (1915)
- (457 mm) BL 18-inch Mk I naval gun (en) (1918 # en 1940, un tube est monté sur la batterie « Pooh »)

### Chars
Source
- A24 Cavalier (1942)
- A27L Centaur Mk. I / Mk. III (1942)
- A30 Challenger (1944 # à ne pas confondre avec le chasseur de char A30 Avenger)
- A33 Excelsior (1942 # prototype)
- Centurion Mk. I (1945 # prototype # mis en service en 1946)
- Churchill Mk. I / Mk. II / MK. III / MK. IV (1941, 1941, 1942, 1942)
  - Churchill Mk. IV NA75 / Mk. VI / Mk. VII (1943, 1943, 1944)
  - Black Prince (1945 # prototype)
- Comet (1944)
- Cromwell Mk. I / Mk. IV / Mk. VII (1943, 1944, 1944)
- Cruiser Mk. I / Mk. IV (1937, 1938)
  - A13 Mk III Covenanter (1939)
  - Crusader Mk. I / Mk.II / MK. III (1940, 1940, 1942)
- M3 General Grant (1941 aux États-Unis, 1942 en G.B.)
- Sherman Firefly (1944)
- Matilda Mk.I / Mk.II (1936 et 1939)
- Mk.VII Tetrarch (1938)
- TOG (de 1939 à 1943 # prototypes)
- Valentine Mk. I / Mk. II / Mk. III / Mk. IV (1940, 1940, 1941, 1941)
  - Valentine Mk. V / Mk. VIII / Mk. X / Mk. XI (1941, 1942, 1943, 1943)
- Vickers 6-ton / Vickers Mk.E (1932 # non-utilisé par la G.B.)
  - Vickers Medium Mark I (en) (1924 # non-utilisé lors de la SGM)
  - Vickers Medium Mark II (1935)

### Chasseurs de char
- A30 Avenger (1945 # non-utilisé lors de la Seconde Guerre mondiale)
- Achilles (1944 # 17pdr SP Achilles (en))
- Archer (1943)
- Deacon (1943)

## Grande-Bretagne - aviation

Cocarde de la Royal Air Force.

Source

### Chasseurs
- Blackburn B.25 Roc (1939)
- Boulton Paul .82 Defiant (1939)
- De Havilland Mosquito F Mk II (1941)
- Fairey Firefly (1943)
  - Fairey Fulmar (1940)
- Gloster F.9/37 (1939 # prototype)
  - Gloster Gladiator (1937)
  - Gloster Meteor Mk.I / Mk.III (1944 et 1945)
- Hawker Hurricane Mk.I / Mk.IIA (1937 et 1940)
  - Hawker Sea Hurricane Mk.IA / Mk.IB / Mk.IC / Mk.IIC (1941 ?, 1941, 1942, 1942)
  - Hawker Tempest (1944)
- Supermarine Seafang (1945 - prototype)
  - Supermarine Spiteful (1944 ~ prototype)
  - Supermarine Spitfire Mk.I / Mk.II / Mk.V / Mk.VI / MK.VII / Mk.VIII (1938, 1940, 1941, 1941, 1942, 1943)
  - Supermarine Spitfire Mk.IX / Mk.XII / Mk.XIV / Mk.XVI / Mk.XVIII (1942, 1943, 1944, 1944, 1945 prototype)
  - Supermarine Spitfire Mk.XXI / Mk.XXII / Mk.XXIII / Mk.XXIV (1945, 1945, 1945 prototype, 1945 prototype)
- Westland Whirlwind (1940)

### Chasseurs de nuit
- Bristol 156 Beaufighter Mk.IF / Mk.IIF / Mk.VIF (de 1941 à 1943 ?)
- De Havilland Mosquito NF Mk II / NF II Special / NF Mk XII / NF Mk XIII (1942, 1942, 1942, 1943)
  - Mosquito NF Mk XV / NF Mk XVII / NF Mk XVIII / NF Mk XIX / NF Mk 30 (1943 ?, 1943 ?, 1943 ?, 1943 ?, 1944)

### Avions d'attaque au sol/ Bombardiers légers
- Bristol Brigand (mis en service en 1946)
- De Havilland Mosquito FB Mk VI / FB Mk XVIII (1943, 1943 ?)
- Fairey Battle (1937)
- Hawker Hurricane Mk.IIB / Mk.IIC / Mk.IID / Mk.IV (1941, 1941, 1942, 1942)
- Hawker Typhoon (1941 #[N 74])
- Vickers 287 Wellesley (1937)

### Bombardiers
- Armstrong Whitley Mk I à Mk V (en 1937 et 1938)
- Avro Manchester Mk I / Mk IA (1940)
  - Avro Lancaster B 1 / B 1 Special / B 1 (FE) / B II / B III / B III Special (de 1942 à 1945)
  - Avro Lincoln (1945 # non-utilisé lors de la SGM)
- Boulton Paul P.75 Overstrand (1934)
- Bristol Blenheim Mk I / Mk.IV (1937, 1939)
  - Bristol Buckingham (1944)
- Douglas Boston / Havoc (1939 aux États-Unis, 1940 en G.B.)
- De Havilland Mosquito Mk.IV / B Mk IV / B Mk IX / B Mk XVI (1942, 1943, 1943, 1944)
  - Mosquito B Mk 35 (1945 # non-utilisé lors de la SGM)
- Handley Page Halifax (1940)
  - Handley Page Hampden (1938)
  - Handley Page Harrow (1937)
- Martin 167B / Maryland Mk.I / Mk.II (1940 aux États-Unis, 1940 en G.B.)
- Short Stirling Mk. I / Mk. III (1940, ?)
- Vickers Wellington Mk. I / Mk. II / Mk. III (1938, 1939, 1941 # huit versions de bombardiers au total ; plus d'une dizaine de versions autres)
  - Vickers Warwick Mk. I (1942 # non-utilisé au combat)

### Planeurs
- Airspeed AS.51 Horsa (1941)
- General Aircraft GAL 48 Hotspur (1940)
- General Aircraft GAL 49 Hamilcar (1943 en service effectif)

### Avions de transport
- Armstrong Whitworth Albemarle (décembre 1941)
- Avro type 685 York (1944)
- Bristol Type 130 Bombay (1939)
- De Havilland DH.86 Express (1934 # 1939 pour l'armée)
- Douglas C-47 Dakota Mk.I / Mk. III (1941, 1942 aux États-Unis)
  - Dakota Mk. IV (1942 ? aux États-Unis)
- Handley Page Harrow (1937 # 1939 comme avion de transport)
- Short Stirling Mk. IV / Mk. V (1943, 1945)
- Vickers Warwick C Mk. I / C Mk. III (1942, ?)

### Avions torpilleurs et antinavires
- Armstrong Whitley Mk VII (1941)
- Blackburn B.6 Shark (1934)
- Blackburn B.24 Skua (1938)
- Blackburn B.26 Botha (1939)
- Blackburn B.37 Firebrand TF Mk. I / TF Mk. II / TF Mk. III (1943 # non-utilisés au combat)
  - Firebrand TF Mk. IV (1945 # non-utilisé lors de la SGM)
- Bristol 152 Beaufort (1939)
- Bristol 156 Beaufighter Mk.IC / Mk.VIC / Mk.VI (ITF) / Mk.X / Mk.XIC (1941 ?, 1942, 1942 ?, 1943 ?, 1943 ?)
- De Havilland Sea Mosquito TR Mk 33 (entré en service en 1946)
- Fairey Albacore (1940)
  - Fairey Barracuda (1943)
  - Fairey Swordfish (1936)
- Vickers Warwick (1942 # deux versions ASM ; cinq versions de secours en mer)

### Hydravions
- Fairey Seafox (1937)
- Short S.25 Sunderland (1938)
- Saro London (1936)
- Supermarine Sea Otter (1943)
  - Stranraer (1937)
  - Walrus (1935)

### Autogires
- Cierva C.30 (1934)
- Hafner Rotabuggy (1943 # prototype)

### Avions de reconnaissance
- Avro Lancaster PR 1 / GR 3 (1943 ?, 1943 ?)
- De Havilland DH.98 Mosquito PR Mk.I / PR Mk.IV / PR Mk.VIII / PR Mk.IX / PR Mk.XVI (1941, 1942, 1942, 1943, 1943 ?)
  - De Havilland DH.98 Mosquito PR Mk.32 / PR Mk.34 / PR Mk.34A (1944, 1944, 1945)
- Hawker Hurricane Mk.I / Mk.II / Tac R (tous en 1941 ?)

### Avions d'entraînement ou de liaison
- Airspeed As. 10 Oxford (1937)
- Avro Anson (1936)
- Bristol Buckmaster (1945)
- De Havilland DH.82 Tiger Moth (1932)
  - De Havilland DH.88 (1934 # ne semble pas avoir été utilisé lors de la WW2)
  - De Havilland D.H.89 Dragon Rapide (1939)
  - De Havilland Mosquito T Mk III (1943 ?)
- Fleet Fort (1941)
- Hawker Nimrod (1933 # remorqueur de cible)
- Miles M.9 Master (1939)
- Miles M.25 Martinet (1942)
- Miles M.38 Messenger (1943)
- Percival Practor (1940)
- Westland Lysander (1938)

## Commonwealth
- AC I Sentinel / AC III / AC IV (1942 # Australie # chars)
- (50,8 mm) Two-inch mortar (en) (1937 ? en G.B. # utilisé par l'ensemble du Commonwealth)
- (152,4 mm) Canon de marine de 6 pouces BL Mk XI (1906 en G.B. # artillerie côtière en Australie et Afrique du Sud)
- Browning GP (1935 en Belgique, réglementaire au Canada # pistolet)
- Bedford CMP / Ford F8 CMP / F15 / F60 (de 1940 à 1944 # Canada # camions # Canadian Military Pattern truck (en))
- Marmon-Herrington Armoured Car (en) (Afrique du Sud # de 1940 à 1944, plusieurs modèles)
- Mk. VIII « Liberty » (1918 aux États-Unis, jamais au Canada[N 75])
- Owen Mk.I (1942 # Australie # pistolet-mitrailleur)
  - Owen Mk. II (1942 # prototype, 200 exemplaires pour essais)
- RAM (1941 # Canada # char)
- Renault FT 17 (1917 en France, 1918 aux États-Unis, 1939 au Canada # voir note sur le char Mk. VIII « Liberty »)
- RAM Kangarou (1944 # Canada # VTT)
- Skink anti-aircraft tank (en) (1944 # Canada # char antiaérien)
- Valentine Mk. VI / Mk. VII / Mk. VIIA (1941, 1942, 1942 # Canada # chars[N 76])

### Commonwealth aviation
- Avro Anson (1936 en G.B. # plusieurs versions canadiennes # entraînement)
- Bristol Beaufighter Mk. XXI (1942 ? # Australie # antinavire)
- Commonwealth CA-4 / CA-11 (1941 # Australie # prototypes)
  - CAC Boomerang CA-12 (1943 # chasseur)
- De Havilland Mosquito B Mk. VII / B Mk. XX (1942, 1944 # Canada # bombardiers)
- Hawker Hurricane Mk.X / Mk.XI / Mk.XII (1941 et 1942 # Canada # chasseurs)

## Tchécoslovaquie

### Pistolets
- (7,65 mm) ČZ vz. 27 (1927)
- (9 mm) ČZ vz. 38 (1938)

### Fusils, carabines et mousquetons
- (7,92 mm) Mauser-ČZ (1924 # plusieurs versions de fusils, carabines et mousquetons)
- (7,92 mm) ZH-29 (en) / ZH-32 (1929, 1932 # non-utilisés en Tchécoslovaquie)

### Pistolets-mitrailleurs
- ZK 383 (1938)

### Mitrailleuses, fusils-mitrailleurs
- (7,92 mm) ZB vz. 26 (1926 # F.M.)
  - ZB vz. 30 (en) (1930)
- (7,92 mm) ZB-53 (en) (1937 # mitrailleuse)
- (15 mm) ZB-60 (en) (1935 ? # mitrailleuse)

### Canons antiaériens
- (75 mm) 7.5 cm kanon PL Vz. 37 (it) (1937)
- (76,5 mm) 8 cm PL kanon vz. 37 (en) (1937)
- (83,5 mm) 8.35 cm PL kanon vz. 22 (en) (1924)

### Artillerie tractée
- (76,5 mm) 8 cm kanon vz. 30 (en) (1930)
- (100 mm) Škoda houfnice vz. 14/19 (1919 # Skoda houfnice vz 14 (en))
  - Škoda 100 mm houfnice vz. 30 (1930 # Skoda 10 cm Vz. 1930 (it))
- (105 mm) 10,5cm hrubý kanón vz. 35 (de) (1935)
- (149,1 mm) Škoda 149 mm vz. 28 (1928 # Skoda Model 1928 Gun (en))
  - Škoda 149 mm vz. 37 (1937 # Skoda K series (en))
- (220 mm) Škoda 220 mm vz. 32 (1932 # Skoda 220 mm howitzer (en))
- (305 mm) Škoda 305 mm vz. 11/16 / vz. 17 (1916, 1917 en Autriche-Hongrie # désignations incertaines)

### Autre
- Fortifications tchécoslovaques (1935)

### Canon antichar
- 3,7cm KPÚV vz. 37 (en) (1937)
- 4,7 cm KPÚV vz. 38 (1939)

### Chars et véhicules blindés
- AH-IV (ro) (1936 # char léger)
- LT vz. 35 (1937 # char)
- LT vz 38 (1939 # char)
- OA vz. 27 (en) (1929)
- OA vz. 30 (it) (1934 # automitrailleuse)

### Véhicules
Source
- Aero 30 (1934 # voiture)
- Praga AV (1936 # voiture)
  - Praga RV (1935 # camion)
  - Praga RVR (1936 # 59 exemplaires d'un camion radio/communication)
  - Praga T III / T IV / T V / T VI / T VII / T IX (1938 # tracteurs)
- Škoda 6L (1935 # tracteur)
  - Škoda 606 D (1930 # camion)
- Tatra T 25 (1933 # tracteur)
  - Tatra 72 / Tatra 92 (en) (1933, 1937 # camions)

### Avions
- Aero A.100 / Ab.101 (1933 et 1936 # reconnaissance)
- Avia B.125 Lyastovica (? # aucune donnée)
  - Avia B-135 (1942 # chasseur)
  - Avia B.534 (1934 # chasseur)
- Letov Š.328 (1935 # reconnaissance et bombardement léger)

## URSS - armée de terre

### Pistolets et revolvers
- (7,62 mm) Tokarev TT 33 (1930 # pistolet)
- (7,62 mm) Nagant M1895 (1895 en Belgique, 1900 en Russie # revolver)

### Fusils
- Mosin-Nagant M 1891/1930 / M 1891/1938 / M 1891/1944 (1930, 1938, 1944 # fusils)
- PTRD-41 (1941 # fusil antichar)
- PTRS-41 (1941 # fusil antichar)
- SVT 38 / SVT 40 (1938 et 1940 # fusils)

### Pistolets-mitrailleurs
- PPD-38 (1935)
- PPD 40 (1940)
- PPSh-41 (1941)
- PPS-43 (1942)

### Mitrailleuses, fusils-mitrailleurs
- DP 28 Degtyarev / DPM (1928 et 1944 # F.M.)
- (12,7 mm) DShK 1938 (1938)
- PM1910 (1910)
- RD-44 (1944 # prototype utilisé en opération en 1944/45. Adopté en 1948 sous le nom de RPD)
- SG-43 Goryunov (1943)

### Grenades
- F1 (1940)
- RG-41 (1941)
- RG-42 (1942)
- RGD 33 (1933)
- RPG-6 (fin 1943 # antichar)
- RPG-40 (1940 # antichar)
- RPG-43 (1943 # antichar)

### Mortiers
- (37 mm) Mortero-pala 37 mm (es) (1939)
- (50 mm) RM-38 (en) / RM-39 / RM-40 / RM-41 (1938, 1939, 1940, 1941)
- (82 mm) 82-BM-36 (en) (1936)
  - 82-BM-37 (en) / BM-37M (1937, ?)
  - 82-PM-41 / PM-43 (1941, 1943)
- 120-HM-38 (1938 # M1938 mortar (en))
- Mortier de 240 mm M240 (1944 # prototype # mis en service en 1951)

### Artillerie tractée
- 76,2 mm F-22 (1937 # canon de campagne avec capacité antichar)
- 76,2 M02/30 (1930)
- 76,2 mm ZiS-3 (1942)
- 107 mm M-60 (1940 # Canon divisionnaire de 107 mm M1940 (M-60))
- 122 A-19 (1939 # 122 mm M1931/37 (A-19))
- 122 mm M-30 (1940)
- 122 mm M1910/30 (it) (1930)
- 152 mm Br-2 / Br-2M (1937 et 1942 ? # 152 mm M1935 (it))
- 152 mm D-1 (1943 # 152 mm M1943 (it))
- 152 mm M-10 (1938 # 152 mm M1938)
- 152 mm M1910/30 (it) (1930)
- 152 mm M1910/34 (1934)
- 152 mm ML-20 (1937)
- 203 mm B-4 (1933 # 203 mm M1931 (it))
- 210 mm Br-17 (1939 en Tchécoslovaquie, 1940 en U.R.S.S. # 210 mm M1939 (it))
- 280 mm Br-5 (1939 # 280-mm-Mörser Br-5 (de))
- 305 mm howitzer M1915 (en) (1915)
  - 305 mm Br-18 (1939 # 305 mm M1939 (it))

### Artillerie sur rail
Source / Trains blindés
- 180 mm TM-1-180 (1933 # 180mm Pattern 1931-1933 (en))
- 203 mm TM-8 (1925 ?)
- 305 mm TM-2-12 / TM-3-12 (1932, 1938 # 305-mm-L/52-Kanone M1907 (de))
- 356 mm TM-1-14 (1927 ?)
  - 356 mm TP-1 (1942 # prototype non-terminé)
- 500 mm TG-1 (1942 prototype non-terminé)
- BTD-2 / MBV-2 (? et ? # draisines)
- Trains blindés soviétiques[N 78]

### Artillerie côtière
- 130 mm/55 B-7 (1913 # 130 mm/55 B7 Pattern 1913 (en))
  - 130 mm/50 B-13 (1936 # 130 mm/50 B13 Modell 1936 (de))
- (152,4 mm) 152-mm-L/45-Kanone M1892 (de) (1892)

### Canons antiaériens, véhicules antiaériens
- 7,62 4-M (année ? # assemblage antiaérien de quatre mitrailleuses PM1910, le tout souvent monté sur camion)
- 12,7 mm DShK 1938 (1938 # mitrailleuse beaucoup utilisée en antiaérien)
- 25 mm 72-K (1940 # M1940 (72-K) (es)[N 79])
- 37 mm 61-K (1939 # 37 mm M1939 (61-K) (it))
- 45 mm 21-K (1934 # utilisé sur des « Monitor » de la marine fluviale)
- 76,2 mm 3-K (mis en service en 1934 # 76-mm-Flugabwehrkanone M1931 (3-K) (de))
- 76,2 mm 29-K (1935 # véhicule antiaérien[N 80])
- 76,2 mm 52-P-362 (1939 # 76-mm-Flugabwehrkanone M1938 (de))
- 85 mm 52-K (1939)
- 37 mm ZiS-43 (novembre 1942 # un prototype # véhicule antiaérien)
- 37 mm ZSU-37 (1945 # prototype # véhicule antiaérien)

### Autres (lance-flammes, véhicules spéciaux...)
- Ampuleniot 1941 (1941 # lance-flammes fixe)
- Ligne Staline (1928-1939)
- ROKS-1 / ROKS-2 / ROKS-3 (1930 ?-1941-1942 # lance-flammes portables)
- ST-26 (année ? # char poseur de pont)

### Mines terrestres
- POMZ (en) / POMZ-2 (1941 ? et 1941 # mines antipersonnel)
- SOV-FOG-1 (1941 # mine lance-flammes)
- TM-35 / TM-35 M (1935 et 1939 # mines antichars # TM-35 mine (en))
- TM-39 / TM-41 / TM-43 / TM-44 mine (en) (1939, 1941, 1943, 1944 # mines antichars)

### Tracteurs
- Komintern (1934)
- M1 Heavy Tractor (en) (1938 ? aux États-Unis)
- STZ-3 / STZ-5 (1937 ? et 1937)
- Voroshilovets (1941)
- ZiS-42 / ZiS-42M (?, 1942)

### Camions, voitures, motos
- GAZ-AA / GAZ-MM (1932, 1938 # camions)
  - GAZ-M1 / GAZ-61 / GAZ-64 / GAZ-67 (1936, 1940, 1940, 1943 # voitures)
- Ural M-72 (1942 # moto)
- YaG-10 (1931 # camion)
- ZiS-5[N 81] / ZiS-6 (pl) / ZiS-12 (1934, 1933, 1934 # camions)
  - ZiS B-3 (1944 # semi-chenillé blindé # prototype)

### Automitrailleuses
- AMO BA-27 (1928)
- BA-I (1932)
- BA-3 (en) (1933)
- BA-6 (en) (1936)
- BA-10 (1938)
- BA-64 (1942)
- Ford-A Izhorskiy (ou « FAI » # 1933)

### Chars légers,chenillettes
Source
- MS-1 (ou T-18 # 1928)
- T-27 (1931)
  - KhT-27 (1932 # char lance-flammes)
- T-37 (1933)
  - OT-37 (1933 ? # char lance-flammes)
- T-38 (1936)
- T-30 / T-40 (1940)
- T-50 (1941)
- T-60 (1941)
- T-70 / T-70M (1942)
- BT-2 / BT-5 (1931, 1932 ?)
  - BT-5BHM (1932 ? # char lance-flammes)
- BT-7 / BT-7M (1935 et 1938)
  - BT-7A (année ? # armé d'un canon de 76,2 mm)
- Yanvartsy NI-1 (1941 à Odessa # char de fortune)

### Chars
- T-26 (1931)
  - OT-130 (1933 # plusieurs versions de chars lance-flammes)
- T-28 (1933)
  - OT-28 (année ? # char lance-flammes)
- T-34 (1940)
- T-35 (1932)
- KV-1 (1940)
- KV-85 (1943)
- Char IS-1 (début 1944)
- Char IS-2 (juillet 1944)
- Char IS-3 (1945 # utilisé au combat à partir d'août 1945)

### Canons d'assaut / Artillerie automotrice
- BM8-24 (1941 # lance-roquettes)
- BM-13 Katyusha (1941 # lance-roquettes)
- (76,2 mm) BT-7A (1941 ?)
- (152,4 mm) KV-2 (1940)
- (76,2 mm) SU-1-12 (1933 # utilisés en 1939 en Pologne)
- (76,2 mm) SU5-1 / 2 / 3 (1934, 1935 ?, 1935 ? # utilisés en 1939 en Pologne)
  - (76,2 mm) SU-T-26 / SU-76P (1941)
- (152 mm) SU-14-Br-2 (1939 # prototype # un exemplaire, utilisé au combat en 1941)
- (76,2 mm) T-26A (1934 # cinq exemplaires)
  - (76,2 ou 37 mm) SU-5-1 (1941 # production artisanale à Léningrad, armé d'un canon de 37 ou 76,2 mm)
- (76,2 mm) SU-76 / SU-76M (1943)
- (76,2 mm) SU-76I (1943 # sur châssis de chars allemands Panzer III, 201 exemplaires)
- (122 mm) SU-122 (1943)
- (152,4 mm) SU-152 (1943)
- (122 mm) ISU-122 / ISU-122S (1943, 1944)
- (152,4 mm) ISU-152 (1944)

### Chasseurs de char
- (57 mm) SU-57 (1943 aux États-Unis # 680 livrés à l'U.R.S.S.)
- (85 mm) SU-85 (1943)
- (100 mm) SU-100 (1945)
- (130 mm) SU-100Y (1940 # prototype)
- (57 mm) ZiS-30 (1941)

### Canons antichar
- Canon antichar de 37 mm M1930 (1-K) (1931)
- 45-mm-Panzerabwehrkanone M1932 (19-K) (de) (1932)
- 45 mm M1937 (53-K) (1937)
- 45 mm M1942 (1942 # 45 mm anti-tank gun M1942 (M-42) (en))
- 57 mm ZiS-2 Obr. 1931 / Obr. 1941 / Obr. 1943 (1931, 1941, 1943)
- 76 mm ZiS-3 (1942)
- 76 mm F-22 (1936 # canon de campagne avec capacité antichar)
- 100 mm BS-3 (1944)

- 107 mm M-60 (1940 # Canon divisionnaire de 107 mm M1940 (M-60) # canon de campagne avec capacité antichar)

## URSS - aviation

Cocarde de l'Armée de l'air soviétique.

Source

### Chasseurs
- Bolkhovitinov Bi-1 (de 1941 à 1943 # prototype)
- Borokov-Vlorov I-207 (1939 # prototype)
- Lavotchkine
  - La-5 (1942)
  - La-7 (1944)
  - LaGG-1 (1940)
  - LaGG-3 (de 1941 à 1944 # plusieurs séries différentes)
- Mikoyan-Gourevitch
  - DIS (1941 # prototype)
  - MiG-1 (1940)
  - MiG-3 (1941)
  - MiG-9 (1943 # prototype)
- Pashinin I-21 (1940 # prototype)
- Polikarpov
  - I-15 (1934 # utilisé pour l'attaque au sol en 1941 et 1942)
  - I-16 Ishak (1935)
  - I-17 (de 1934 à 1936 # prototype)
  - Polikarpov I-153 (1939)
  - I-185 (de 1941 à 1943 # prototype)
  - Polikarpov ITP (en) M-1 / M-2 (1942 et 1943 # prototype)
- Yakovlev
  - Yak-1 (1941)
  - Yak-3 (1944)
  - Yak-7 (1941)
  - Yak-9 / Yak-9M (1942, 1944)
- Yatsenko I-28 (1939 # prototype)

### Avions d'assaut
- Iliouchine
  - Il-2 (1941 # plusieurs versions ou améliorations successives)
  - Il-10 (1944, première utilisation au front en février 1945)
- Soukhoï Su-ï Su-6 (de 1941 à 1944 # prototypes)
- Yakovlev UT-1B (1941# Yayryendlev UT-1 (en))

### Bombardiers
- Iliouchine Il-4 (1936)
- Petliakov Pe-2 / Pe-8 (1941, 1942)
- Sukhoi Su-2 (1940)
- Tupolev
  - SB-2 (1934 # prototypes)
  - TB-3 (1932)
  - Tu-2 (première utilisation opérationnelle en 1942)
  - Tu-10 (1945 # non-utilisé lors de la Seconde Guerre mondiale)
  - Zveno-SPB (1939)
- Yakovlev Yak-2 / Yak-4 (1940 et 1940)
- Yermolaïev Yer-2 (1940 # plusieurs versions et améliorations jusqu'en 1944)

### Hydravions
- Beriev
  - Be-4 (1941)
  - KOR-1 (1937)
  - LL-143 (1945 # prototype)
  - MBR-2 (1934)
- Tchetverikov MDR-6 (1939)
- Tupolev ANT-44 (1938 # nommé aussi VTT-2 # Tupolev MTB-2 (en))

### Avions de transport
- Lissounov Li-2 (1936 aux États-Unis, 1939 en U.R.S.S.)
- Yakovlev Yak-6 (1942 # utilisé aussi comme bombardier de nuit)
- Yermolaïev Yer-2ON (1943 ? # 3 exemplaires)

### Planeurs
- Antonov A-7 (1942)
- Antonov A-40 (1942 # prototype)
- Gribovski G-11 (1941)

### Avions d'entraînement ou de liaison
- Polikarpov Po-2 (1928)
- Yakovlev UT-1 (1937)

## Yougoslavie

### Armes légères
- Browning 10/22 (1922 en Belgique # pistolet)
- (7,92 mm) Chauchat (1915 en France # F.M.)
- (7,92 mm) Mauser M24 (1924 en Belgique # fusil)
  - Puška M1924 (192--)

### Artillerie
- 75 mm Schneider Mle 1912 (1912 en France # canon)
- 75 mm Škoda M.28 (1928 en Tchécoslovaquie # canon)
- 100 mm Škoda M.28 (1928 en Tchécoslovaquie # obusier # 10 cm houfnice vz. 28 (en))

### Véhicules
- IMAD - Praga RN / RND (1933, 1934 # camions)
- Peugeot Mle 1915 (1915 en France # quatre exemplaires en 1939)

### Aviation
- Breguet 19 (1924 en France # reconnaissance)
- Bristol Blenheim (1937 en G.B. # bombardier)
- Dornier Do 17 Kb-1 / Ka-2 / Do Ka-3 (1937 en Allemagne, 1938 ? en Yougoslavie # avion bombardier et avions de reconnaissance)
- Dornier Do 22 (1935 en Allemagne # hydravion)
- Rogožarski (en) IK-2 / IK-3 (1937, 1940 # avions de chasse)

## Suède(pays neutre)

### Pistolet
- Husqvarna M40 (1940) Suède

### Fusil
- Ljungman AG-42 (1942)

### Mitrailleuse
- Browning M1917 (1917 aux États-Unis)

### Canons antiaériens, véhicule antiaérien
- (40 mm) Bofors L/60 (1932 # utilisé par un grand nombre de belligérants lors de la 2e G.M. : Allemagne, France, G.B., U.R.S.S., États-Unis, etc.)
- (40 mm) Luftvärnskanonvagn L-62 Anti II (1942 # uniquement utilisé par la Finlande # Landsverk L-62 Anti II (en))
- (40 mm) Luftvärnskanonvagn Fm/43 (1943 # prototypes de véhicules AA, livraison de 17 engins en 1947-1948)
- (75 mm) 7,5 cm Luftvärnskanon m/29 (1930 # utilisé par plusieurs pays # Bofors 75 mm Model 1929)

### Char
- Landsverk L-60 (en) (1935)
- Stridsvagn m/42 (en) / Stridsvagn m/42 DT (1943, 1945 prototype)

### Canon antichar
- Bofors 37 mm (1935)

### Artillerie
- Bofors 75 mm mountain gun (en) (1928)
  - Bofors 75 mm Model 1934 (en) (1934)
- 10.5 cm Cannon Model 1927 (en) (1927)
  - 10.5 cm kanon m/34 (en) (1934)
- Bofors 12 cm M. 14 (en) (1913 ?)

### Véhicule
- Volvo HBT (1943 # tracteur d'artillerie)

### Véhicules blindés
- Landsverk L-180 (nl) (1933 # L-180 / L-181 / L-182)
- Pansarbil m/31 (it) (1931)
- Pansarbil m/39 (en) (1939)

### Avions
- FFVS J22 (1943 # chasseur)
- Saab 17 (1942 # bombardier)
  - Saab 18 (1944 # bombardier)
  - Saab J-21 (décembre 1945 # chasseur)

## Suisse(pays neutre)

### Pistolet / Revolver
- (7,65 mm) Luger 1900 / 1906 / 06/29 (1900, 1906, 1929 # pistolets)
- (7,5 mm) Revolver 1882 / 1882/29 (1882 et 1929)

### Fusils, carabines et mousquetons
- Fusil M-1911 / IG-1911 (1911)
  - Mousqueton 11 (1913)
  - Mousqueton 31 (1935)
- Solothurn S-18/100 (en) (1934 # fusil antichar)
  - Solothurn S-18/1000 (en) (1940 ?)
  - Solothurn S-18/1100 (en) (1940 ?)

### Pistolet-mitrailleur
- Steyr Solothurn S1-100 (1929)

### Fusils-mitrailleurs / mitrailleuses
- LMG 25 (1925 # Mitrailleuse légère 7,5 mm modèle 1925 (de))
- SIG KE7 (en) (1929)
- Solothurn S2-200 (1930)

### Canons antiaériens
- 20 mm SEMAG L / Oerlikon S (1924 et 1927 # le second fut utilisé par plusieurs pays)
- 20 mm Solothurn ST-5 (en) (1933 ?)

### Mortier
- (81 mm) 8,1 cm Minenwerfer 1933

### Avions
- Dewoitine D' (1930 # chasseur jusqu'en 1940, entraînement jusqu'en 1944)
- EKW C-35 (1937 # reconnaissance et bombardement léger)
  - EKW C-3602 (1940 # prototype)
  - EKW C-3603 (1942 # reconnaissance et bombardement léger)
- D-3800 / D-3801 (1939, 1940 # chasseurs)
- Messerschmitt Bf 109 (1937 en Allemagne # chasseur)

### Véhicules blindés
• Panzer 39

### Autres
- 4,7 cm BK 37 (1937 # canon d'infanterie)
- HG 43 (1943 # grenade à manche)